# Ulriksdals slott
Ulriksdals slott är ett kungligt slott som med byggnader och park ingår i Kungliga Nationalstadsparken vid Edsviken i Solna kommun, Stockholms län. Slottet uppfördes cirka 1638–1645 för Jakob De la Gardie med Hans Jacob Kristler som arkitekt och byggmästare. Det döptes ursprungligen till Jacobsdal (ej att förväxla med Villa Jacobsdal på slottsområdet) men fick senare sitt nuvarande namn efter Karl XI:s son Ulrik.
Den nuvarande exteriören gestaltades av Nicodemus Tessin den äldre under 1600-talet slut och fullbordades av Carl Hårleman under mitten av 1700-talet. En del av inredningarna av Fredrik Wilhelm Scholander, utförda i mitten på 1800-talet tillsammans med kung Karl XV, är bevarade och har av Nationalmuseum återställts med ursprunglig möblering. Från 1900-talet finns inredningar av arkitekt Sigge Cronstedt för Gustaf VI Adolf och drottning Louise med möbler av Carl Malmsten. Anläggningen disponeras idag av det svenska kungahuset.
Slottet ägs av svenska staten och förvaltas av Fastighetsverket. Ulriksdals slott är sedan 1935 ett statligt byggnadsminne. Förutom slottet finns flera byggnader, bland annat Ulriksdals slottsteater (Confidencen), Ulriksdals slottskapell, Ulriksdals Wärdshus och Orangerimuseet, ett skulpturmuseum som är inrymt i slottets gamla orangeri. Sedan 1986 är slottet öppet för allmänheten juni–augusti med guidad visning.

## Historia

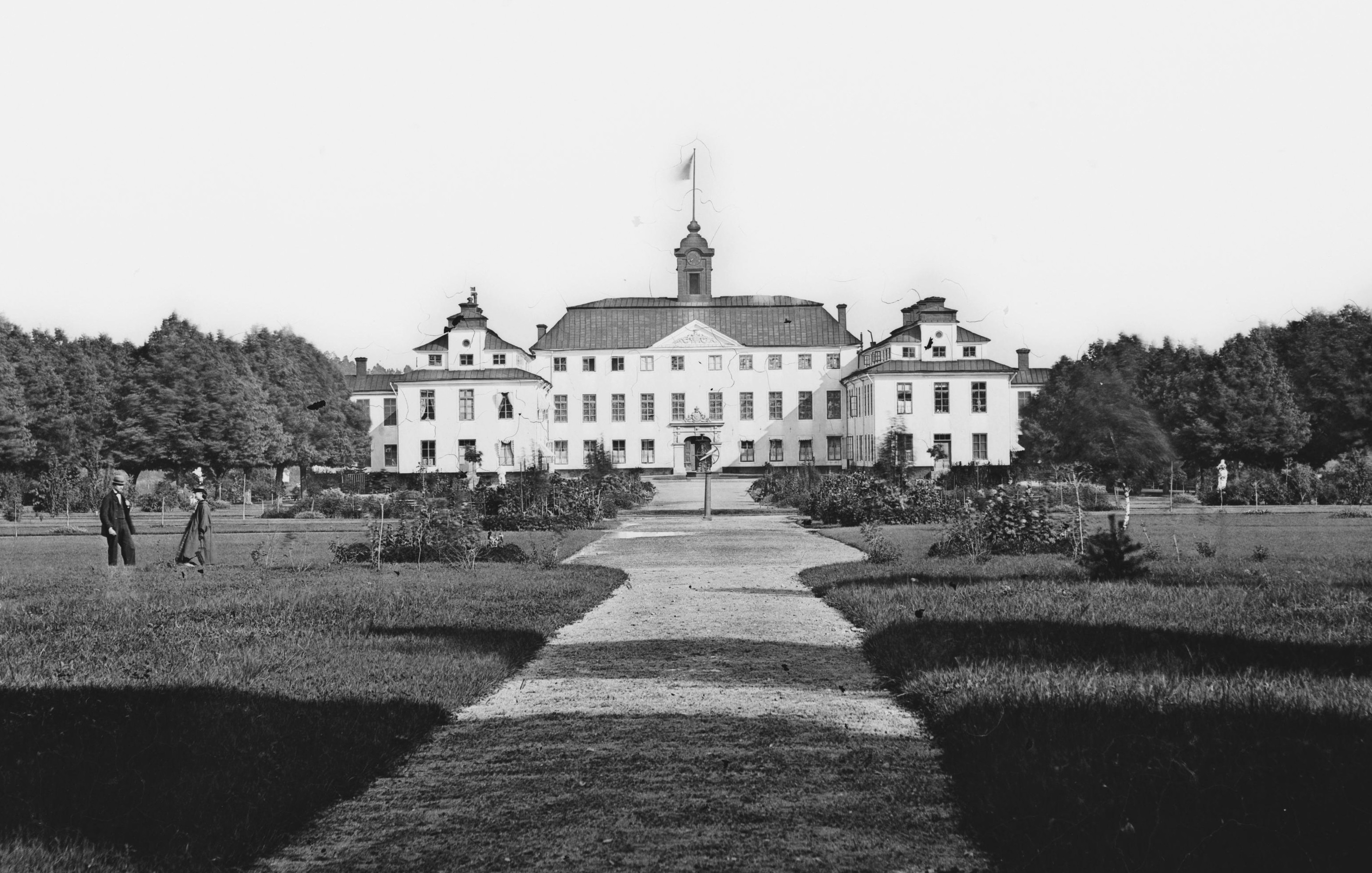
Slottet mellan 1860 och 1900.

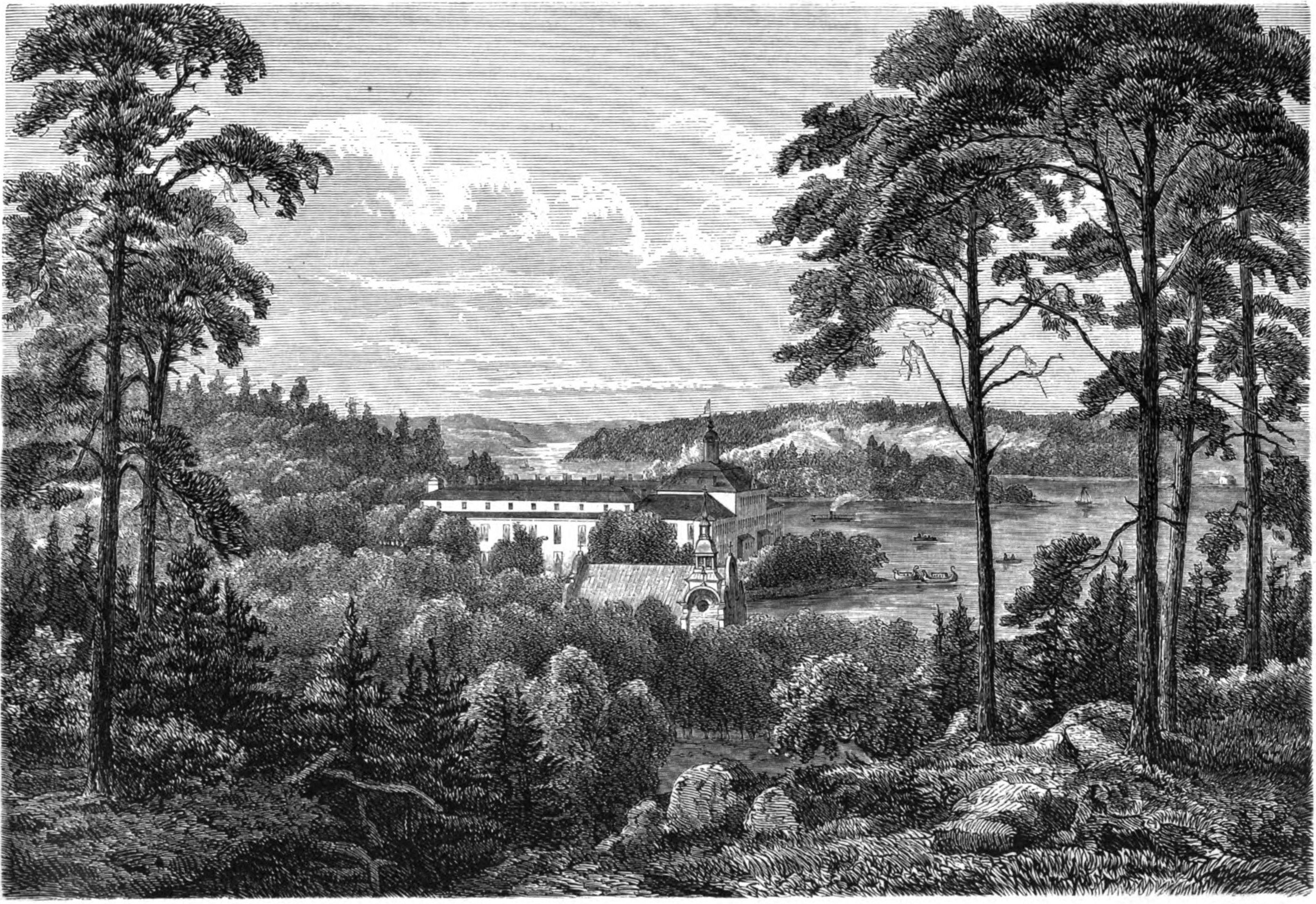
Slottet och parken ca 1870.

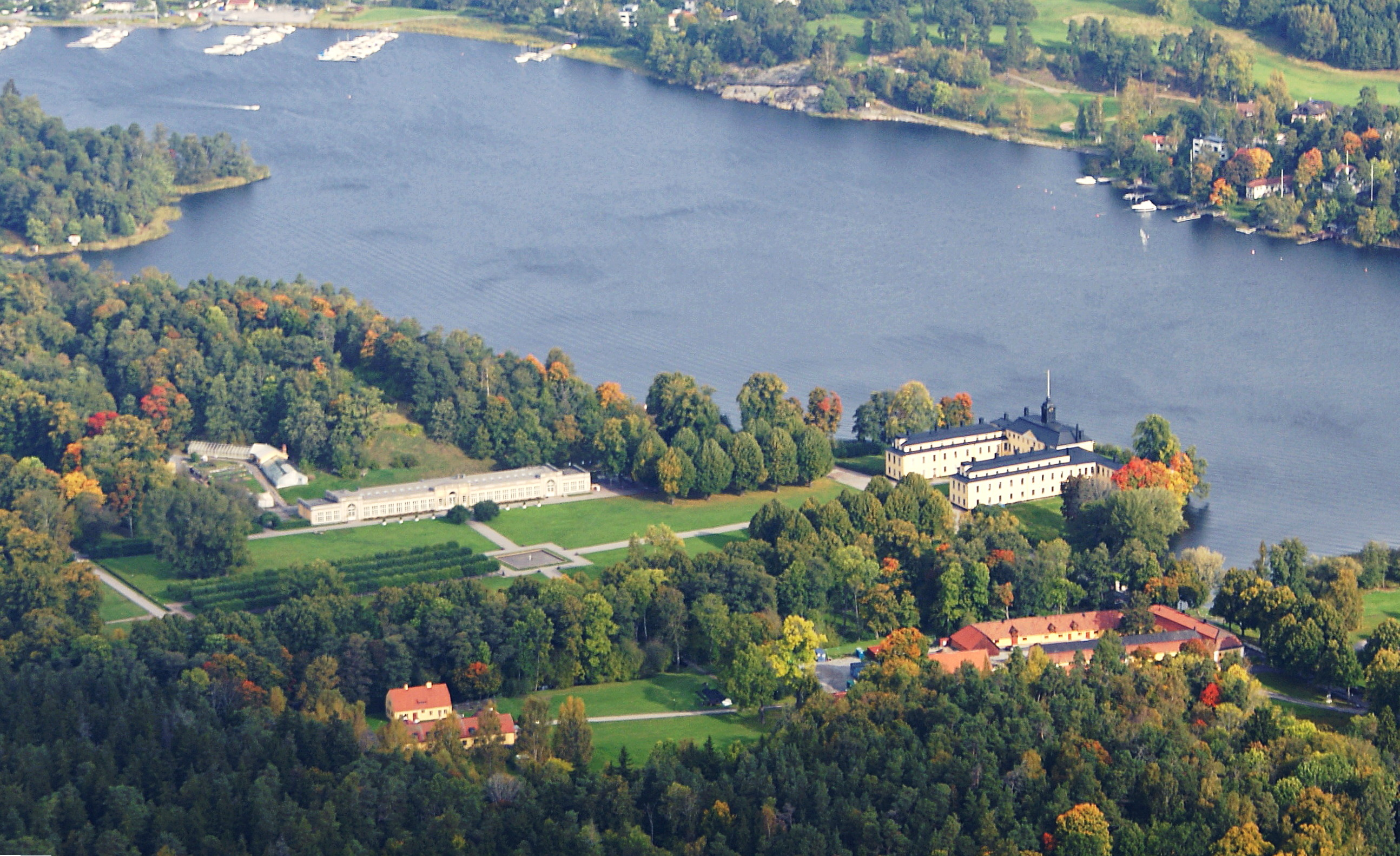
Slottet och parken 2012.

Jacobsdal anlades i en ödslig och bergig terräng intill Edsviken. Byggherre var Jakob De la Gardie och hans arkitekt och byggmästare var Hans Jacob Kristler från Strasbourg. Kristler arbetade vid samma tid med palatset Makalös i Stockholm, varifrån han hämtade arbetskraft till Jacobsdal. Huvudbyggnaden stod färdig 1644 och arbetena med flygelbyggnaderna avslutades troligen 1645. Slottet var uppfört i senrenässans och huvudbyggnaden bestod av två våningar och vindsvåning.
Slottet blev snabbt ett populärt besöksmål för adel och kungligheter och gästades ofta av drottning Kristina. Hon uppskattade det så mycket att hon lät sin kröningsprocession 1650 utgå därifrån.
Slottet såldes 1669 till änkedrottningen Hedvig Eleonora. År 1684 skänkte hon det som faddergåva till sin sonson prins Ulrik efter vilken det erhöll namnet Ulriksdal. Efter hans död 1685 återgick det till Hedvig Eleonora och blev vid hennes död 1715 statens egendom.
Under Lovisa Ulrikas och Gustav III:s tid hölls lysande fester på slottet. Det beboddes av änkedrottning Sofia Magdalena som dog där 1813, och det stod därefter obebott fram till 1821. Mellan 1822 och 1849 använde Karl XIV Johan slottet som invalidinrättning för krigsveteraner från bland annat finska kriget  och all värdefull inredning flyttades till andra lustslott. Som mest fanns samtidigt 82 invalider på Ulriksdal. Av de avlidna begravdes cirka 200 personer på Invalidkyrkogården som fortfarande ligger i sydöstra delen av slottsområdet.
Slottet förvandlades till ett museum av Karl XV och drottning Lovisa med antika möbler, porsliner och konstsamlingar av alla slag. Detta testamenterade kungen till staten och tillhör till större delen statens samlingar i Nationalmuseum. Efter hans död lämnades Ulriksdal länge åt sitt öde och bar en tid spår av förfall. Drottning Sofia uppehöll sig där vanligen vintertid och hade det enligt riksdagens beslut 1885 som änkesäte till sin död 1913.
Kronprinsparet Gustaf Adolf och Louise Mountbatten disponerade slottet från 1923 och bodde där ofta resten av livet. Under finska vinterkriget inrättade kronprinsessan Louise ett barnhem på slottet för finska krigsbarn.

### Slottet idag
Sedan 1986 är slottet öppet med visningar juni–augusti. I de rum som visas presenterar Nationalmuseum delar av den stora donation från Karl XV som ingår i museets samlingar. Även inredningar utförda på 1920-talet och med möbler ritade av Carl Malmsten för Gustaf VI Adolfs och drottning Louises är öppna för besökarna. Dessutom används vissa av de tidigare bostadsrummen för att visa delar av Gustaf VI Adolfs samlingar av konst och konsthantverk. I den södra flygeln har Världsnaturfonden WWF sitt svenska huvudkontor. TV-programmet Hela Sverige bakar spelas sedan 2023 in i slottsparken.

## Slottsbyggnaden
Slottsbyggnaden uppfördes cirka 1638–1645, men slottet genomgick redan tidigt flera påkostade ombyggnader. Hedvig Eleonora hade stora planer för Ulriksdals slott och lät Nicodemus Tessin d.ä. utarbeta diverse skisser och förslag eftersom slottets renässanskaraktär inte längre motsvarade tidens smak. Men penningbrist stoppade projektet och bara mindre ombyggnader genomfördes. För utsmyckningen av slottet anlitades en stab av skickliga hantverkare som även var sysselsatta med arbeten vid Drottningholms slott. Bland dem fanns stuckatören Carlo Carove, förgyllaren Magnus Medelwijk och hovmålaren Hans Georg Müller.
År 1728 återupptogs byggprocessen under Carl Hårlemans ledning. Hårleman förverkligade bland annat ett av de allra första brutna mansardtaken i Sverige. I mitten av 1700-talet disponerades slottet av kung Adolf Fredrik och drottning Lovisa Ulrika. Lovisa Ulrika inrättade i det gamla beridarehuset sin första teater, idag kallad Confidencen.

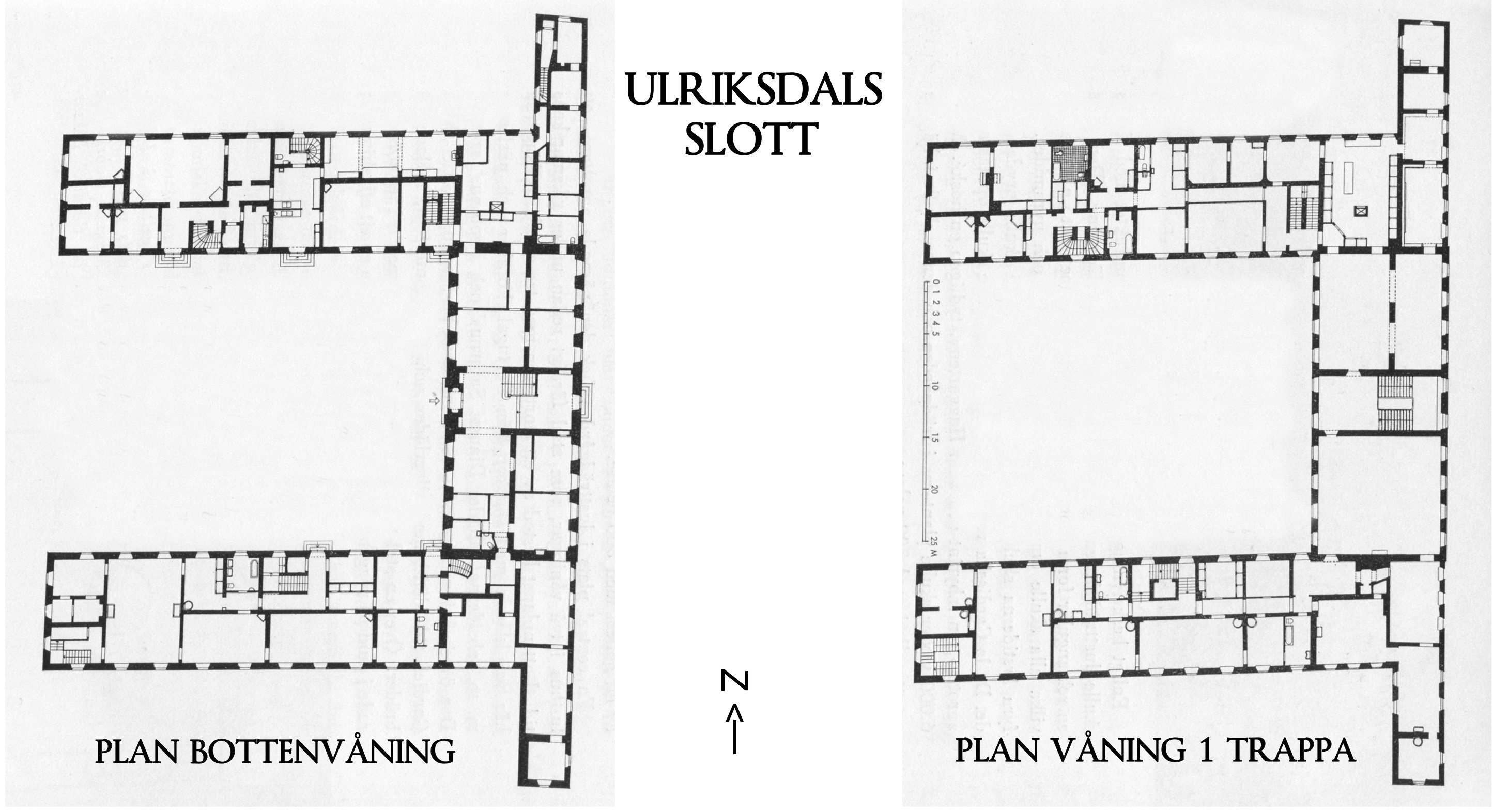
Ulriksdals slott, planritningar

Slottets nuvarande yttre härrör från 1700-talets mitt. Men dess inre har förändrats vid flera tillfällen. I synnerhet efter invalidtiden var rummen mycket slitna. Under Karl XV:s tid på slottet nyinreddes stora delar av slottet i en historieromantisk stil med hjälp av arkitekten Fredrik Wilhelm Scholander. Han gestaltade bland annat "Riddarsalen", slottets största rum, där han prydde den stora öppna spisen med en riddarrustning. Han lade även fram förslag till nygestaltning av fasaderna men det kom inte till utförande. Karl XV hade en stor konstsamling som troligen var den största enskilda i Sverige. Kungen, själv målare, hade köpt en omfattande samling målningar av främst samtida nordiska konstnärer. I ett särskilt rum fanns kungens samling av fajanser.
Under Karl XV:s tid tillkom även Ulriksdals slottskapell (1864–1865) och Ulriksdals Wärdshus (1868) samt, längst i söder, Väntorp. Stället innehades efter 1866 av skådespelerskan Hanna Styrell, älskarinna till Karl XV, och mellan 1965 och 1983 hade skulptören Eric Grate sin bostad och ateljé här.

### Historiska exteriörbilder

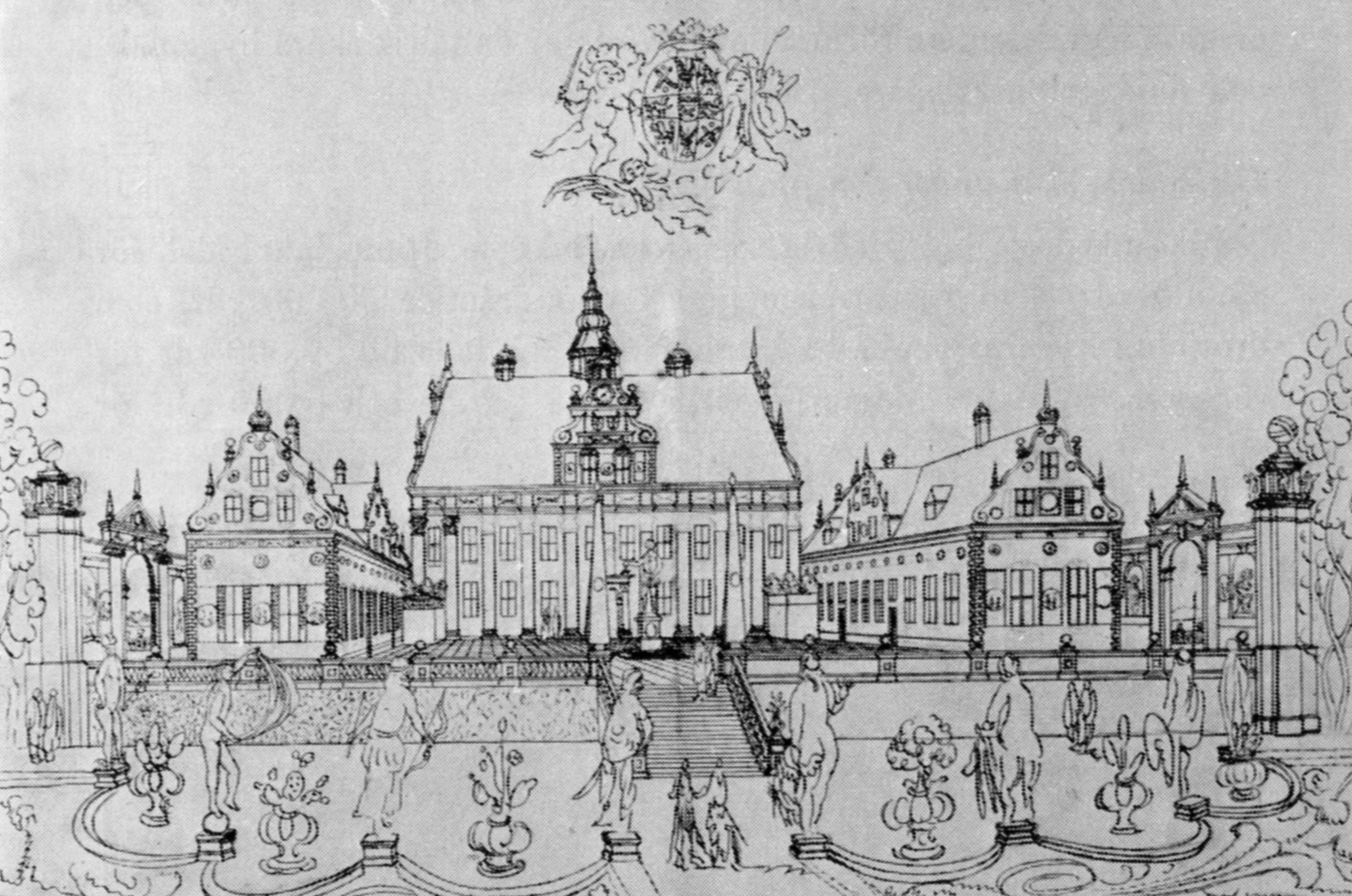
Slottet enligt en teckning av Erik Dahlbergh
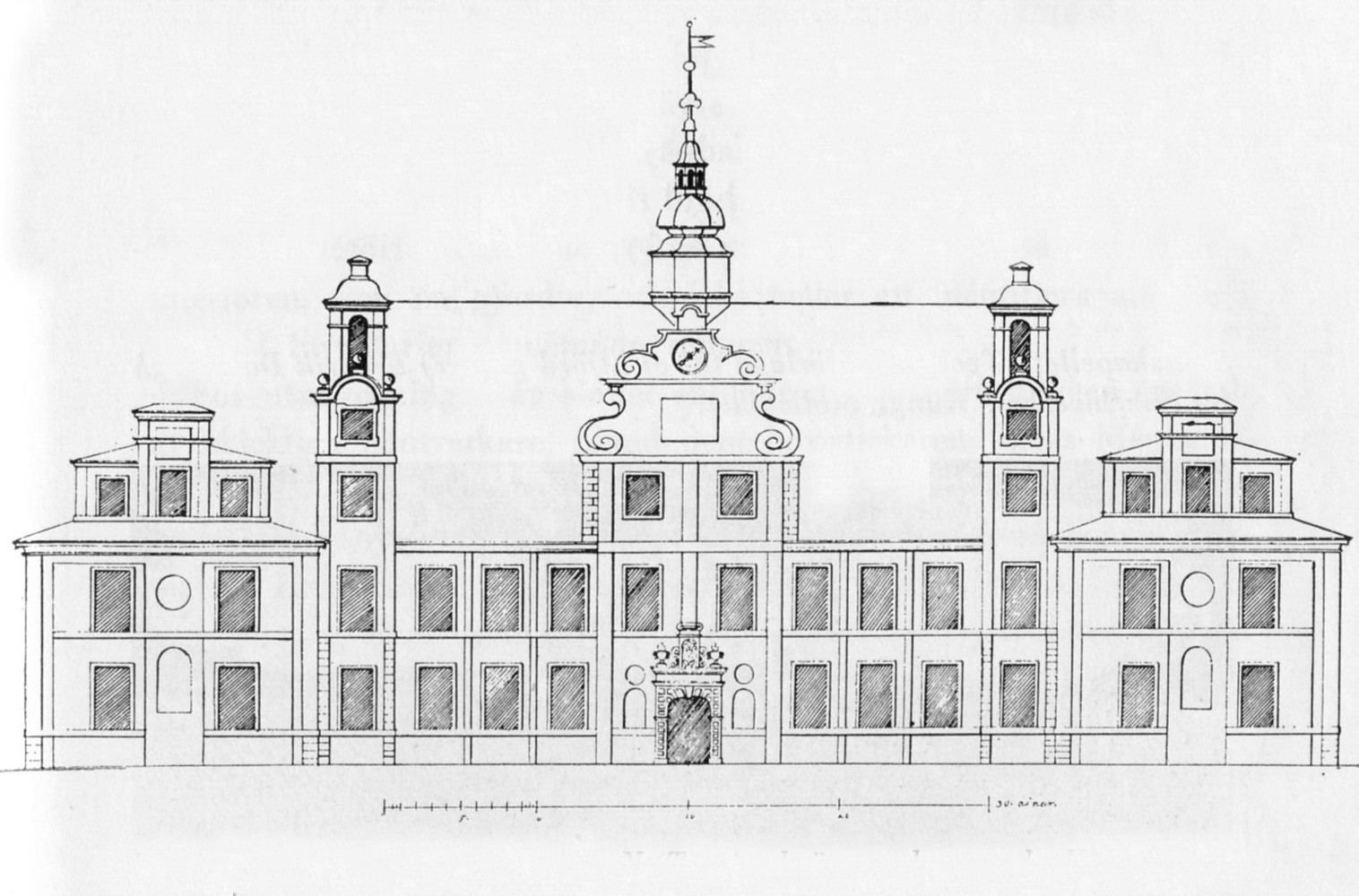
Slottet från väster efter Tessin d.ä:s ombyggnad
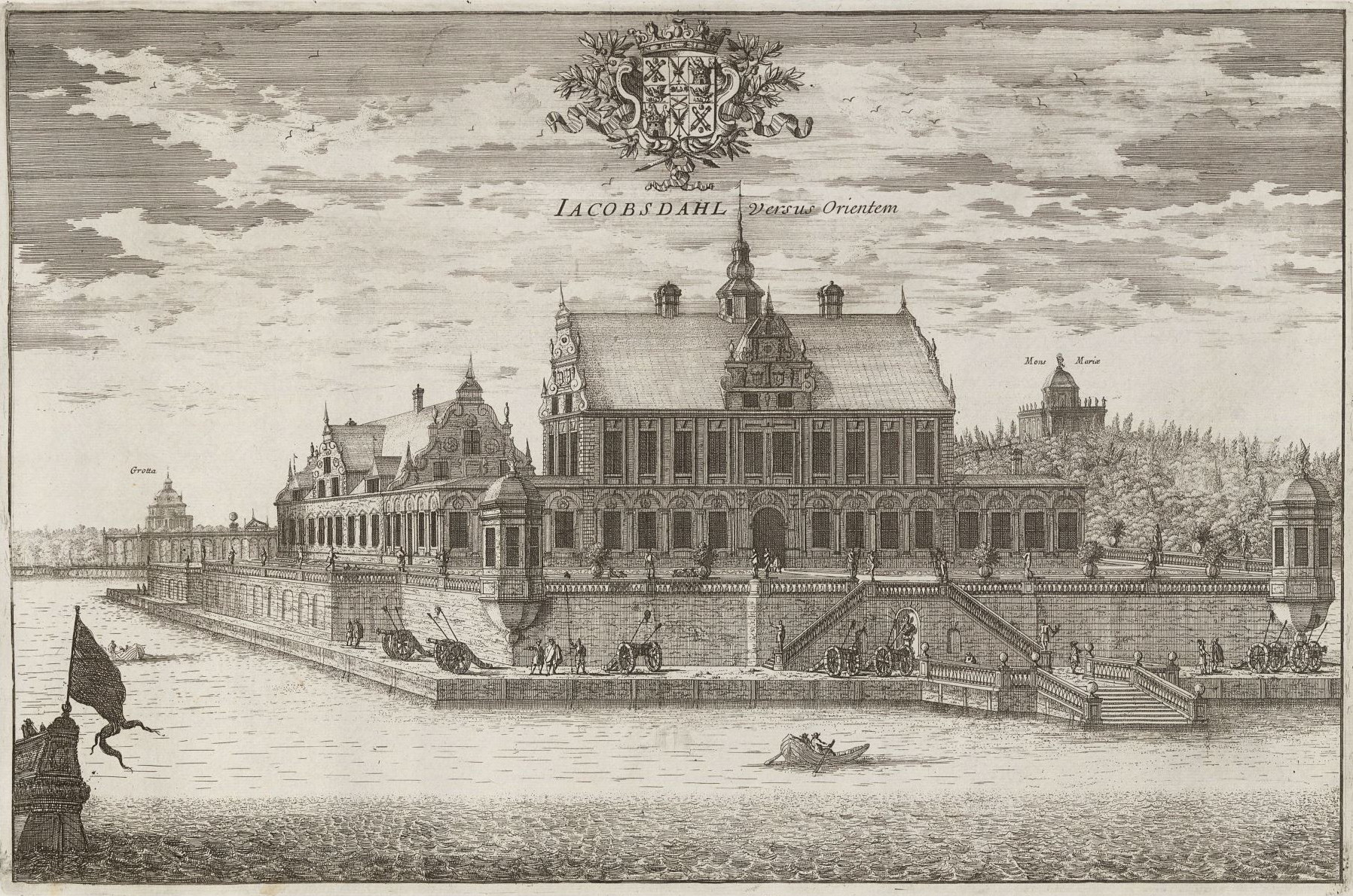
Slottet, kopparstick i Suecia antiqua et hodierna
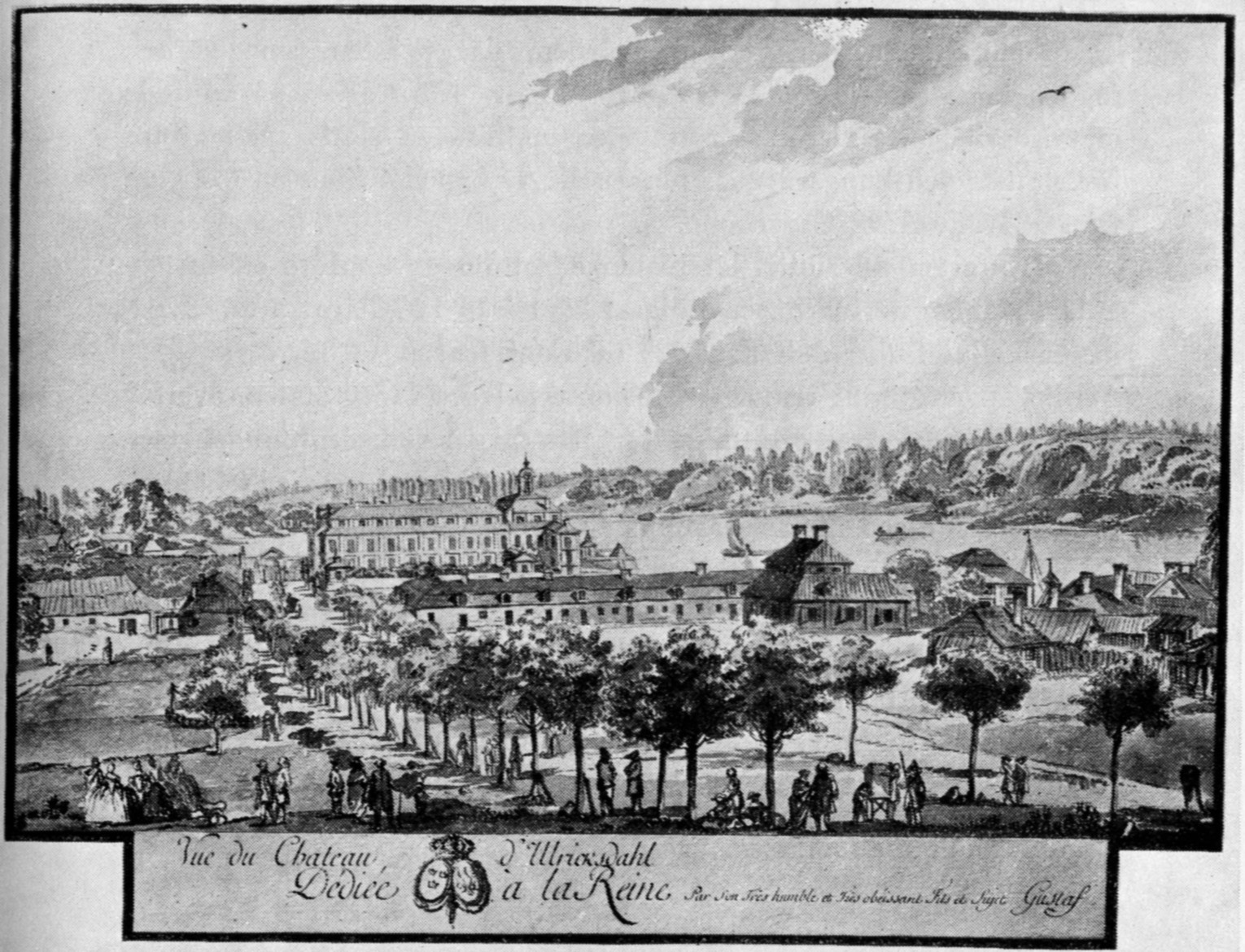
Slottet, lavering av Gustav III
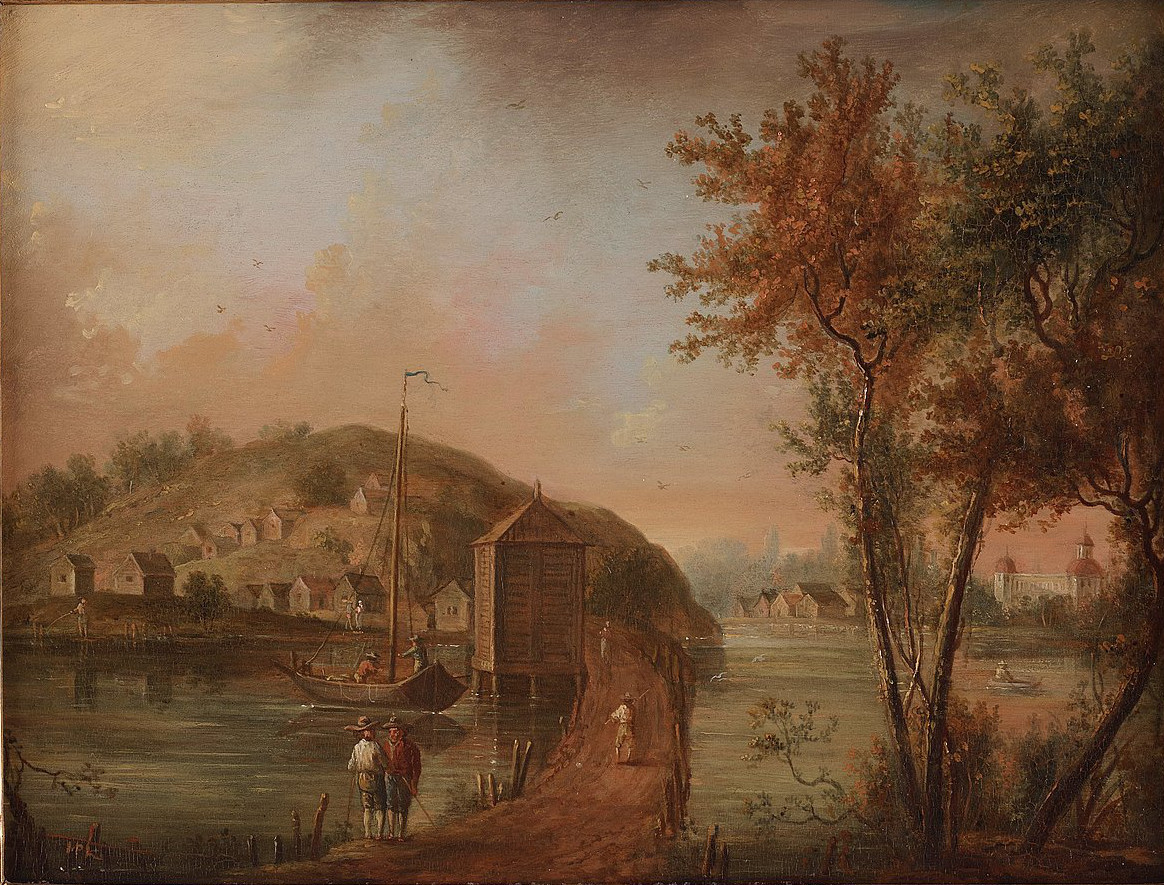
Vy av Ulriksdal från andra sidan Edsviken, ca 1790. Målad av Johan Philip Korn.

### Historiska interiörbilder

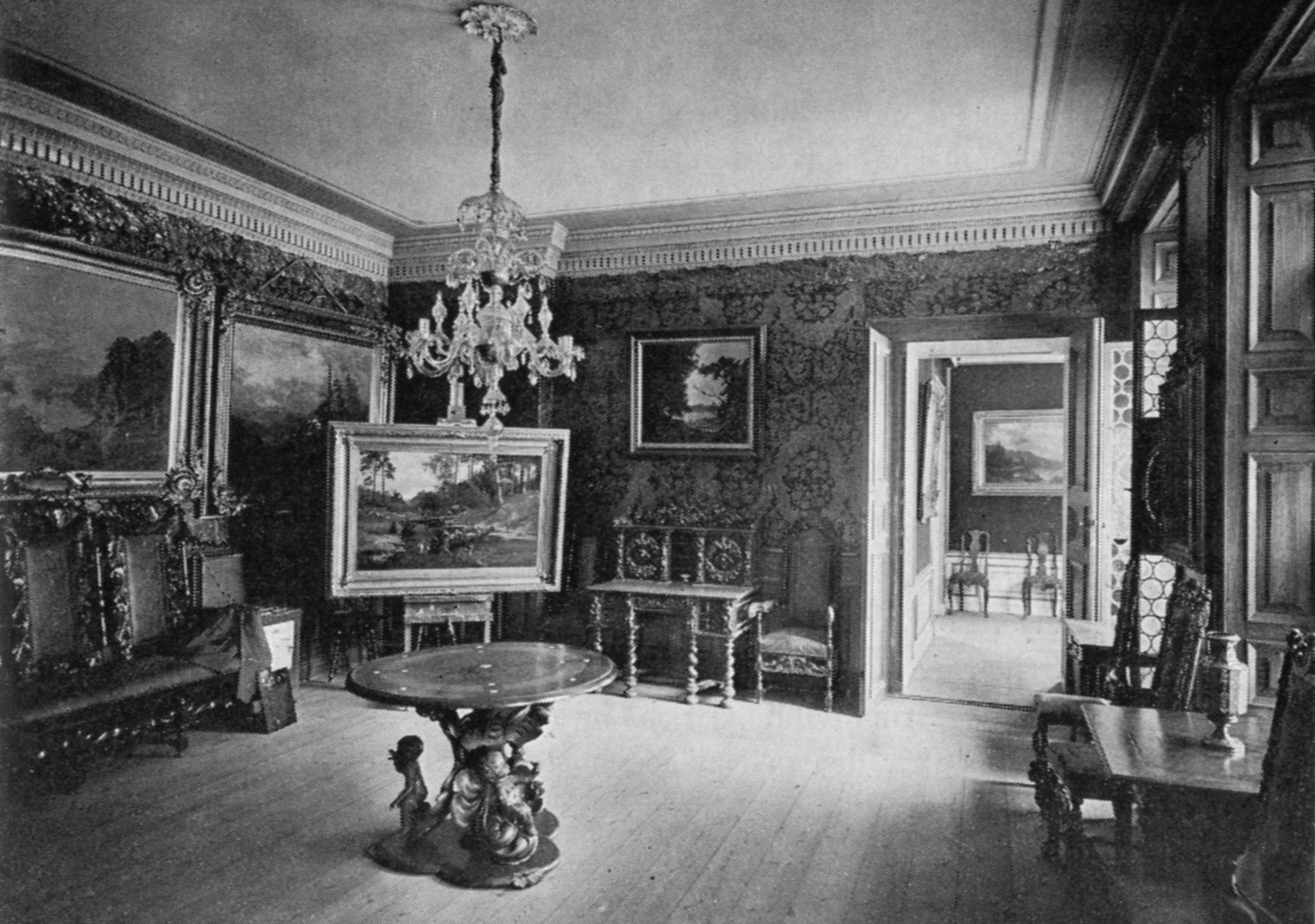
Karl XV:s ateljé med kungens sista målning på staffliet
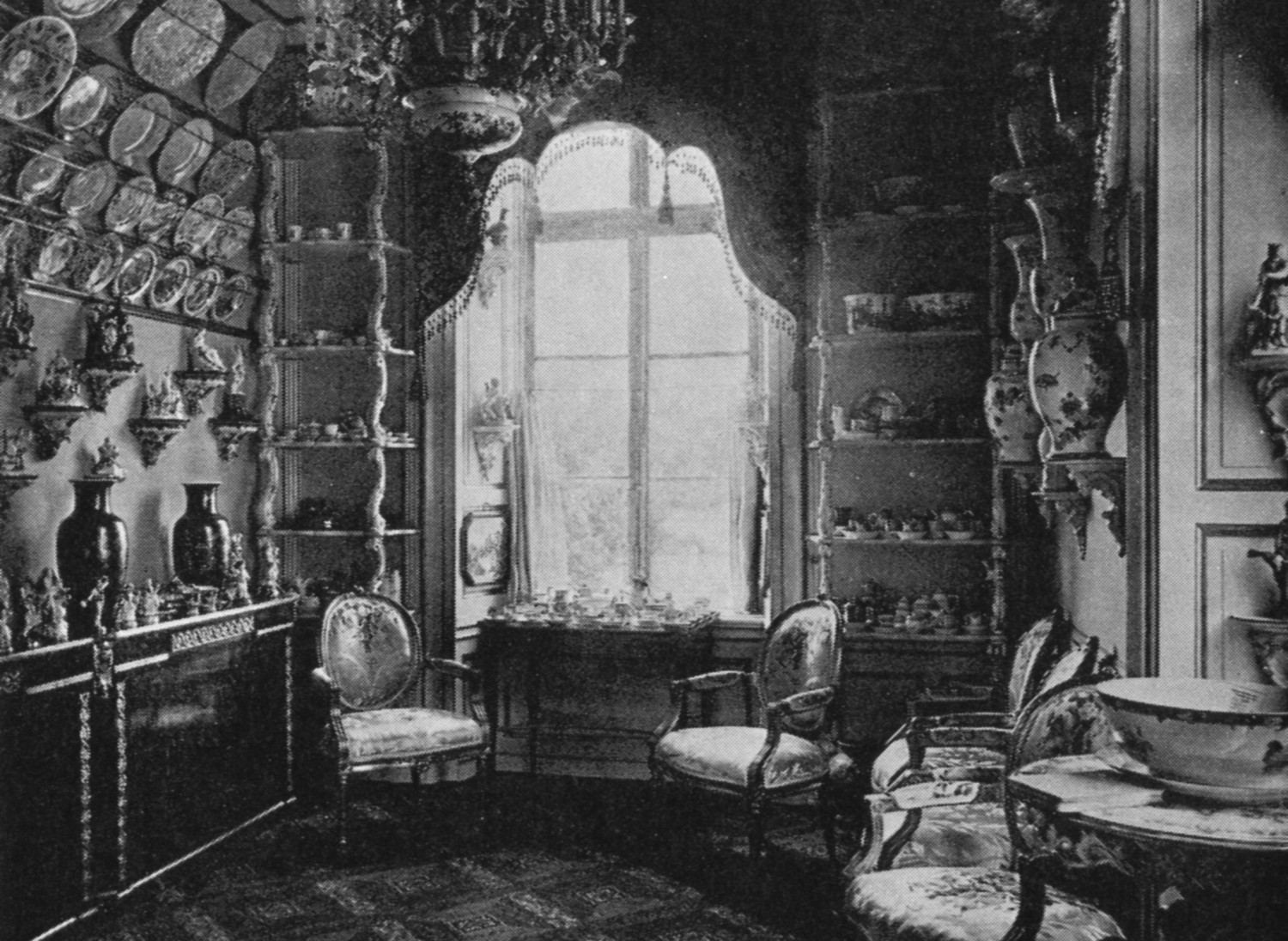
Karl XV:s samling av keramik
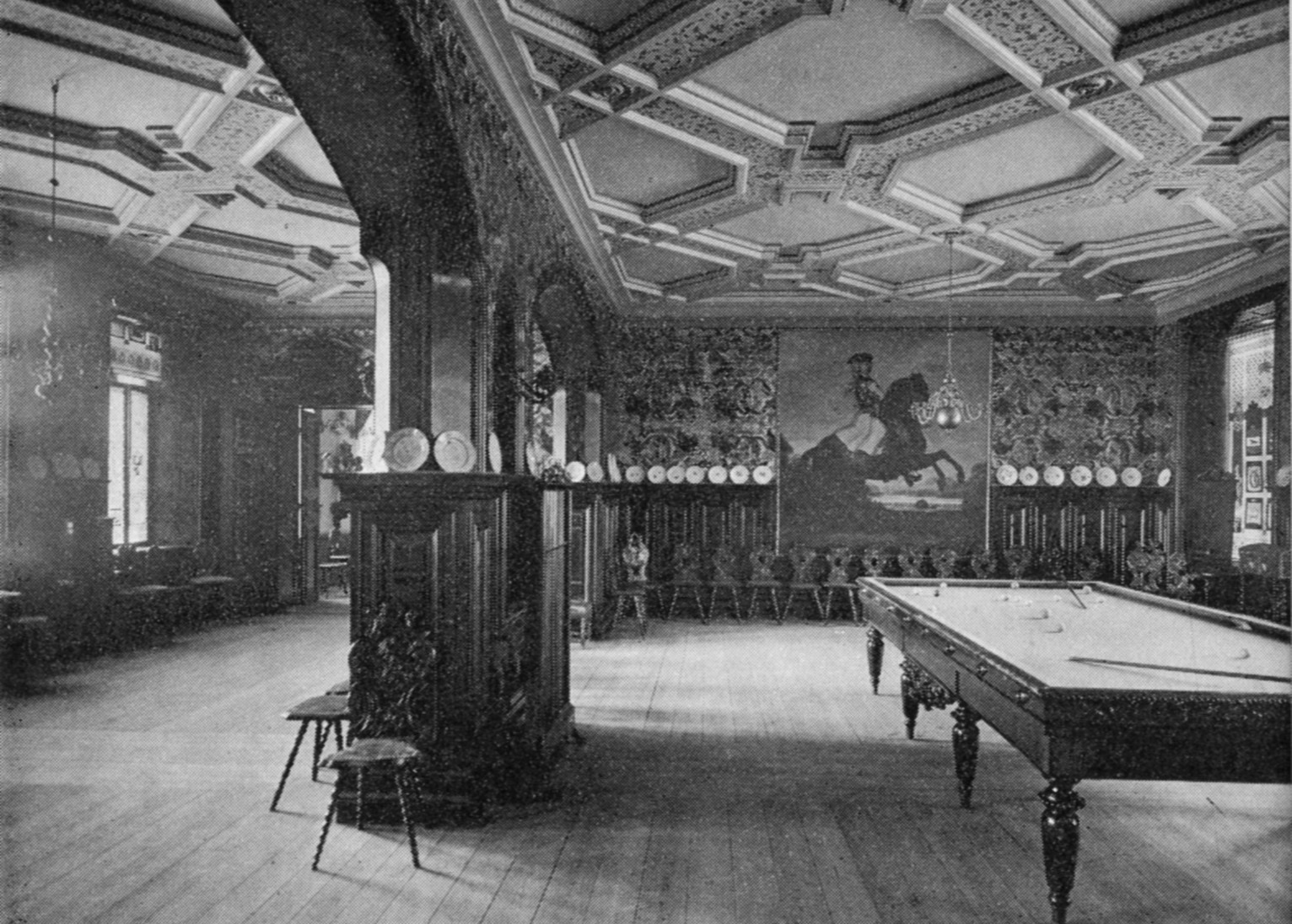
Stora matsalen 1899
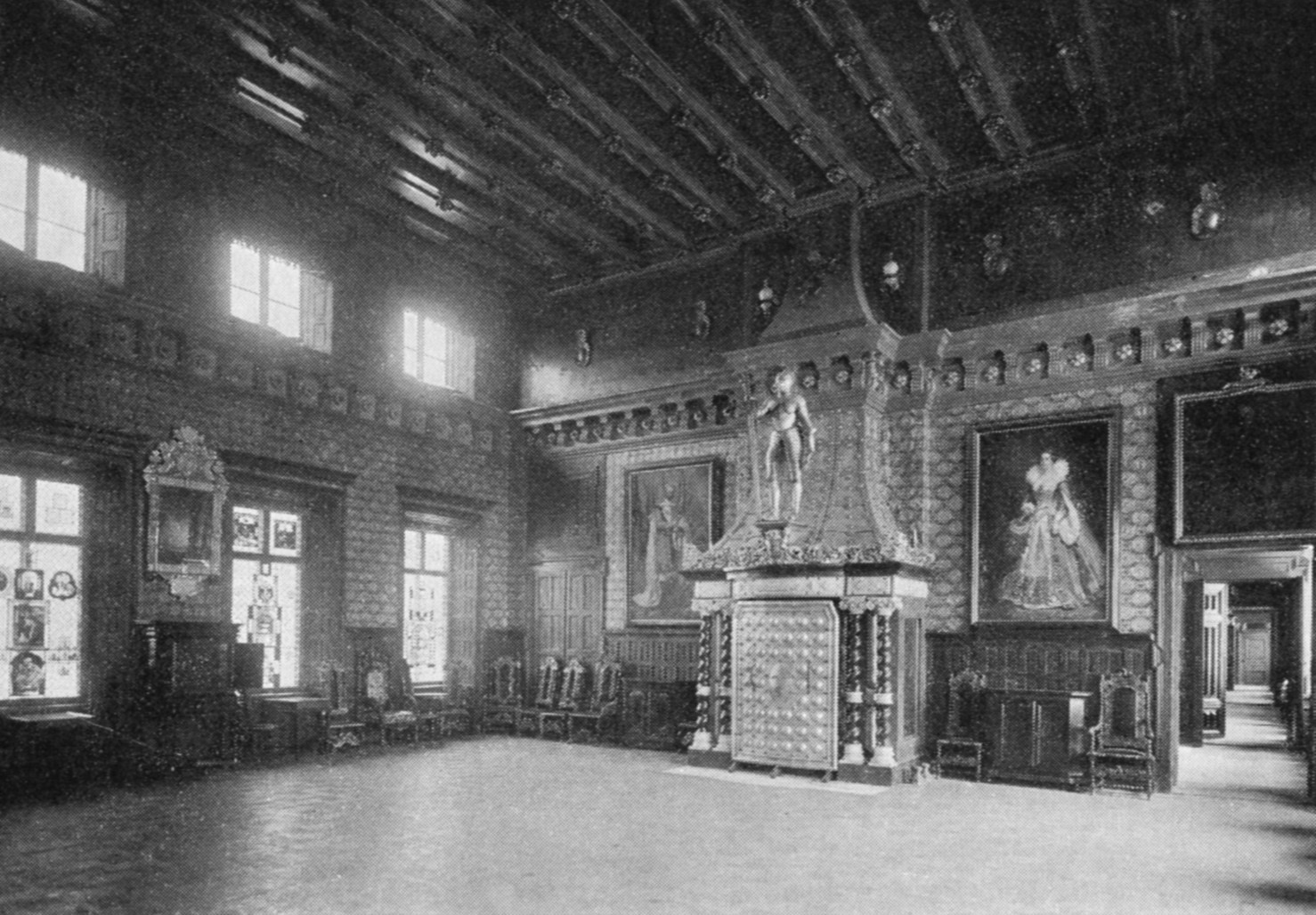
Riddarsalen 1899

### Ändringar på 1900-talet

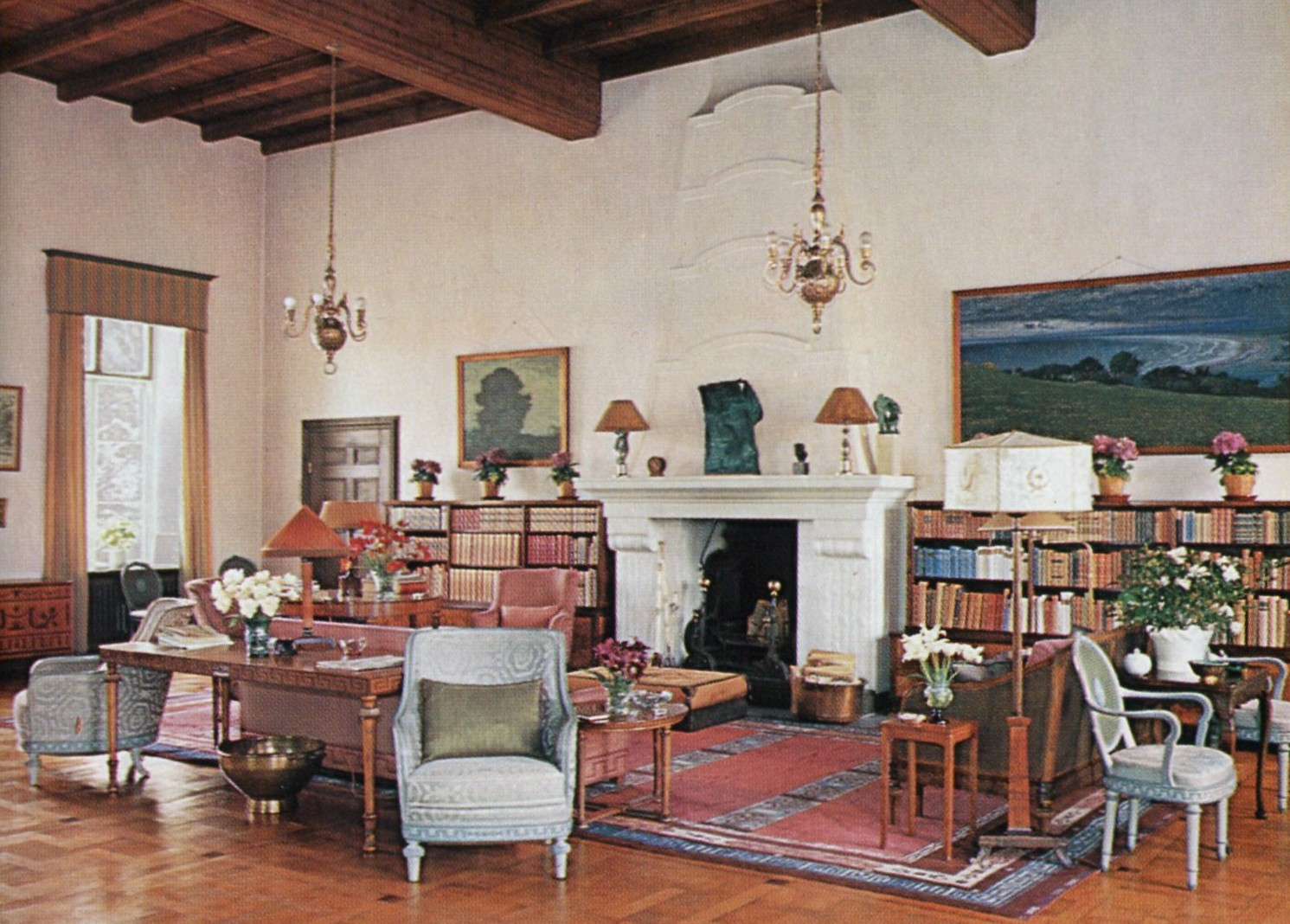
Stora salongen på 1960-talet.

Till slottets särart hör något så ovanligt som en sentida kunglig inredning. Carl Malmsten iordningställde bland annat den gamla Riddarsalen till vardagsrum för kronprins Gustaf VI Adolf i början av 1920-talet. Riddarsalens innertak återställdes med grova bjälkar, en enklare öppen spis installerades och väggarna ströks vita. Rummet, som även kallas Stora salongen, inreddes med möbler som i huvudsak var en gåva av 8 000 stockholmare till kronprinsens bröllop 1923. De nygiftas önskan var att interiören skulle ge en representativ bild av svensk, speciellt stockholmsk, konstslöjd från 1900-talets början. Ulriksdals slott har i hög grad kommit att förknippas med dem. Deras namnchiffer GAL pryder grinden till slottsparken.
Vapenbilderna på slottsfasaden är endast fragmentariskt beskrivna i äldre och modern litteratur. Det rör sig om vapnet ovanför portalen mot borggården samt vapnet i de triangulära gavelfälten på huvudbyggnadens väst- och östsida. Vapenbilderna berättar bland annat historien om Karl XV som slottsherre på Ulriksdal, först som kronprins och sedan som kung.

### Bilder, slottsbyggnad

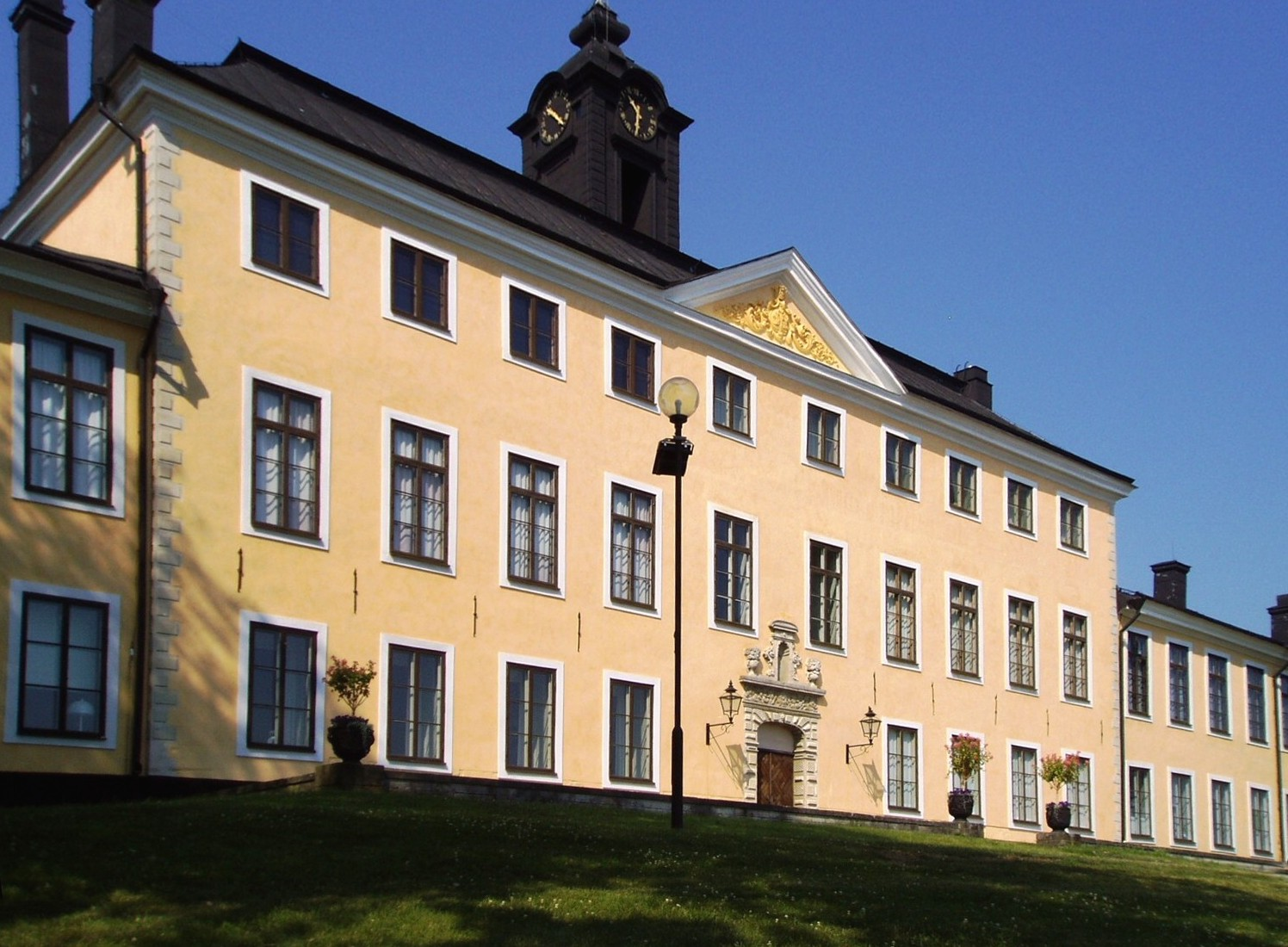
Huvudbyggnad, mittenparti, öst
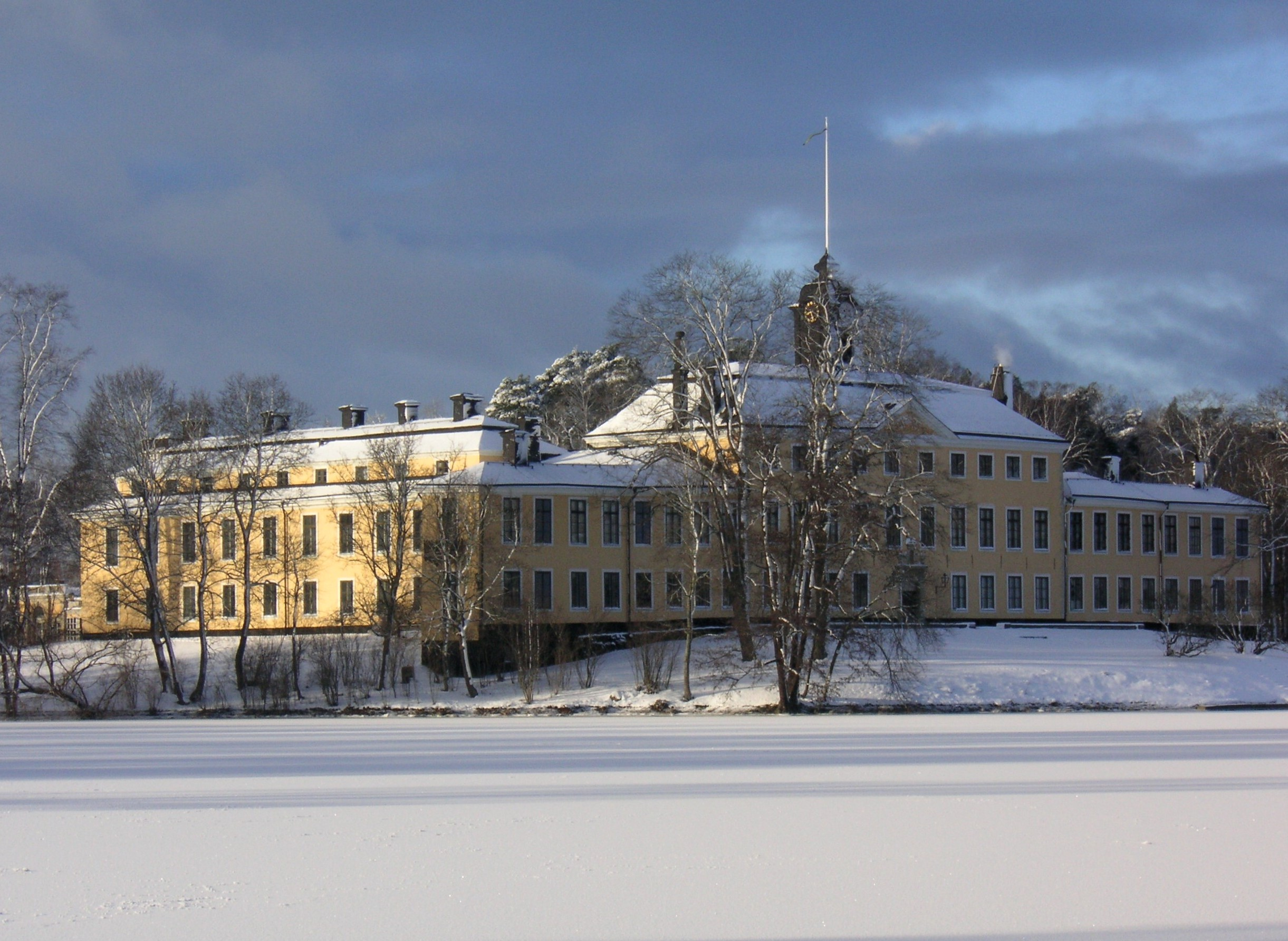
Vy från Edsviken
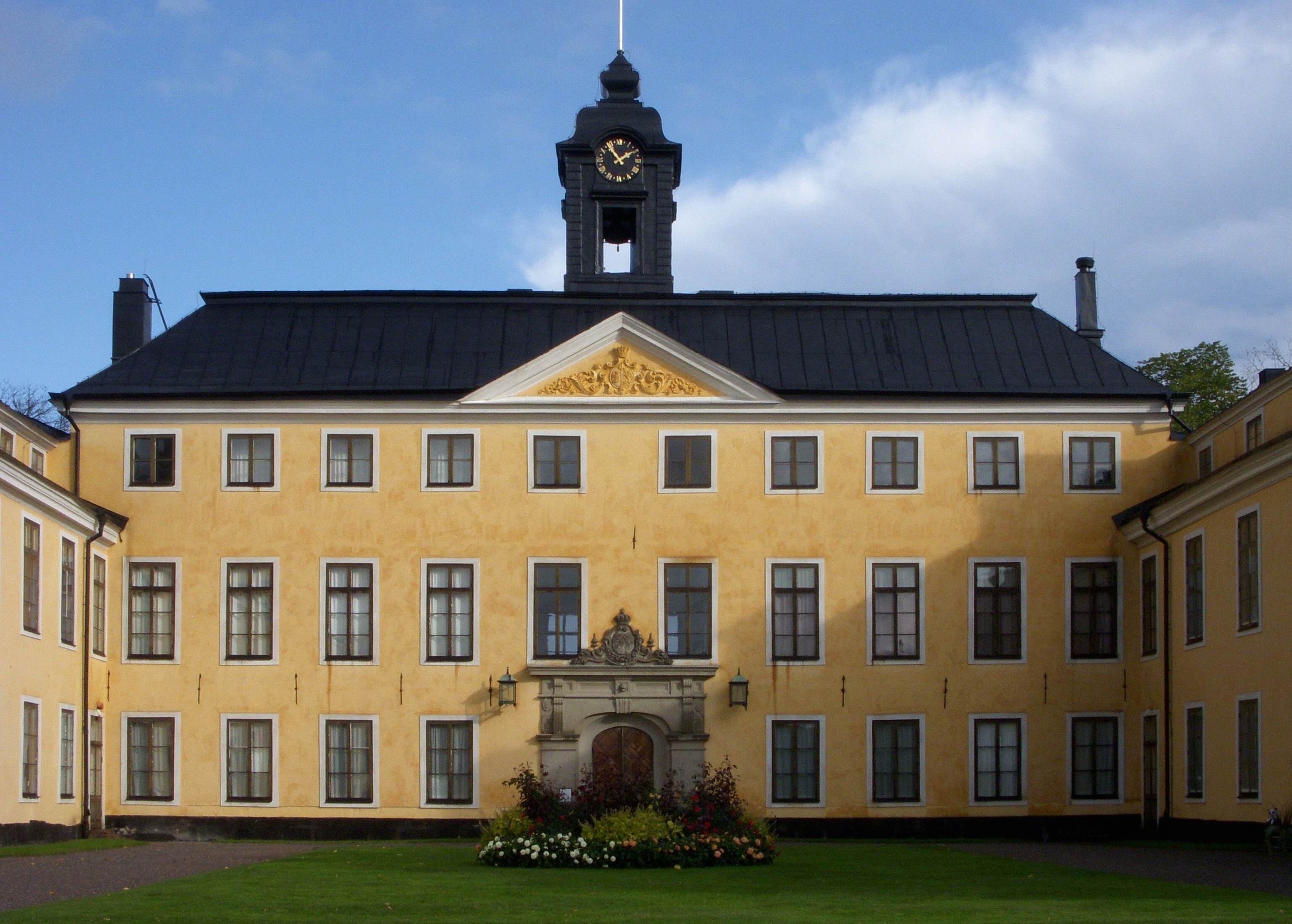
Huvudbyggnad, mittenparti, väst
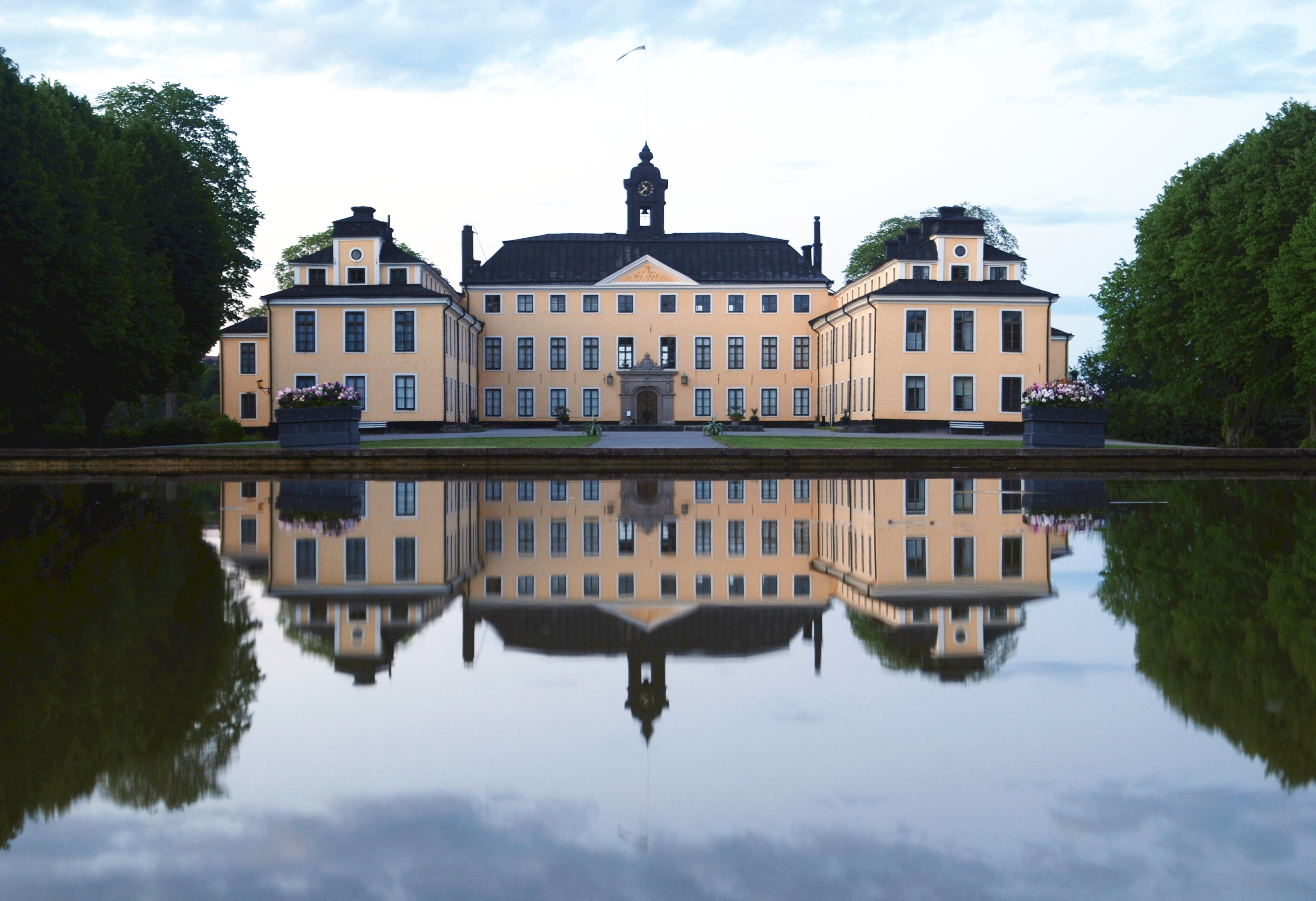
Vy från väst över fontänbassängen

### Bilder, detaljer

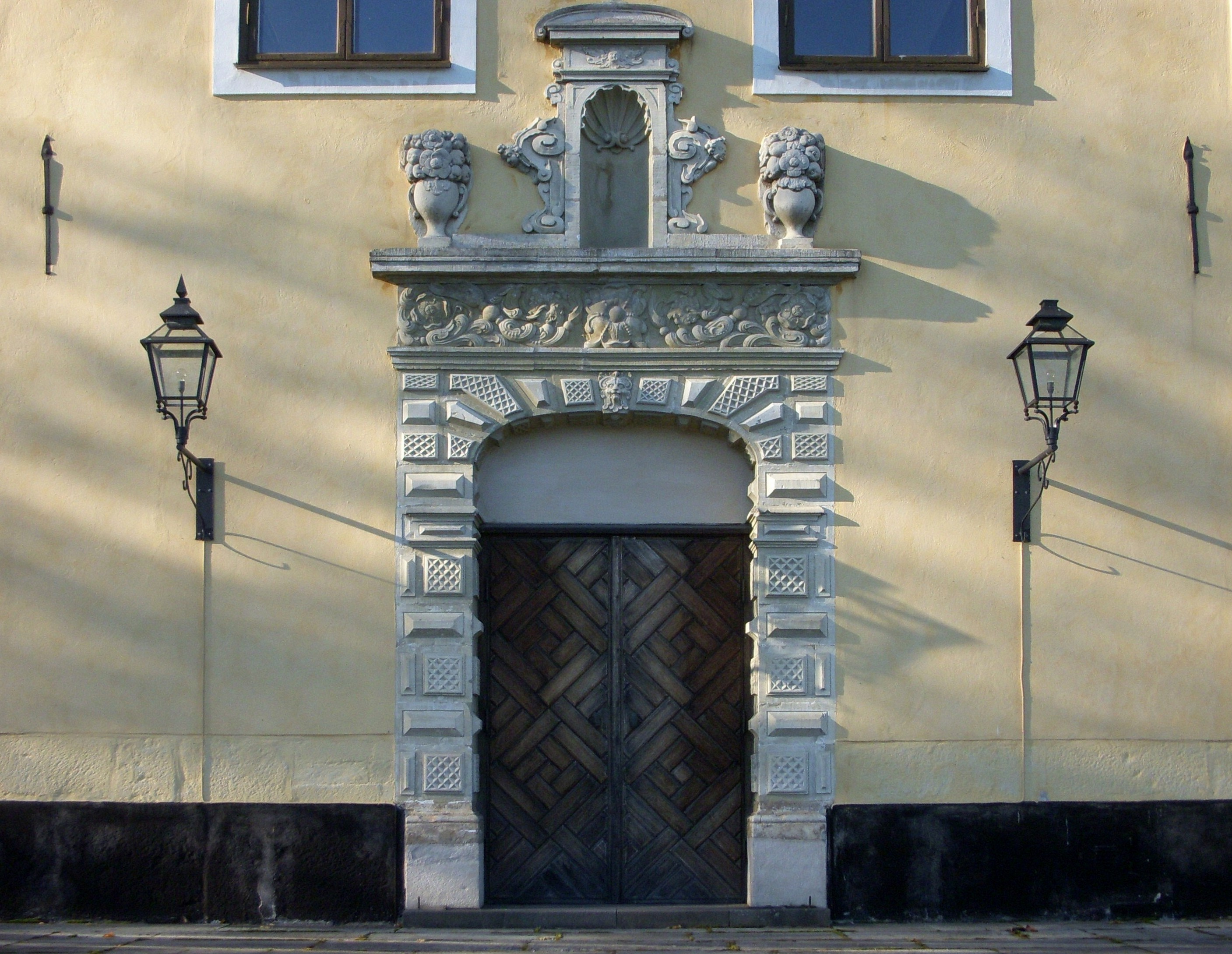
Slottsportalen mot öst
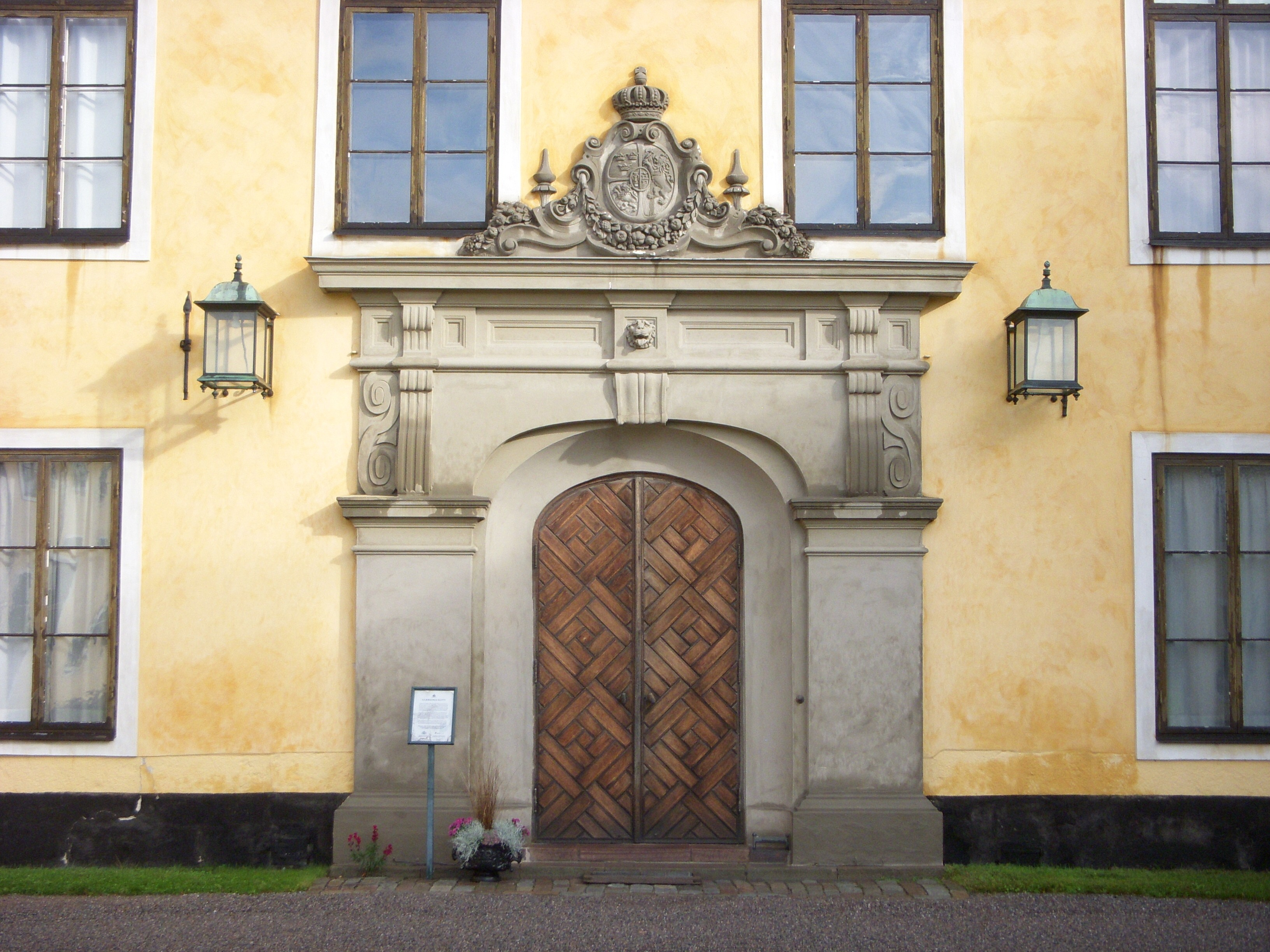
Slottsportalen mot väst
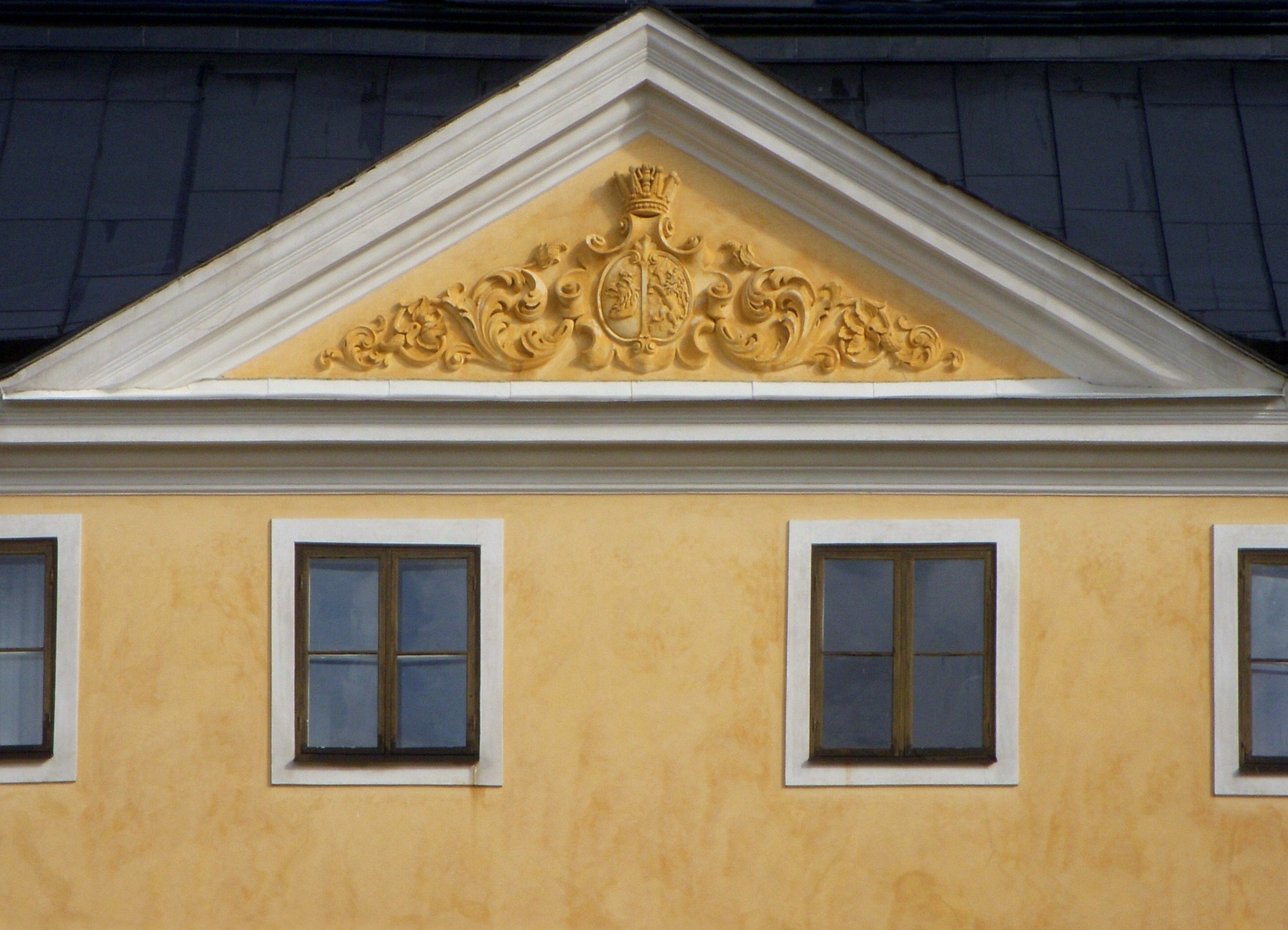
Tympanon mot väst
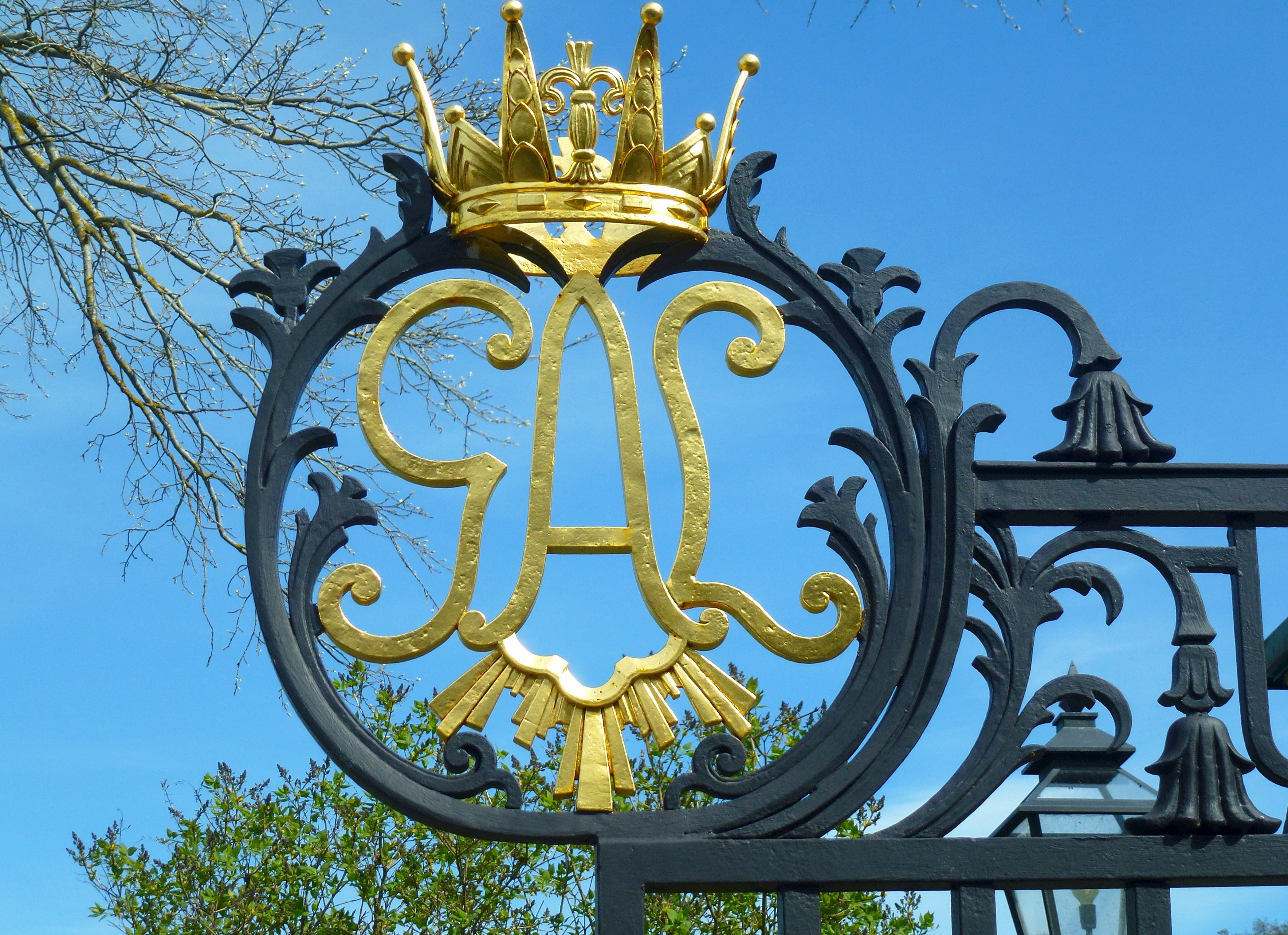
Slottsgrindens "GAL" står för Gustaf VI Adolf och Louise Mountbatten

## Övriga slottsbyggnader i urval

### Slottskapellet
Det nuvarande Ulriksdals slottskapell uppfördes i början av 1860-talet på initiativ av Karl XV, som då bebodde slottet. Invigningen ägde rum på Lovisadagen den 25 augusti 1865. Kapellet ritades av kungens vän, arkitekten Fredrik Wilhelm Scholander, som även ansvarade för Karl XV:s nyinredningar av slottet. Ulriksdals slottskapell är idag en av Sveriges mest eftertraktade vigselkyrkor.

### Orangerimuseet
Det första orangeriet på Ulriksdal byggdes 1662–1664 efter Jean de la Vallées ritningar. Då odlades bland annat pomeranser, citroner och apelsiner i huset. Sommartid flyttades växterna ut i slottsparken. I början av 1700-talet uppfördes det nuvarande orangeriet; arkitekt var Nicodemus Tessin d.y.. Byggnaden uppfördes i sten istället för trä, vilket var ovanligt för tiden. Åren 1987–91 restaurerades och ombyggdes orangeriet för att man här skulle kunna öppna ett skulpturmuseum. De ursprungliga orangerigallerierna är sedan 1988 ett museum där Nationalmuseums samlingar av svensk bildhuggarkonst från 1700-talets början till 1900-talet visas. Bland verken finns arbeten av Tobias Sergel, Bengt Erland Fogelberg, Johan Niklas Byström och Christian Eriksson.

### Museet för drottning Kristinas kröningsekipage
Museet för drottning Kristinas kröningsekipage är ett museum i stallbyggnaden på Ulriksdals slottsområde. Museet visar bland annat den rekonstruerade kröningskarossen från drottning Kristinas kröning den 20 oktober 1650 med dess originaltextilier. Kröningståget utgick från Ulriksdal på sin väg till Storkyrkan i Stockholm. Vagnen ingår i Livrustkammarens samlingar. Stallet med kröningsvagnen är öppet några veckor varje sommar samt när som helst vid bokade gruppbesök.

### Ulriksdals slottsteater "Confidencen"
Vid Ulriksdal ligger också Sveriges äldsta bevarade teater Ulriksdals slottsteater eller Confidencen, som är en juvel bland teatrar. Den inreddes på initiativ av drottning Lovisa Ulrika och invigdes 1753. Teatern användes även av Gustav III och Carl Michael Bellman, och på 1980-talet återupptäcktes den av operasångerskan Kjerstin Dellert. I samband med en omfattande renovering 1994–1997 genom Peter von Knorrings arkitektkontor har den unika Confidencematsalen återuppstått; det är spegelsalen med det magiska bordet, som gett namn åt teaterbyggnaden på Ulriksdal. Rekonstruktionen byggde på arkeologiska undersökningar och på arkivuppgifter om utförandet på 1700-talet samt jämförande studier av Kina slotts Confidencemaskineri och av andra liknande anläggningar i Europa. Under sommarsäsongen visas opera och balett och ges konserter. Teatern ingår i det nordiska avsnittet av Europavägen historiska teatrar. Sommartid ges visningar av interiörerna.

### Ulriksdals Wärdshus
Mittemot Confidencen finns Ulriksdals Wärdshus, en träbyggnad med mycket snickarglädje. Den ersatte ett äldre värdshus från 1740-talet, dagens villa Ottilielund. Värdshusföreståndare A.G. Carlsson hemställde år 1867 till Ståthållarämbetet och kung Karl XV att få uppföra en ny byggnad där. Idag (2020) är värdshuset en del av Svenska Brasserier som även driver bland annat restaurangerna Sturehof och Riche.

### Slottsköket
Ulriksdals första kök låg i en separat byggnad ungefär 30 meter norr om norra flygeln. Det var en enplansbyggnad av sten under ett högt, valmat sadeltak med fem skorstenar. Hur byggnaden såg ut framgår av en illustration upprättad av Axel Fredrik Cederholm år 1821. Till köket hörde även en stenbrygga i Edsviken dit alla råvaror anlände som inte producerades på slottsområdet. Frukt och grönt odlades i slottets köksträdgård som låg söder om slottet, ungefär öster om dagens Slottskapell. År 1862 uppfördes en ny köksbyggnad efter ritningar av arkitekt Fredrik Wilhelm Scholander (dagens Ulriksdals slottscafé). När Ulriksdal elektrifierades 1910 bygges ett nytt kök med moderna elspisar i slottets norra flygel.

### Gamla smedjan
Smedjan placerades något avskild från övriga byggnader i södra delen av slottsparken eftersom verksamheten var eldfarlig. Byggnaden är stocktimrad och rödfärgad och flyttades till sin nuvarande plats omkring år 1860. Troligen stod den tidigare vid fogdebostaden ovanför Ulriksdals slottskapell.

### Bilder

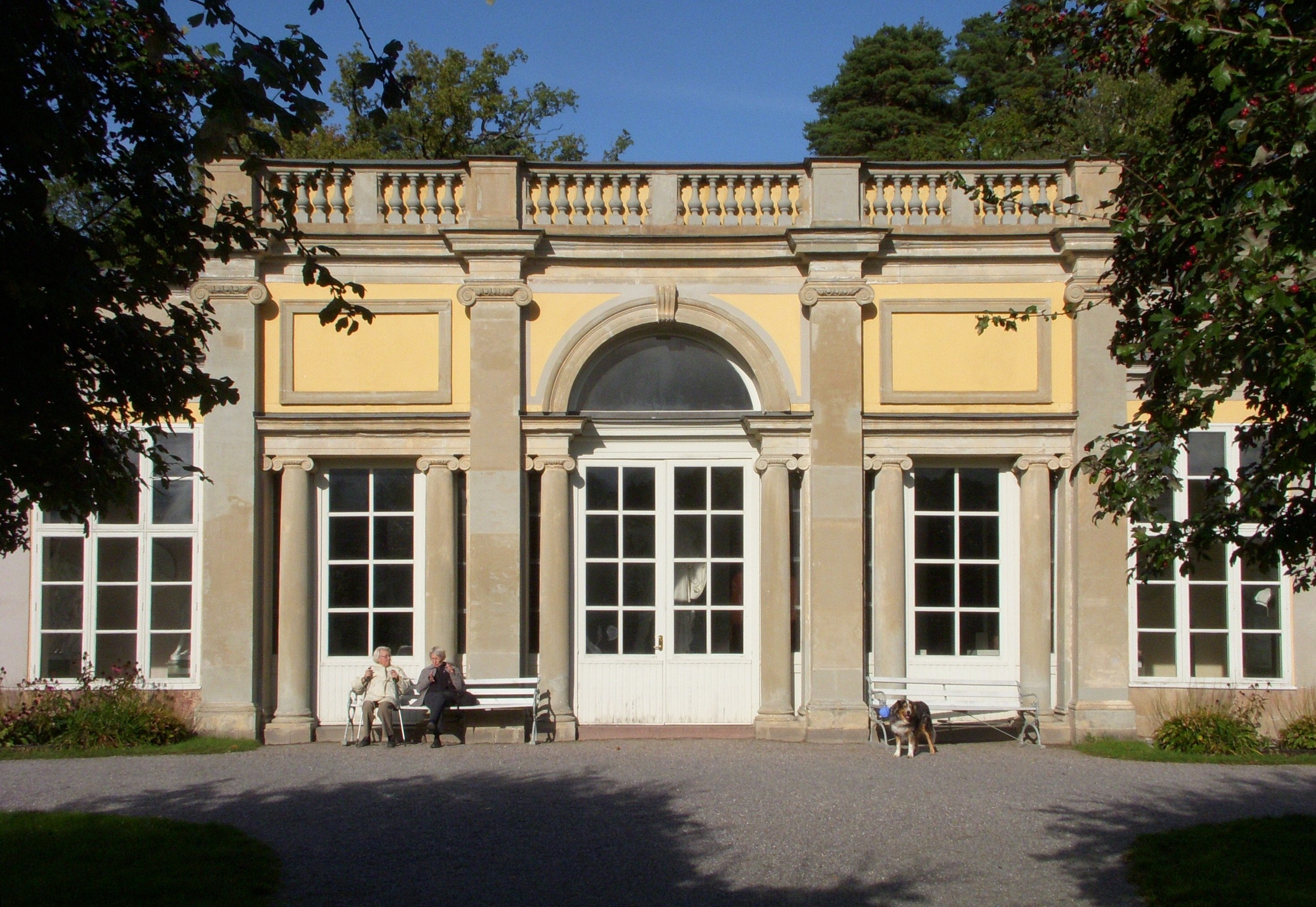
Orangerimuseets mittsektion
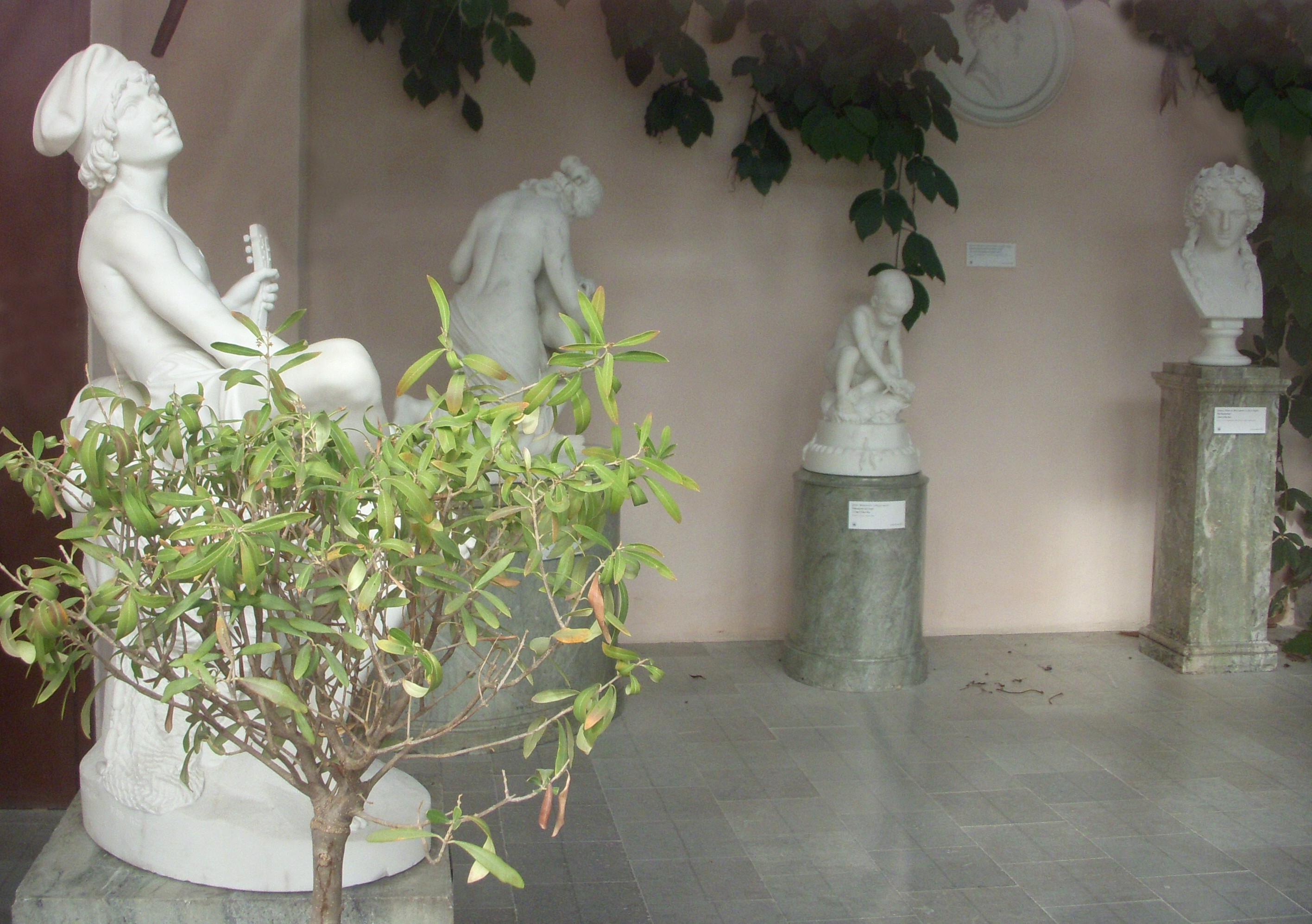
Orangerimuseet
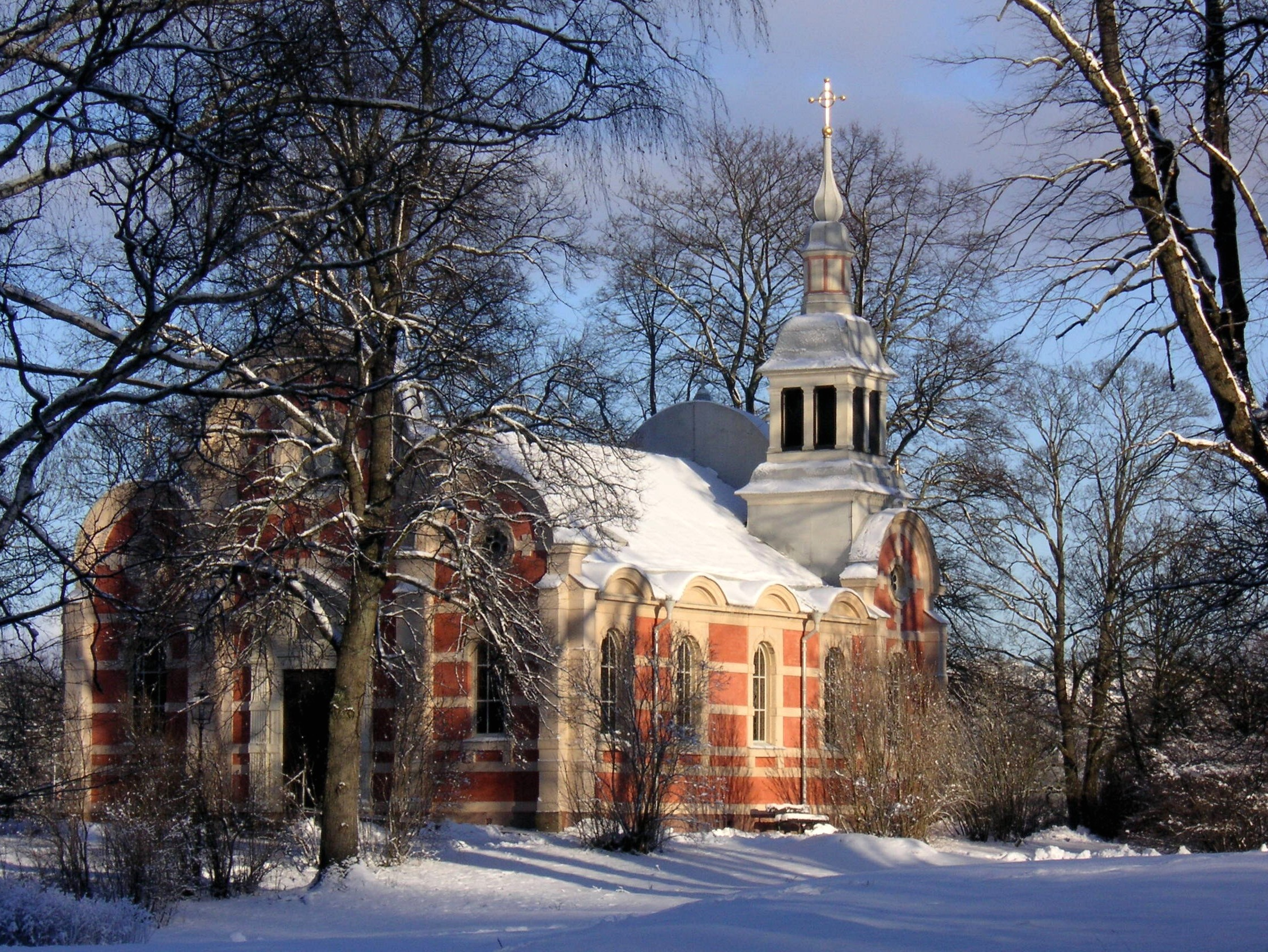
Ulriksdals slottskapell
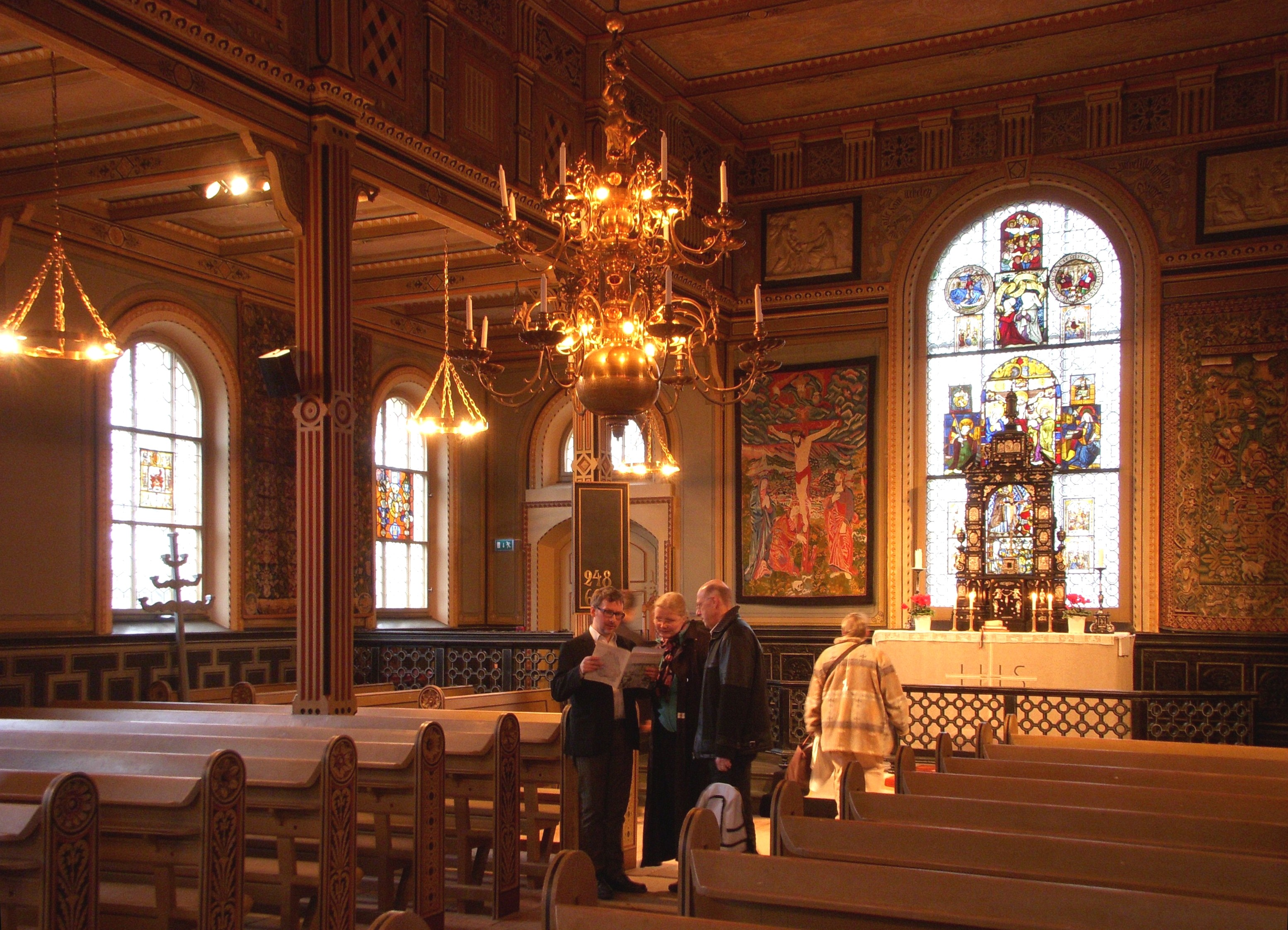
Ulriksdals slottskapell, kyrkorummet.
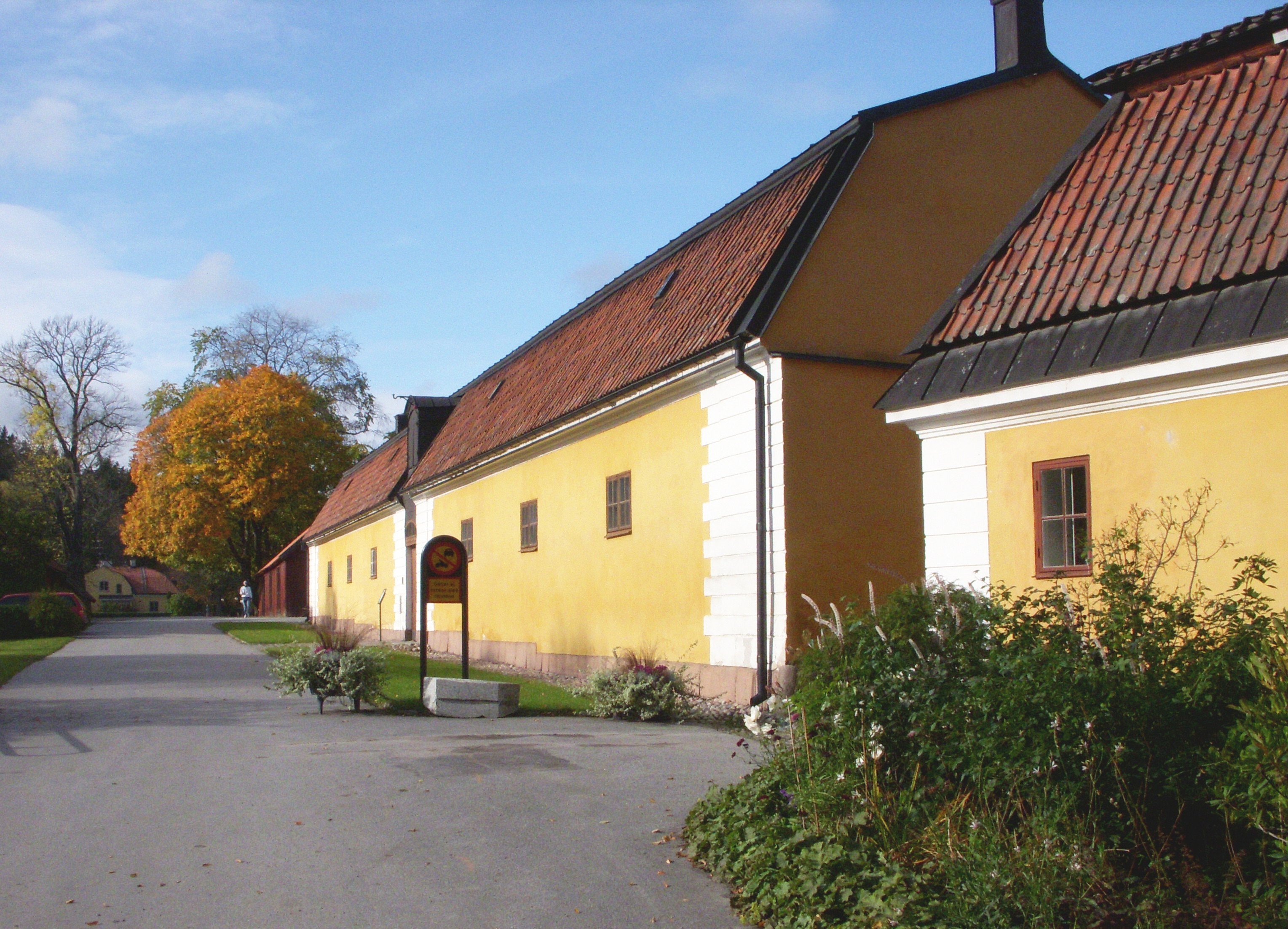
Museet för drottning Kristinas kröningsekipage.
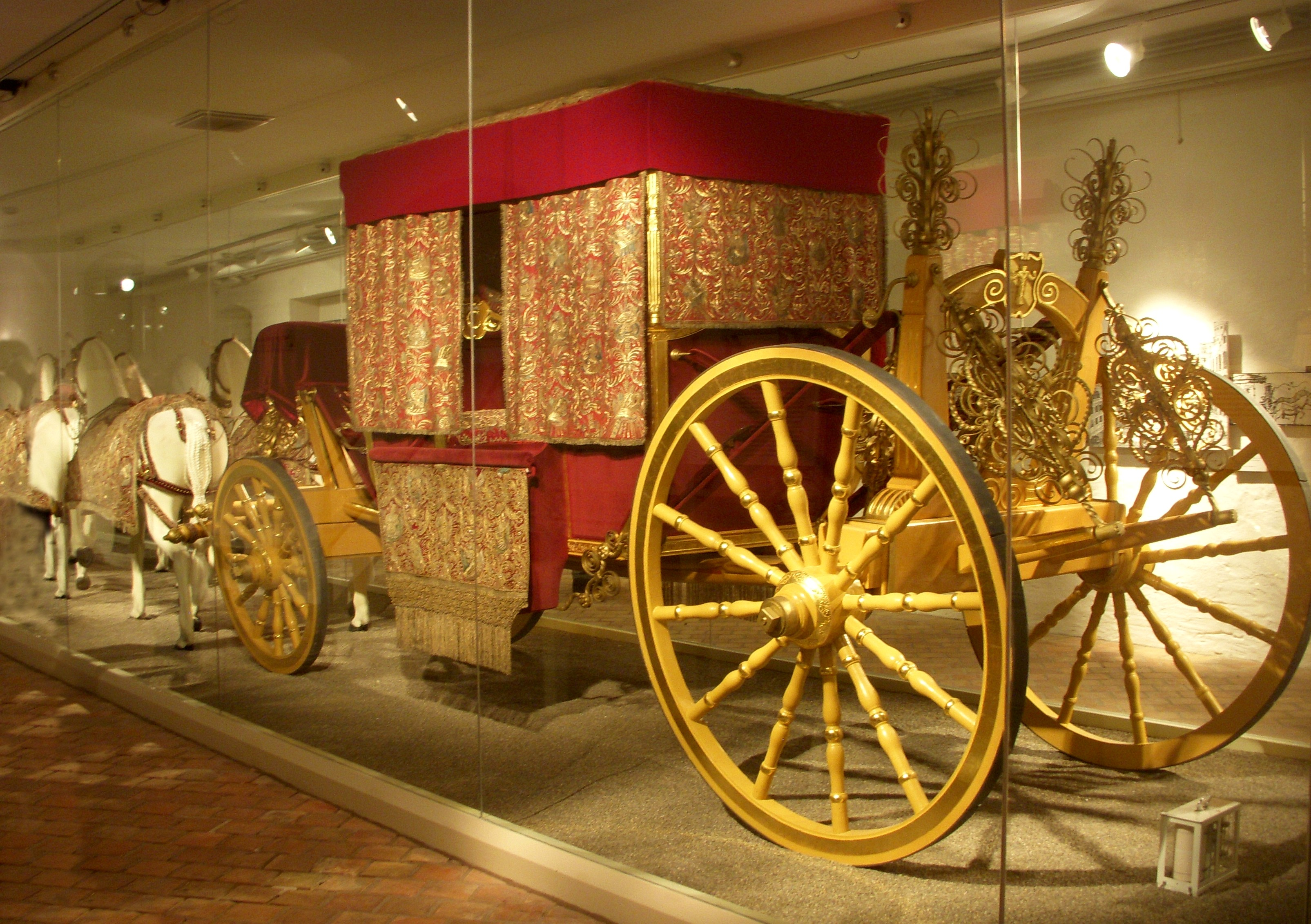
Drottning Kristinas kröningsekipage.
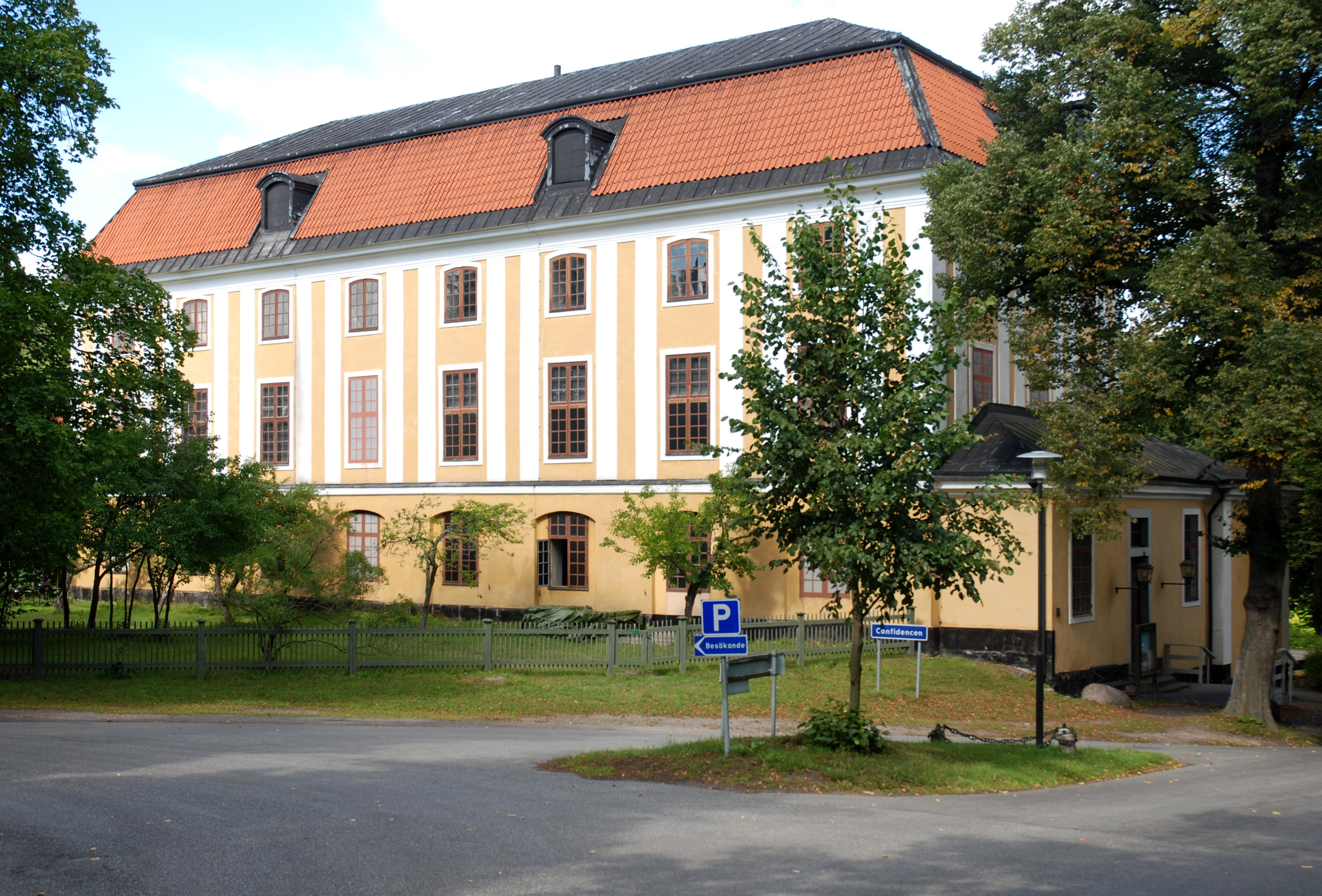
Confidencen
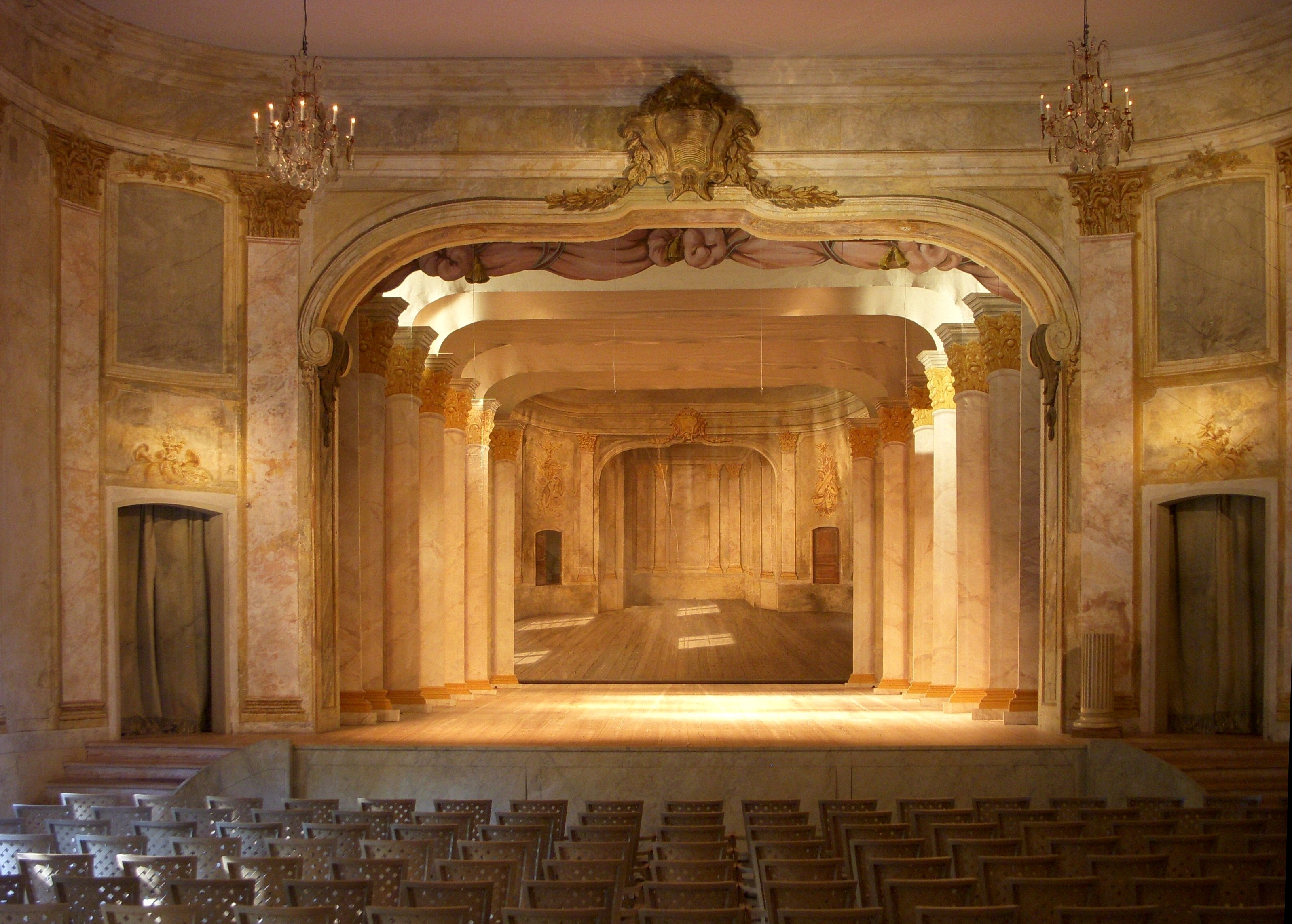
Ulriksdals slottsteater, scen.
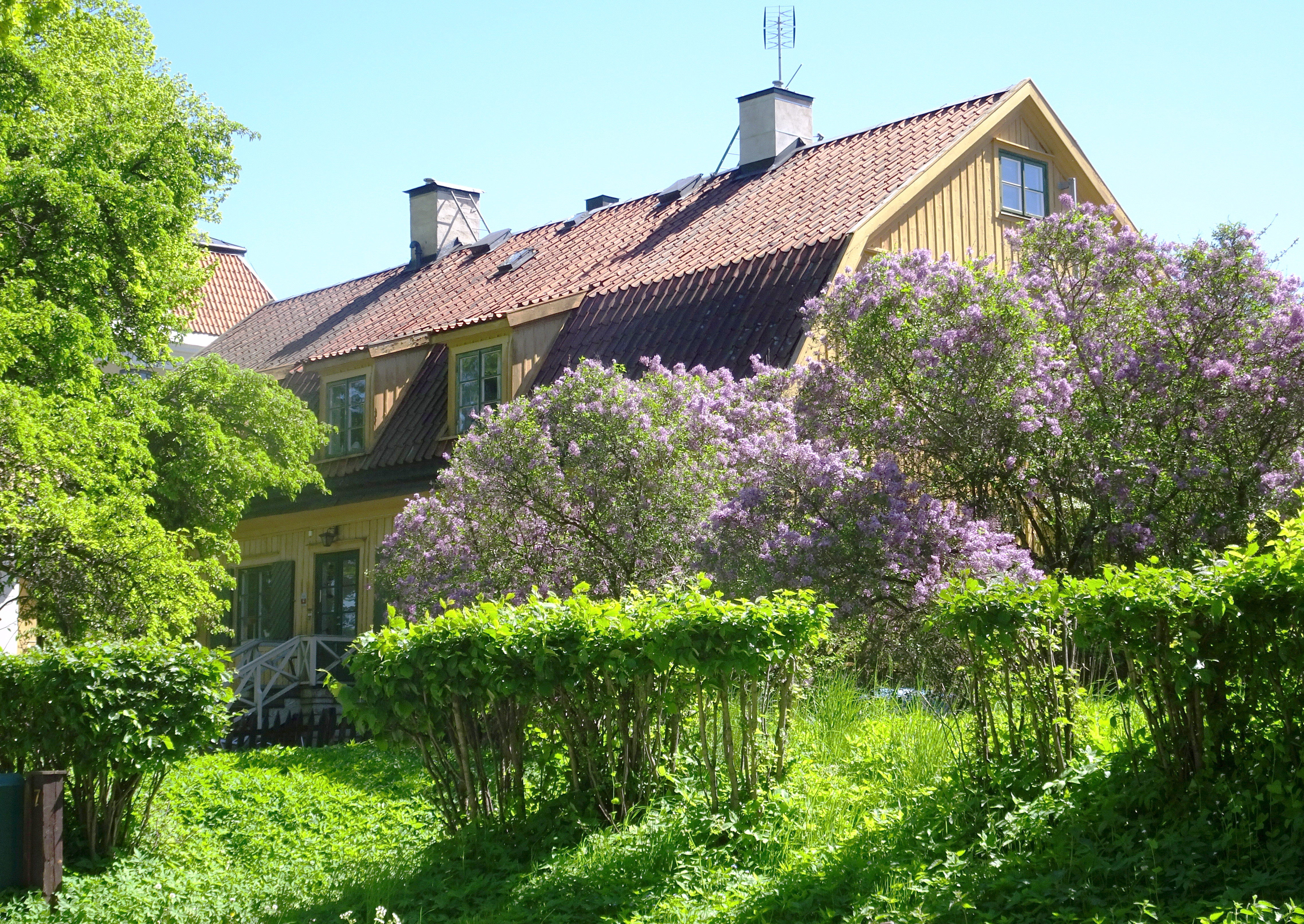
Ottilielund "Gamla värdshuset".
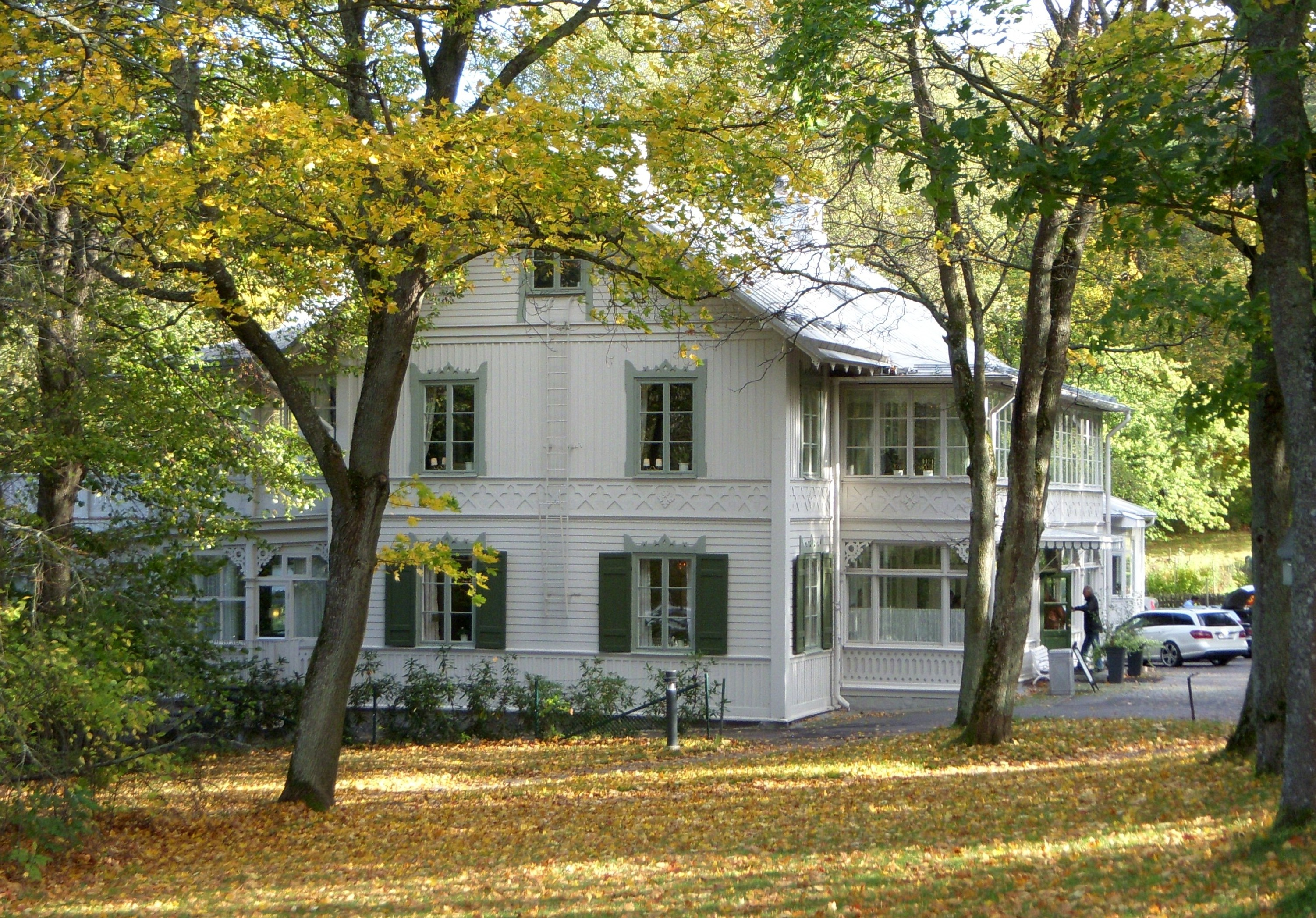
Ulriksdals Wärdshus.
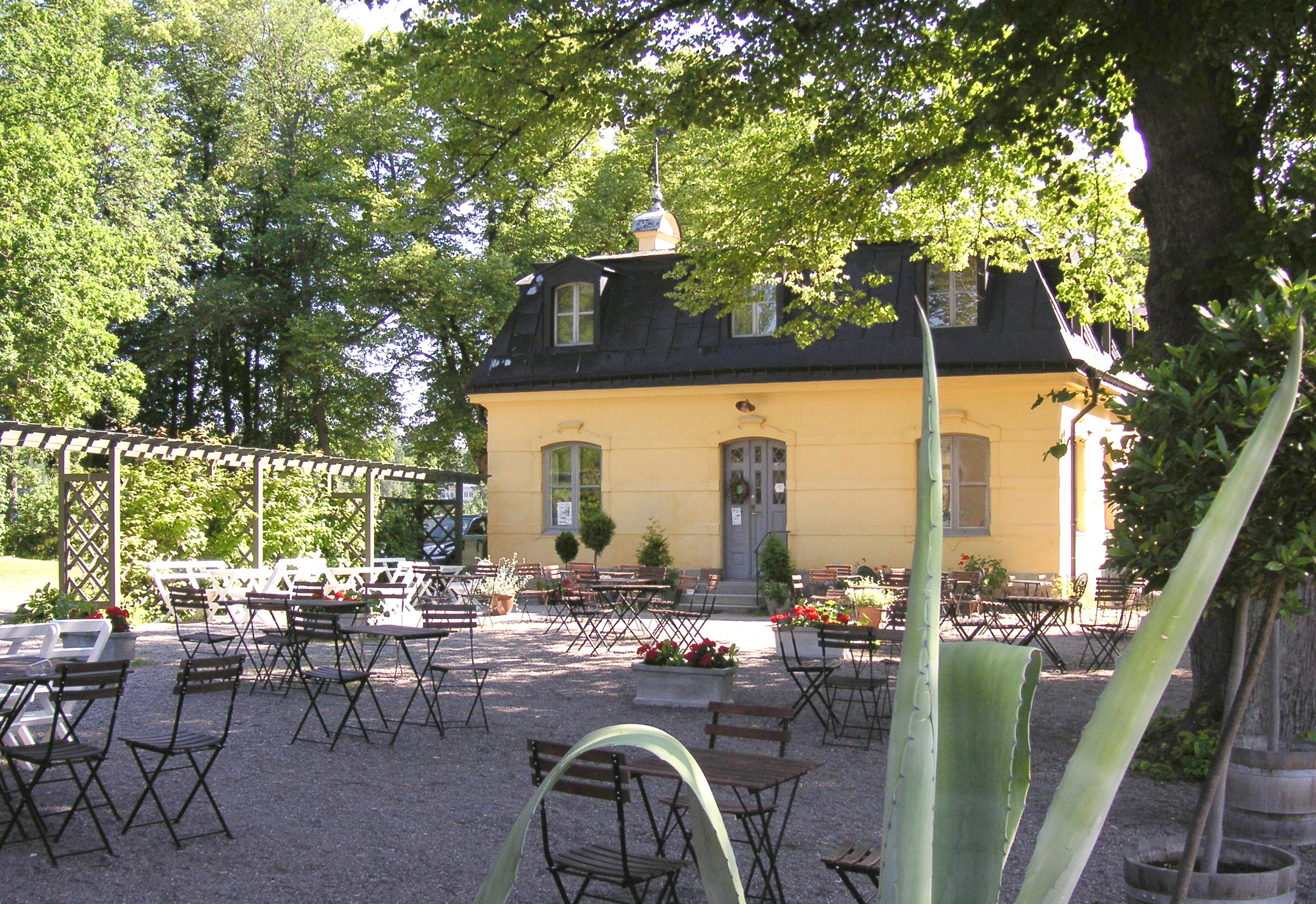
Ulriksdals slottscafé, f.d. slottsköket.
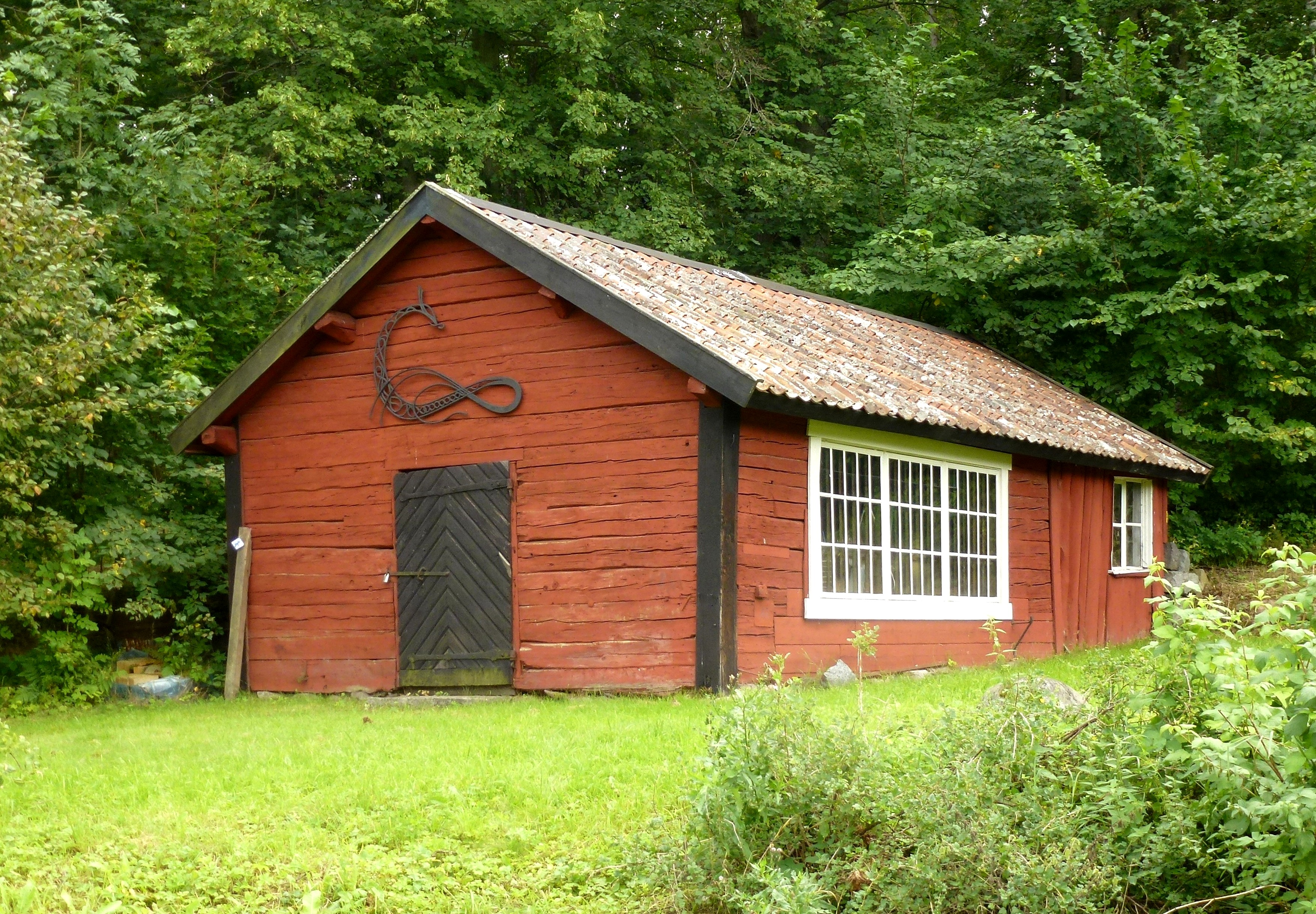
Ulriksdals slotts smedja.

## Privatvillor på slottsområdet i urval
I Ulriksdals slotts område ligger ett tjugotal privatvillor som uppfördes huvudsakligen under 1800-talets andra hälft. De var avsedda som sommarnöjen för förmögna stockholmare eller för hovet närstående personer. Villorna står på arrenderad mark och utmärker sig för sin tidstypiska panelarkitektur med torn, glasverandor, lövsågerier och amerikansk stick style. Några ritades av framstående arkitekter, exempelvis Villa Skogsborg där Magnus Isæus var upphovsman.

### Villa Berglunda
- Koordinater: 59°23′0.9″N 18°1′5.8″Ö / 59.383583°N 18.018278°Ö

Vid södra infarten till slottsområdet ligger Villa Berglunda. På platsen fanns ursprungligen slottets vaktstuga. Huvudbyggnaden uppfördes år 1831 på initiativ av destillatören J.D. Leufvenmark och fick sitt nuvarande utseende på 1860-talet under vinhandlaren Johan Daniel Grönstedt som hade Berglunda som sommarvilla. Under Grönstedt tillkom även två stora verandor, som gav upphov till namnet ”punschveranda”.

### Villa Beylon
- Koordinater: 59°23′8″N 18°0′52″Ö / 59.38556°N 18.01444°Ö

Villa Beylon (även Beylonshof) ligger väster om Ulriksdals slottsteater och byggdes 1803. Villan har fått sitt namn efter den schweiziske lektören Jean Francois Beylon som var vän och rådgivare till Gustav III och Lovisa Ulrika. Beylon är en envåningsbyggnad i putsat tegel med åt norr utskjutande flyglar. Den har sadeltak, på huvudbyggnaden valmat. Statens fastighetsverk förvaltar fastigheten, och ståthållarämbetet har dispositionsrätten och väljer hyresgäster.

### Villa Loviseberg
- Koordinater: 59°23′18.1″N 18°1′20″Ö / 59.388361°N 18.02222°Ö

Loviseberg uppfördes som sommarvilla 1862–1864 och byggdes vid sekelskiftet 1900 om för att bli permanentbostad. Byggnaden består av en huvuddel i två våningar och därifrån utstickande två olika långa flyglar i en våning. Fasaderna gestaltades i amerikanska stick style och kännetecknas av avancerad panelarkitektur under plåttäckta sadeltak. Takens gavelspetsar är smyckade med akroterier. Verandan mot Edsviken har enastående lövsågerier.

### Villa Skogsborg
- Koordinater: 59°23′10.6″N 18°1′15.9″Ö / 59.386278°N 18.021083°Ö

Villa Skogsborg ligger i södra delen av Ulriksdals slottsområde och uppförd 1877 som sommarnöje för Theodor Blanch efter ritningar av Magnus Isæus. Utformningen är amerikanskinfluerad lövsågeriarkitektur samt olika nystilar med en del fornnordiska inslag. Huset används som privatbostad.

### Villa Skuggan
- Koordinater: 59°23′16.6″N 18°1′15″Ö / 59.387944°N 18.02083°Ö

Skuggans huvudbyggnad består flera timrade stugor som byggts ihop till dagens vinkelhus. Den östra flygeln härrör möjligtvis från 1770-talet och var ett fiskareboställe och senare gårdsdrängboställe. Under 1800-talets första hälft började stället utarrenderas som sommarnöje. Dagens byggnad fick sitt nuvarande utseende efter 1800-talets mitt genom flera om- och tillbyggnader.

### Villa Sköntorp
- Koordinater: 59°23′42″N 18°0′19″Ö / 59.39500°N 18.00528°Ö

I norra delen av Ulriksdals slottspark, vid Edsviken och mittemot Kaninholmen ligger Villa Sköntorp. Byggnaden uppfördes på mark som arrenderades ut under Karl XV:s tid på Ulriksdal. Sköntorps byggherre var grosshandlaren Anders C. Lundström. Huset formgavs i tidstypisk Schweizerstil med riklig lövsågerier kring fönster, dörrar och längs takfoten. Byggnaden är ett bra exempel på sommarhus som vid 1800-talets mitt uppfördes av en ny förmögen borgarklass.

### Villa Snörin
- Koordinater: 59°23′19″N 18°1′15.6″Ö / 59.38861°N 18.021000°Ö

Snörins huvudbyggnad härrör troligen från 1700-talets slut och låg vid Stora Uplands Winterväg genom Edsviken som var en viktig vinterväg vilken förband Uppsala med Stockholm. Under vintermånaderna var Snörin värdshus men omkring 1850 drogs krogrättigheterna in och därefter var stället enbart bostad. Huset har 1½ våningar med inredd vind under ett brutet sadeltak. Stommen är timrad och fasaderna panelade samt avfärgade i gråvit kulör. Dörrar och fönsterluckor är från ursprungstiden.

### Ornässtugan
- Koordinater: 59°23′17.2″N 18°1′12.3″Ö / 59.388111°N 18.020083°Ö

Ornässtugen på Ulriksdals slottsområde är en mindre kopia av Ornässtugan i Dalarna och var ursprungligen paviljongen för Svensk-norska unionen vid Världsutställningen i Paris år 1867. På utställningen kallades byggnaden Maison de Gustave Wasa (Gustav Wasas hus). Under Parisutställningen visades i byggnaden en svensk folkskoleinteriör och svenska jordbruks- och fiskeredskap. Knappt två år efter utställningens slut förvärvade kung Karl XV byggnaden och lät flytta den till Ulriksdals slottsområde. 1921 blev huset permanentbostad med två lägenheter och konstnärsboning åt bildhuggaren Gustav Sandberg och konstnären Axel Wallert.

### Bilder

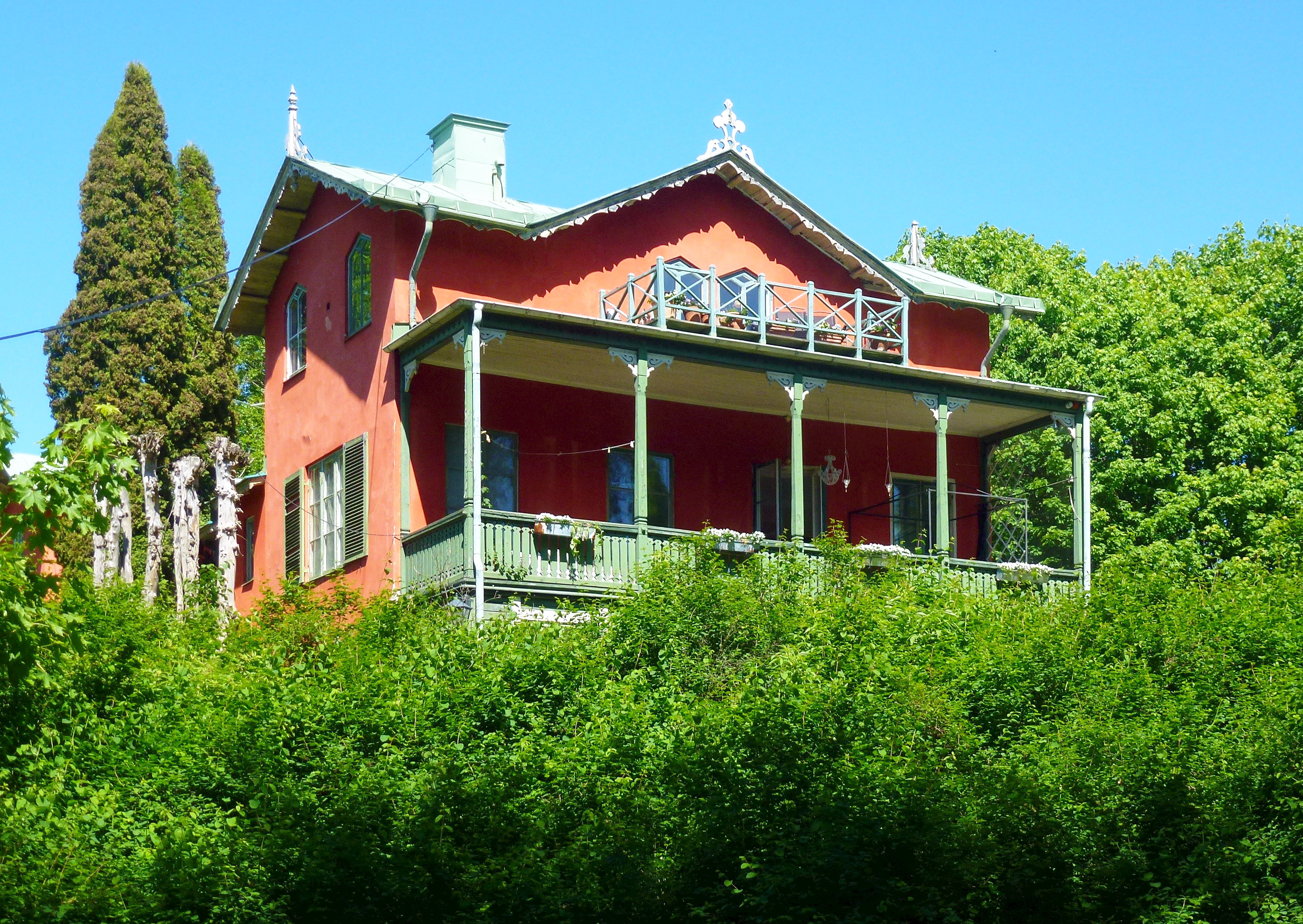
Villa Berglunda.
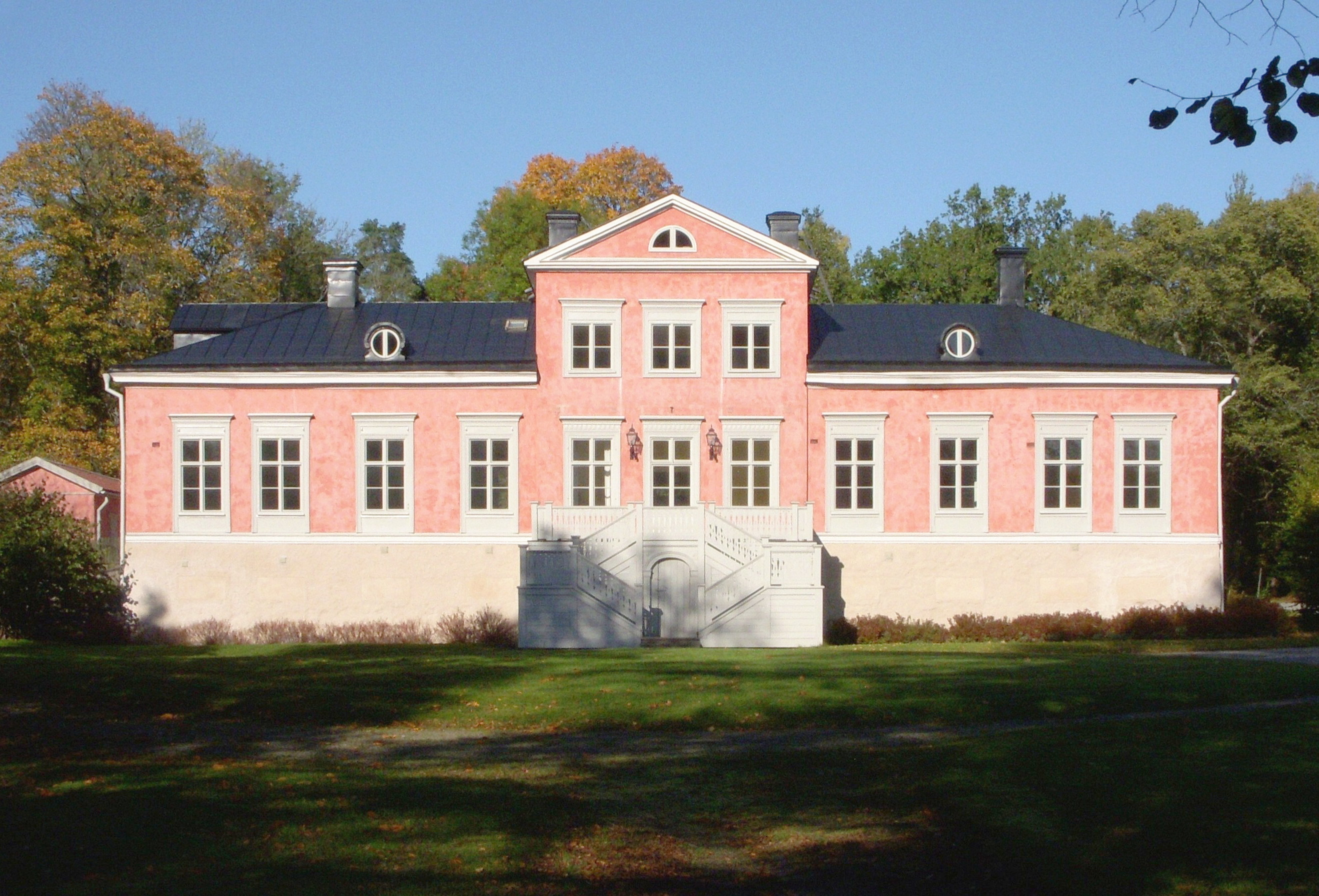
Villa Beylon.
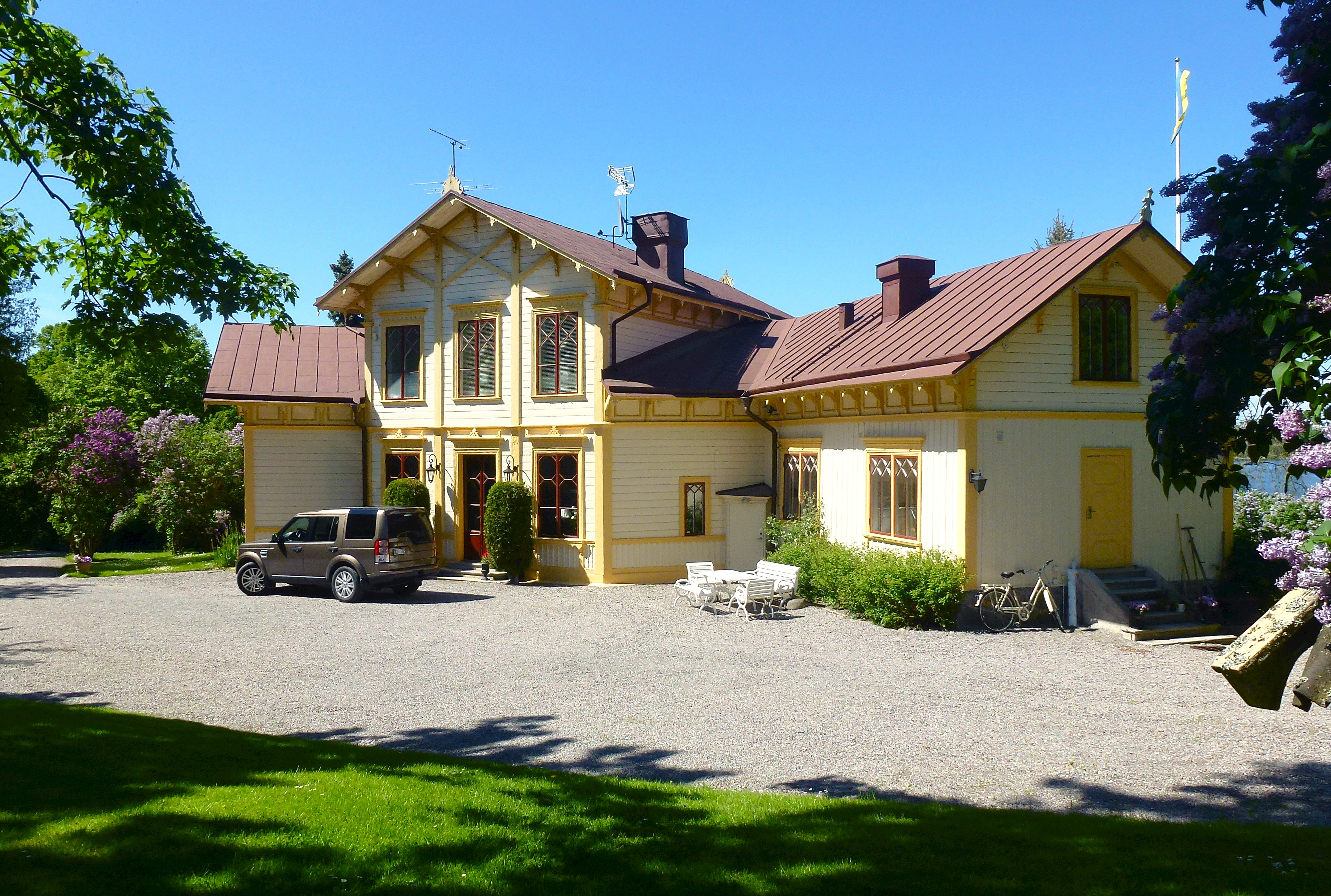
Villa Loviseberg.
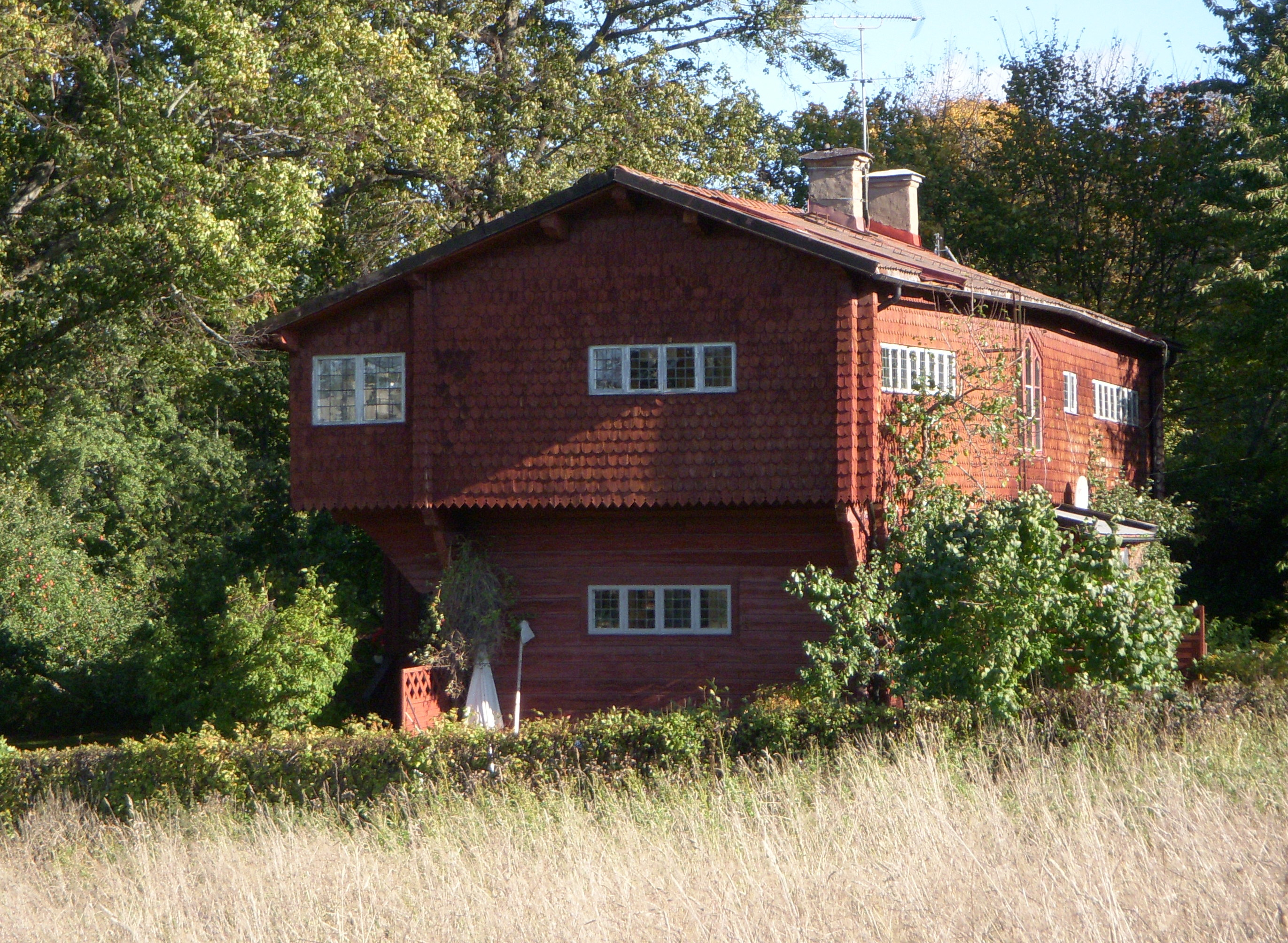
Ornässtugan, Ulriksdal.
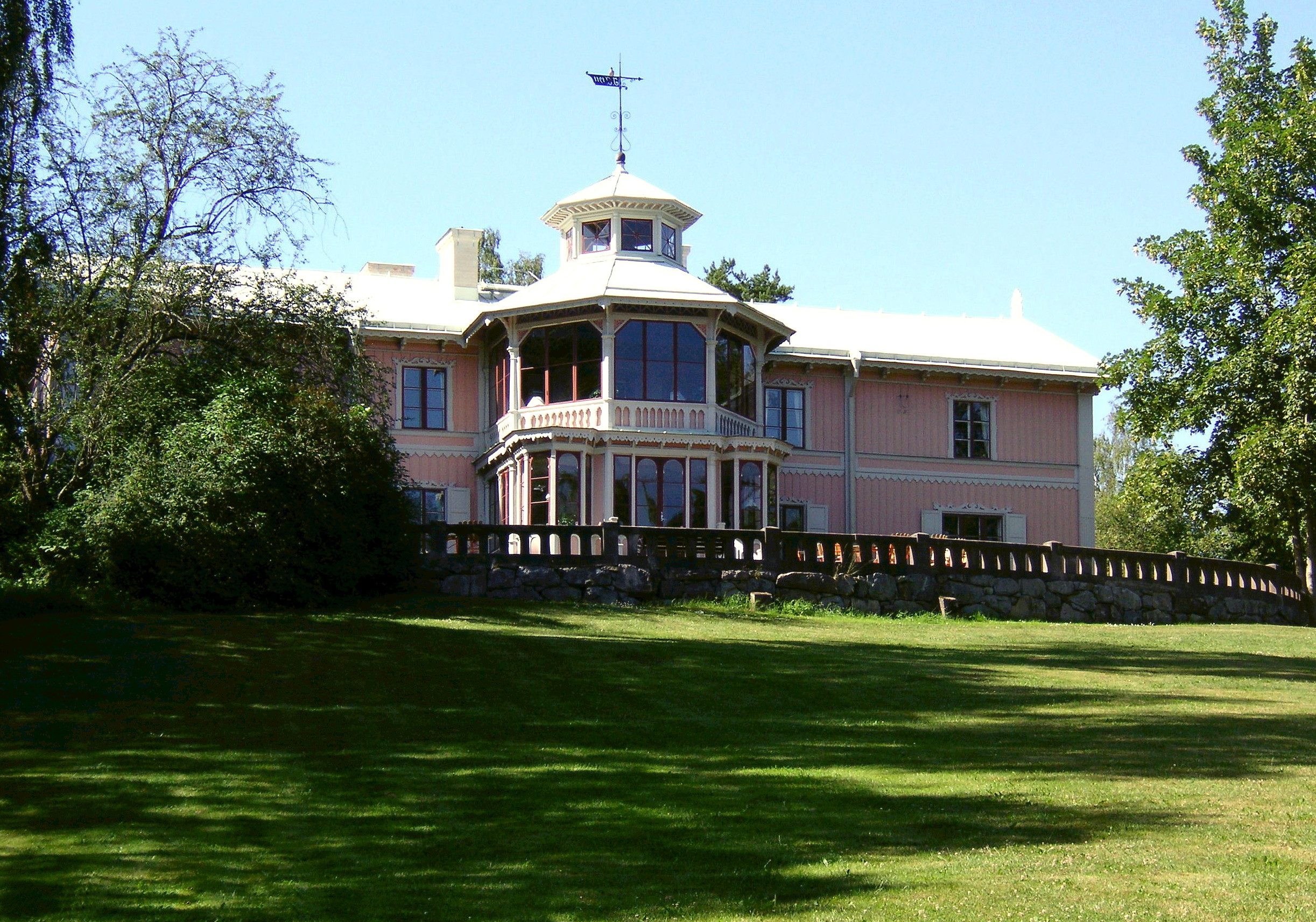
Villa Sköntorp.
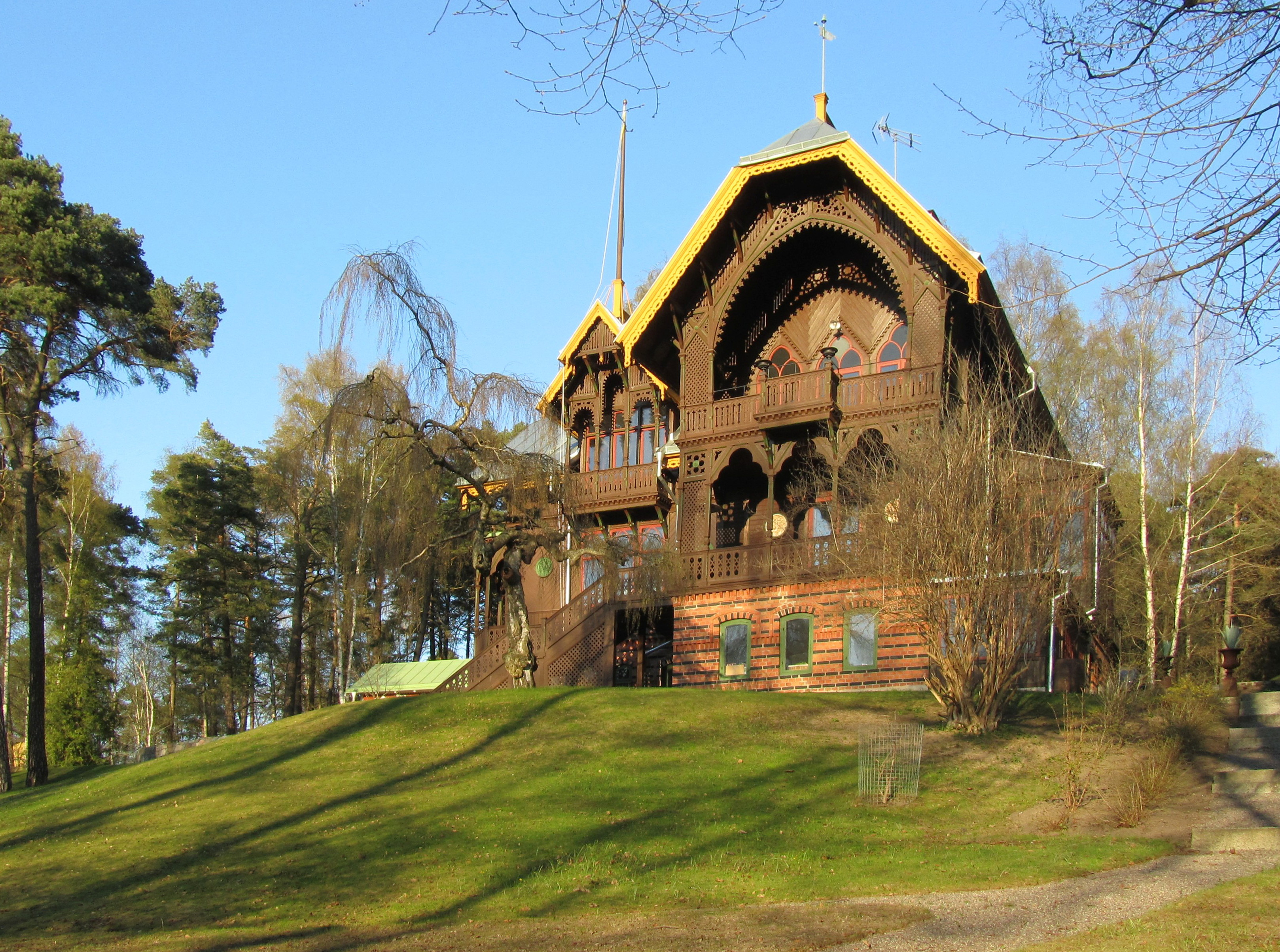
Villa Skogsborg.
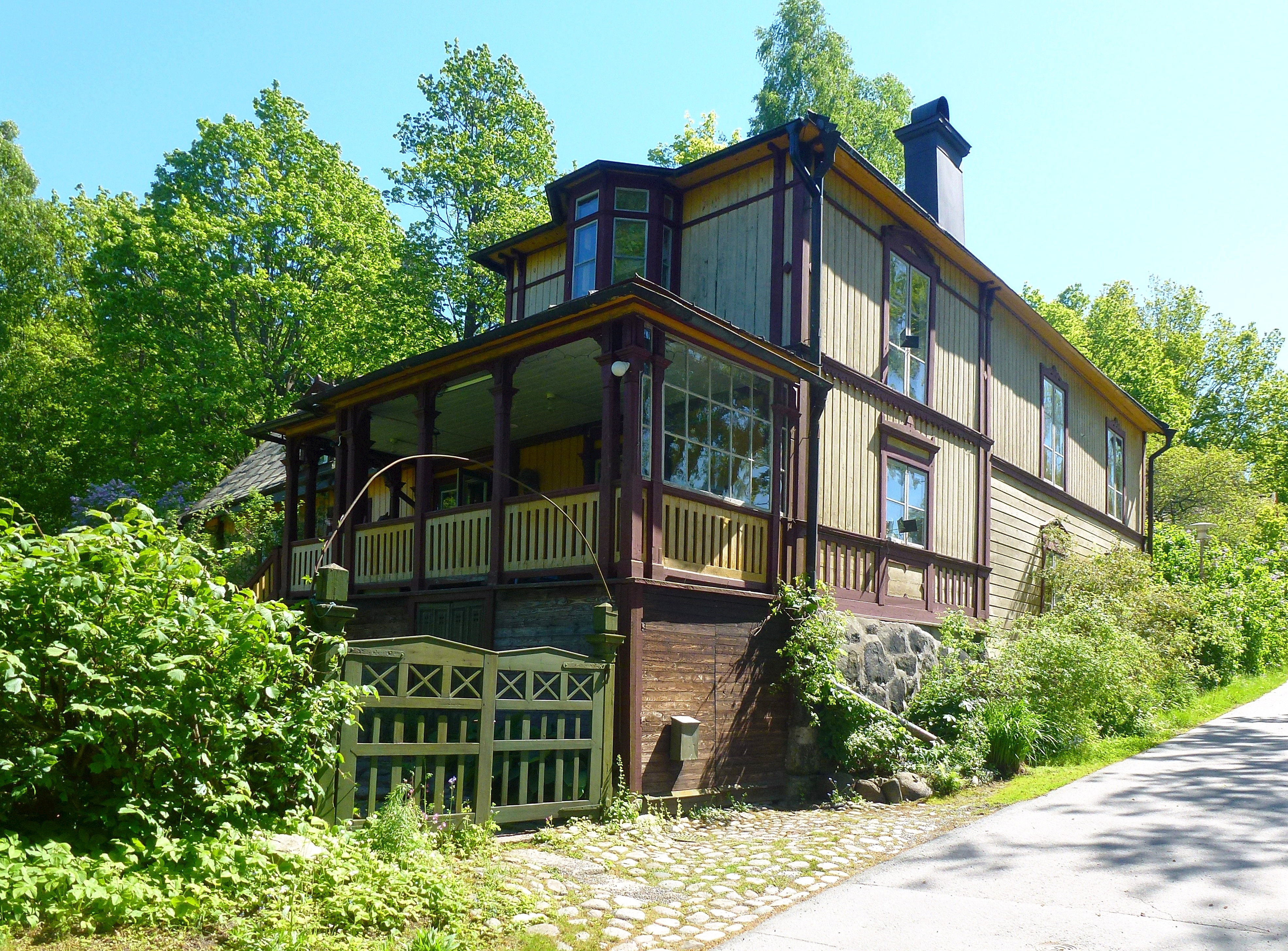
Villa Skuggan.
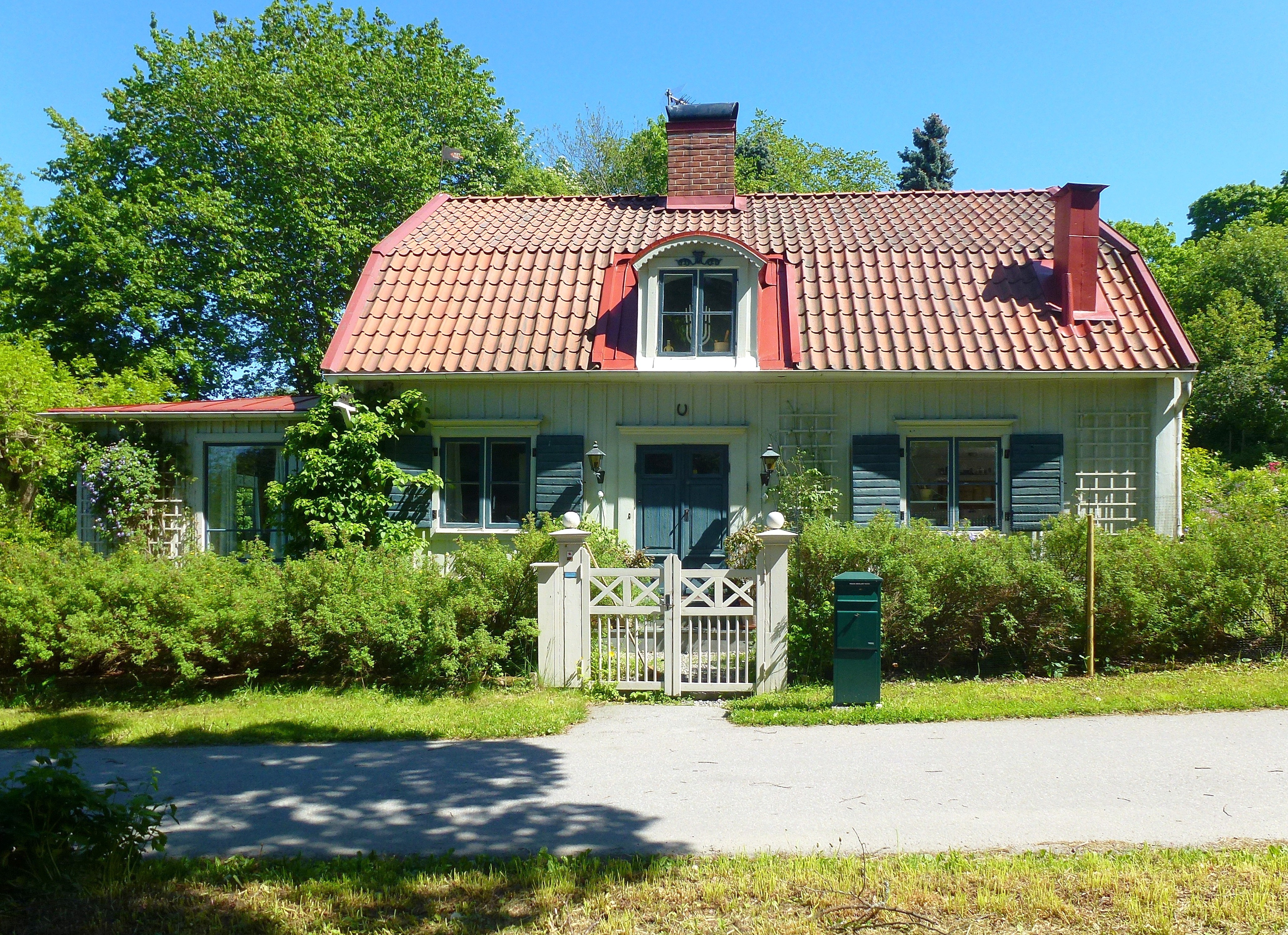
Villa Snörin.

## Slottsparken
Parken på Ulriksdal var ursprungligen en typisk barockträdgård som formades under 1600-talets andra hälft. Den innehöll bland annat flera skulpturgrupper. I lustträdgården anlades en markerad mittgång som ledde från slottet till den "Stora Grottan". Framför grottan restes en triumfbåge flankerad av boskéer. I centralgångens mitt placerades en rund bassäng med en vattensprutande triton i brons, formgiven 1664 av Jean Baptista Dieussart. Han stod även bakom en skulpturgrupp söder om grottan, den så kallade Andromedaklippan. Där fanns Perseus på sin bevingade häst som skulle befria sin Andromeda, fastkedjad i klippan och bevakad av draken. 1704 var draken "gammal och söndrig" och plockades bort, men själva klippan finns kvar.
Längst i norr på en kulle, "Mons Mariae", placerades ett lusthus. På Jacob De la Gardies tid fanns även påfåglar, svanar och duvor i parken och i den nordvästra delen låg en djurgård för hjortar, påfåglar och fasaner.
Lars Salvius besöker Ulriksdal, troligen runt år 1740, och beskriver i sin bok Beskrivning öfver Sverige från 1741 parken med följande ord:
| ” | Lust-Gården ligger på Västra sidan fram för Slottet och har åtskilliga Vatten-Konster, vackra Ritningar, många utländska Trän och klippta Granar i hvarjehanda prydnader. Der finnes et ståteligt Orangeri eller Blomster- och Drif-Hus, der uti månge främmande Trän, Örter och Växter hvar efter sin art ansas och skötas. Uti denna Lust-Gård står också den namnkunnige Grottan, som väl kan räknas för et Mästerstycke. Den är bygd af Sten i fyrkant med en rundel på hvar sida. Sielfva Huset är 2 Våningar högt. Den nedre, hvar uti Grottan finnes, är hvälfd och klädd på Väggarne och i Taket med åtskilliga sällsynta Musslor och Snäckor uti hvarjehanda Figurer, hvilket alt är så konstigt inrättat, at då en vil släppa alla Vatten-sprången lösa, frusar Vattnet til ifrån Gålf, Väggar och Tak, både igenom berörde Snäckor och en stor rund Kula, som sitter i Taket. En kan också låta Vattnet spruta på det ena stället i Grottan, och icke det andra, när en så vil. Det öfre rummet på Grottan är et Lusthus med 19 stora Fönster uti. | „ |

Med Vatten-konster menar Salvius fontäner och med Ritningar avses så kallade broderiparterrer där låga buxbomshäckar klipptes i intrikata mönster.

### Historiska bilder, parken

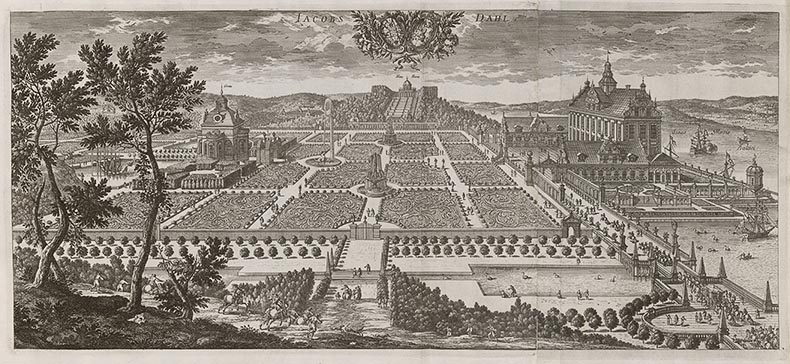
Slottsparken, vy mot norr, kopparstick av Adam Perelle i Suecia antiqua et hodierna, 1670–1674
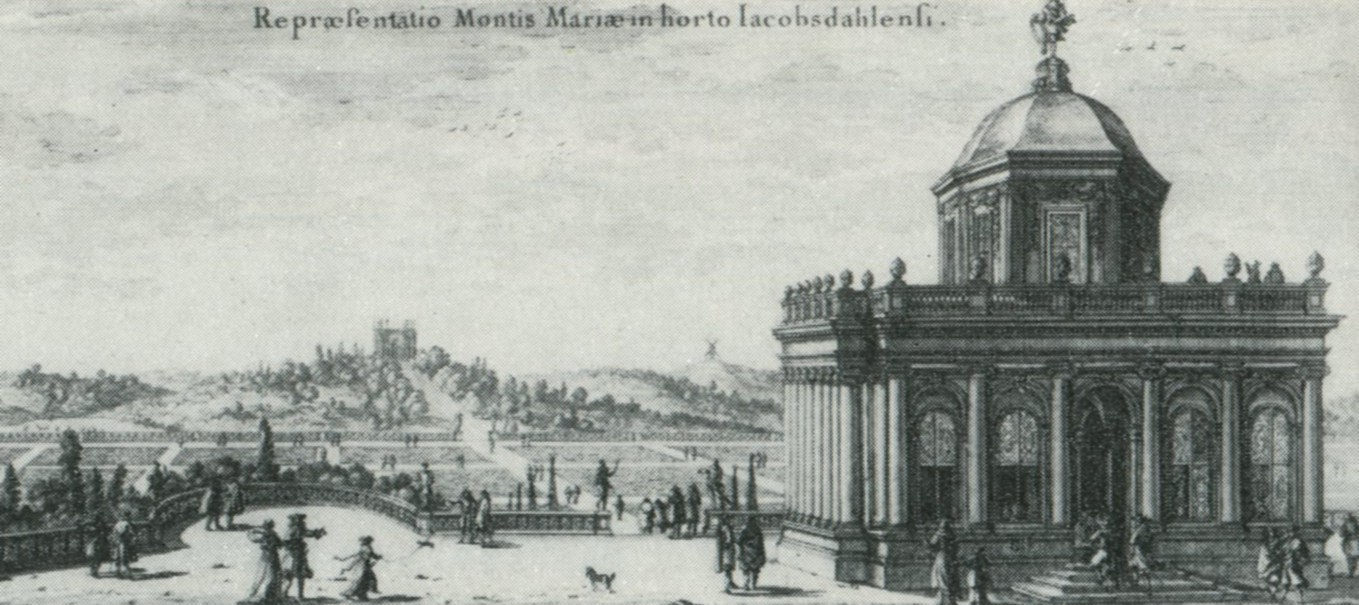
Slottsparken, lusthuset på Mons Mariae, kopparstick av Adam Perelle i Suecia antiqua et hodierna, 1668
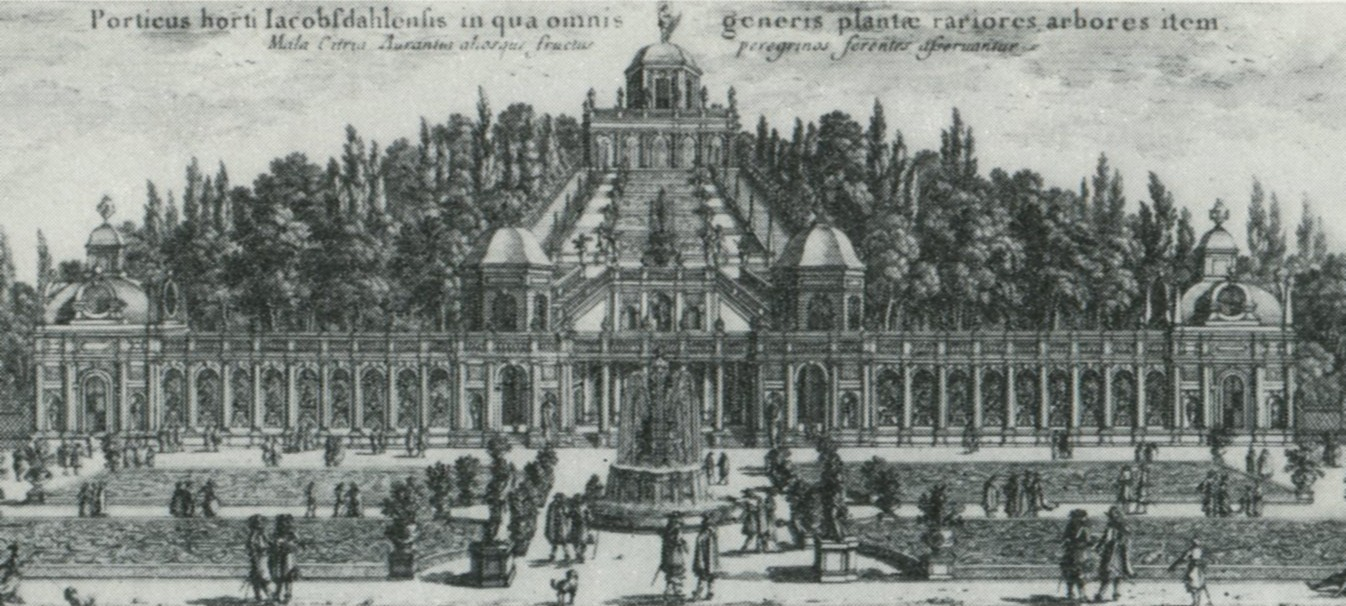
Slottsparken, växthuset nedanför Mons Mariae, kopparstick av Adam Perelle i Suecia antiqua et hodierna, 1668
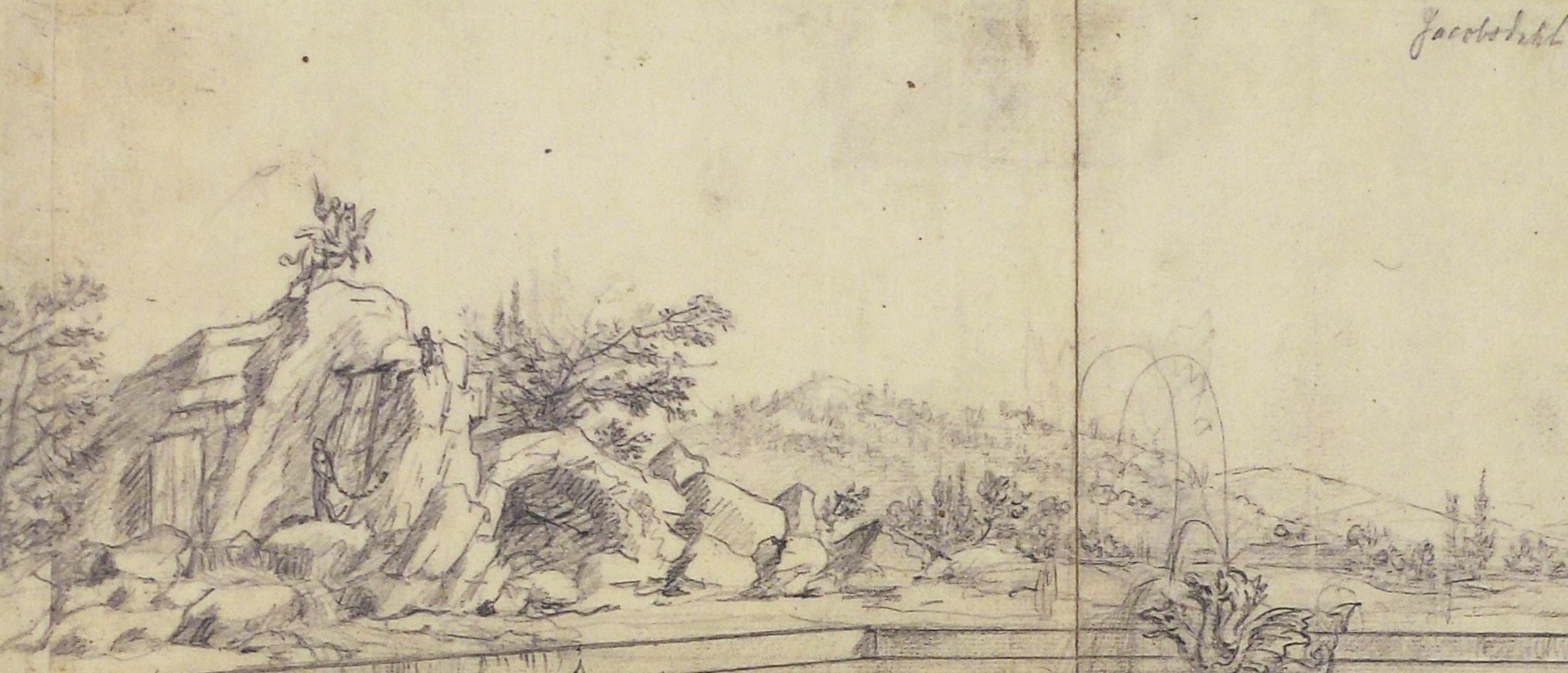
Andromedaklippan och fontänen med draken, teckning av Erik Dahlbergh 1664

Under Hedvig Eleonoras tid fortsatte utbyggnaden av parken efter ritningar av Nicodemus Tessin d.ä.. Hon lät även uppföra ett nytt orangeri byggt i sten och ritat av Tessin d.ä. omkring 1705. Byggnaden finns fortfarande kvar och innehåller idag Orangerimuseet. På hennes initiativ flyttades den stora fontänen till en central plats i parken. Den var prydd med 14 delfinhuvuden, som ursprungligen var avsedda för Drottningholms slottspark. 1704 kom parken under slottsträdgårdsmästaren Johan Hårleman. Han genomförde en del moderniseringar av slottsträdgården.
År 1801 anlades en engelsk trädgård i trakten kring Igelbäcken. Till parken flyttades 1863 även en skulpturgrupp från Hagaparken föreställande Nätdragande morianer. Under Karl XV revs allt i lustträdgården utom orangeriet, mittfontänen och de av Carl Hårleman anlagda boskéerna. Efter hans död förföll parkanläggningen. Huvudparten av de nuvarande planteringarna tillkom på 1930-talet under Gustaf VI Adolfs tid. För arbetet anlitades 1935 trädgårdsarkitekten Gösta Reuterswärd. En del av parken ingår i Igelbäckens naturreservat och kulturreservat.

### Slottsträdgården Ulriksdal

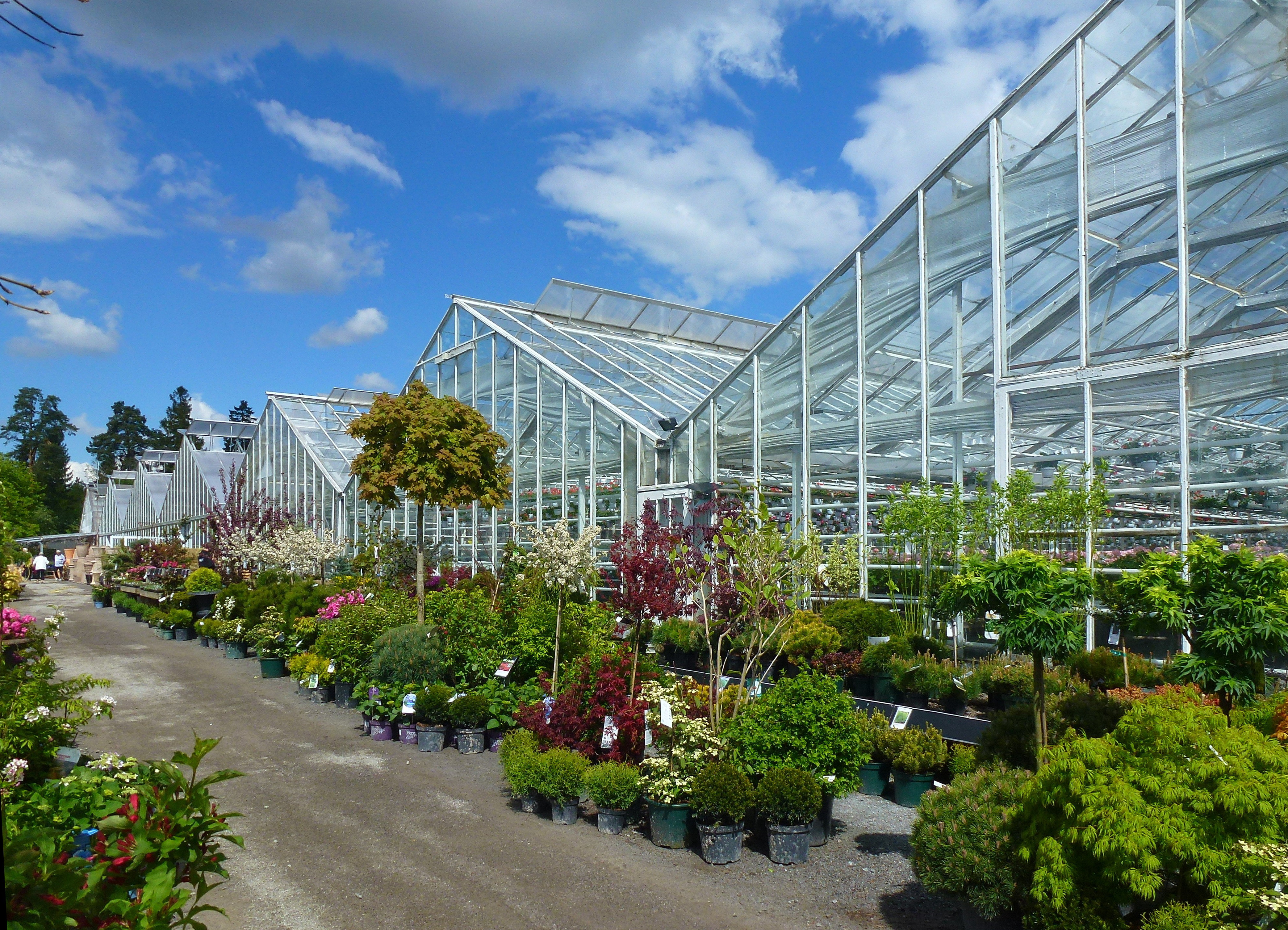
Slottsträdgårdens växthus, 2015.

Ulriksdals slottsträdgård ligger i slottsparkens norra del. Sedan 1600-talet odlades växter för Ulriksdals slott och park, med då låg trädgården på ”värdshusängen” nedanför Ulriksdals värdshus. I början av 1800-talet flyttades trädgården till sitt nuvarande läge. Då uppfördes även den så kallade Direktörsbostaden som står strax söder om slottsträdgården. År 1916 tillkom ytterligare ett hus, Arbetarbostaden, ritad av arkitekt Sigge Cronstedt.
I början på 1950-talet övertogs driften av slottsträdgården av familjen Rappne. Nuvarande ägaren är trädgårdsmästaren Bosse Rappne som 1985 fortsatte verksamheten tillsammans med sin mor och utvecklade trädgården till dagens handelsträdgård med försäljning till butiker och privatpersoner. Idag finns här ett femtiotal medarbetare och omkring 5 000 m² inglasade odlingsytor. Till anläggningen hör även en visningsträdgård och trädgårdscafé med restaurang. På slottsområdet finns ytterligare en handelsträdgård, Brunnsvikens trädgård, belägen längst i söder.

### Koloniområden

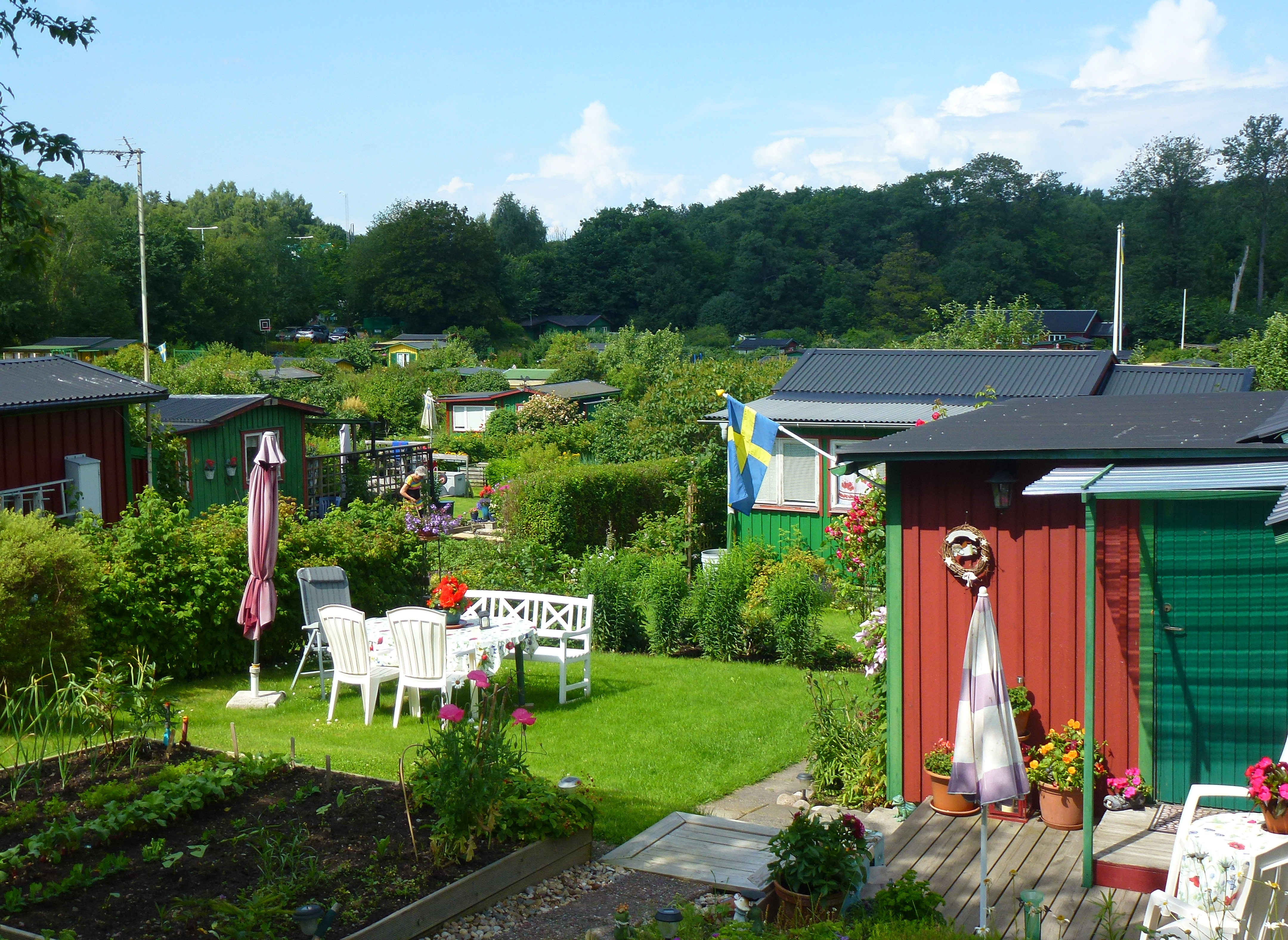
Kvarnvretens koloniområde, 2015.

Kvarnvretens koloniområde omfattar 34 000 m² mark som ligger strax väster om Ulriksdals slotts huvudbyggnad. Kvarnvreten som kallades tidigare ”Mjölnarens åkervret”. Vid bildandet av föreningen år 1954 medverkade Solna kommun som arrenderade marken av ståthållarämbetet. Även dåvarande kungen Gustaf VI Adolf visade stort intresse för koloniområdets tillkomst och vidare utveckling. Idag finns här 108 kolonilotter och markägaren är Statens fastighetsverk.
Längst i söder på Ulriksdals slottsområden ligger ytterligare ett koloniområde, Ulriksdals koloniområde, även kallat Sköndals koloniområde. Det anlades omkring 1960 på marken för Sköndals gamla handelsträdgård vars odlingar och huvudbyggnad låg i dalgången som sträcker sig från dagens Ulriksdalsvägen ner till Brunnsviken. Här finns idag 44 kolonistugor och lika många lotter på en areal om 20 000m².

### Skulpturer
I parken finns Carl Milles skulpturgupp Två vildsvin. Skulpturerna gjordes 1929 för Lord Melchett i England och föreställer två sittande vildsvin i brons. Vänner till Stiftelsen Världsnaturfonden WWF lät gjuta en pandaskulptur som står framför slottet för att hedra sin "Ordförande HM KONUNGEN CARL XVI GUSTAF på 50-årsdagen den 30 april". Strax öster om Slottskapellet finns den liggande "Gepard", skapad av Carina Wallert 1991.
I parken finns en skulpturgrupp föreställande två Nätdragande morianer (även Morianbron), som skapades 1845 av konstnären Per Henrik Lundgren. Gruppen placerades ursprungligen på ömse sidor om en bro över en av kanalerna framför Haga slott i Hagaparken. Efter sänkningen av vattennivån i Brunnsviken 1863 hamnade bron och morianerna på torra land, varför skulpturerna samma år flyttades till Ulriksdals slottspark och placerades vid Igelbäcken. Varje skulptur står på en fem cm hög gjutjärnsplatta, vilande på en gråsten.

### Skulpturer bilder

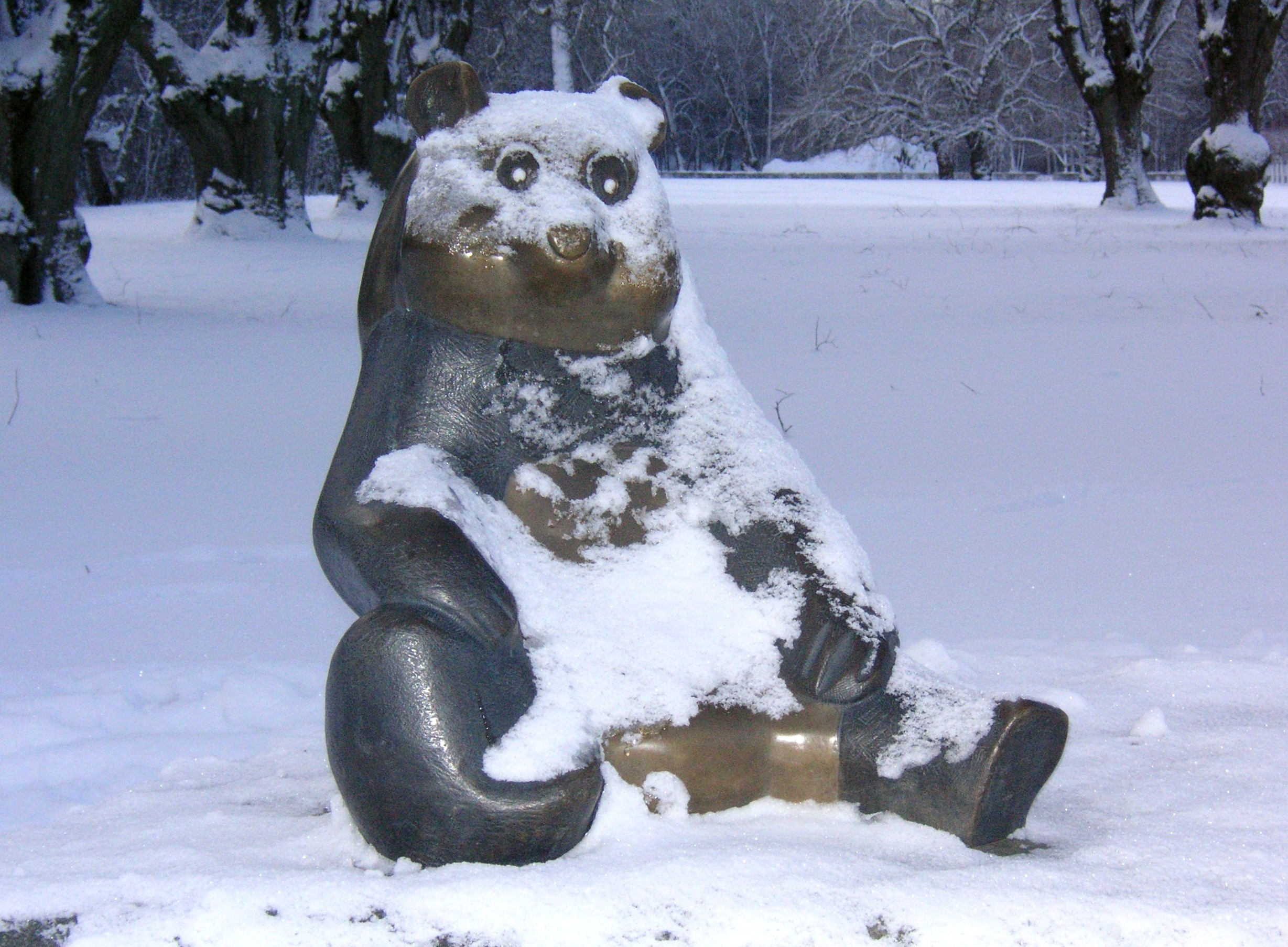
"World Wildlife Foundation Panda"
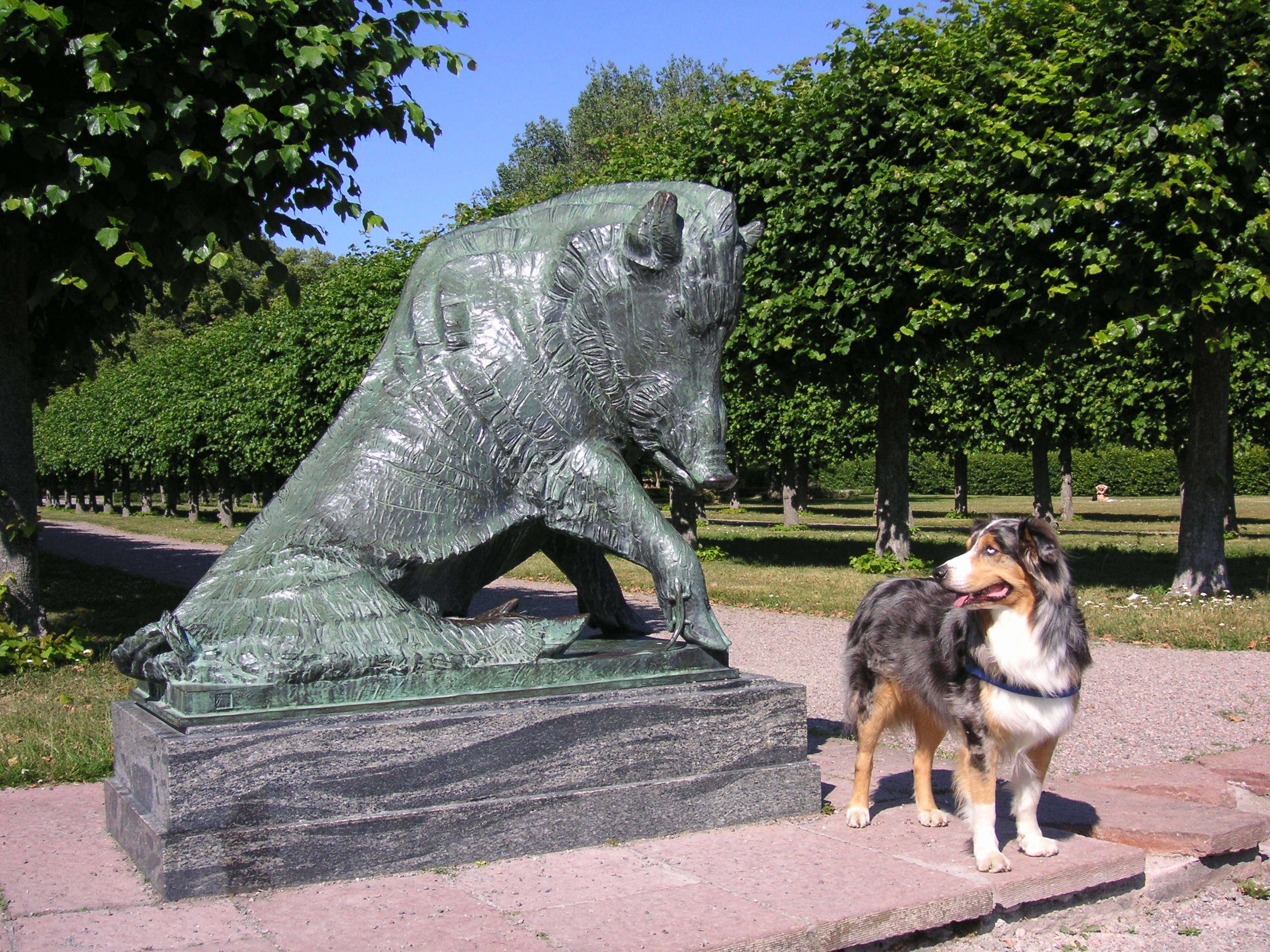
"Två vildsvin" av Carl Milles
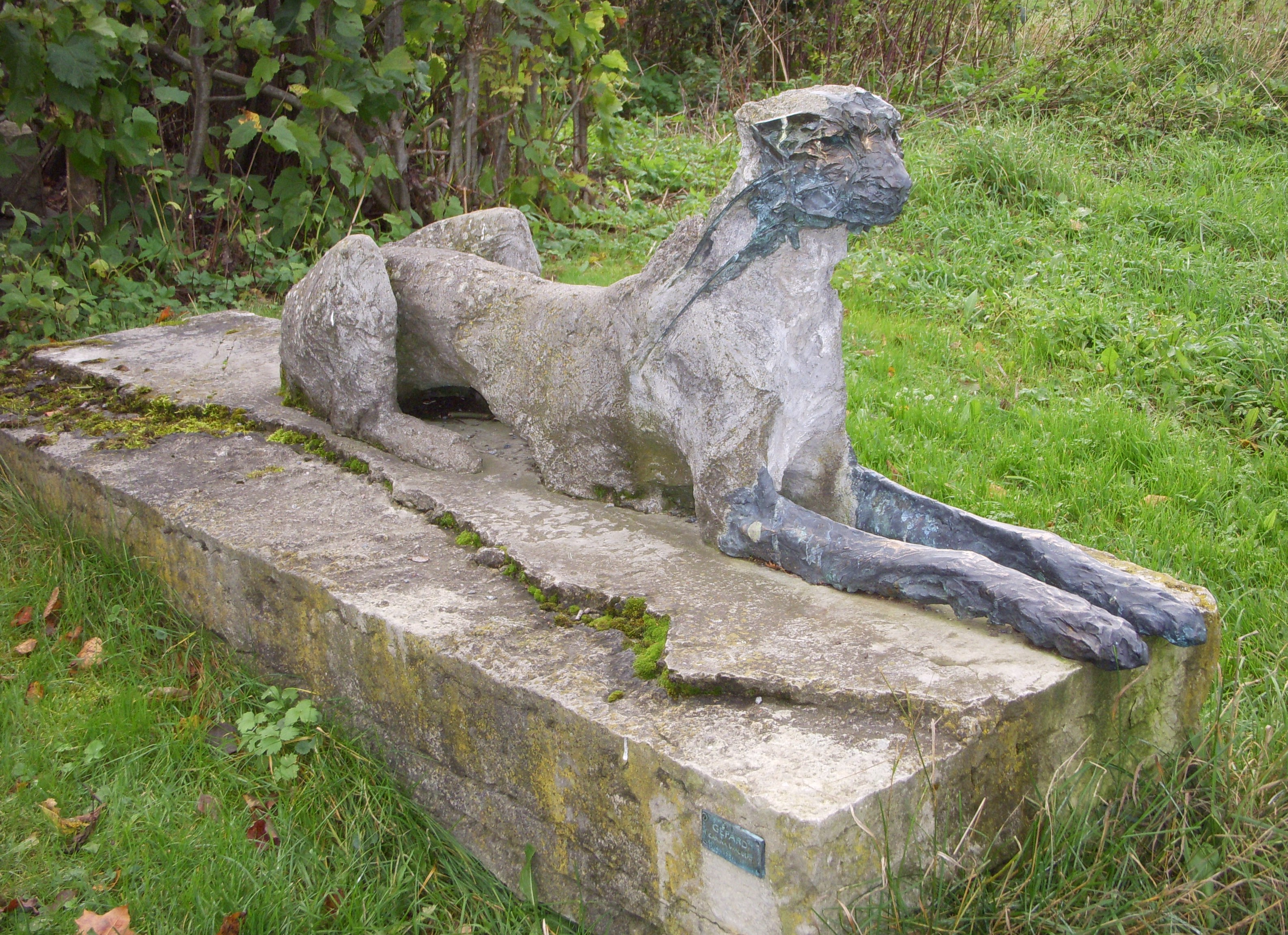
"Gepard" av Carina Wallert 1991
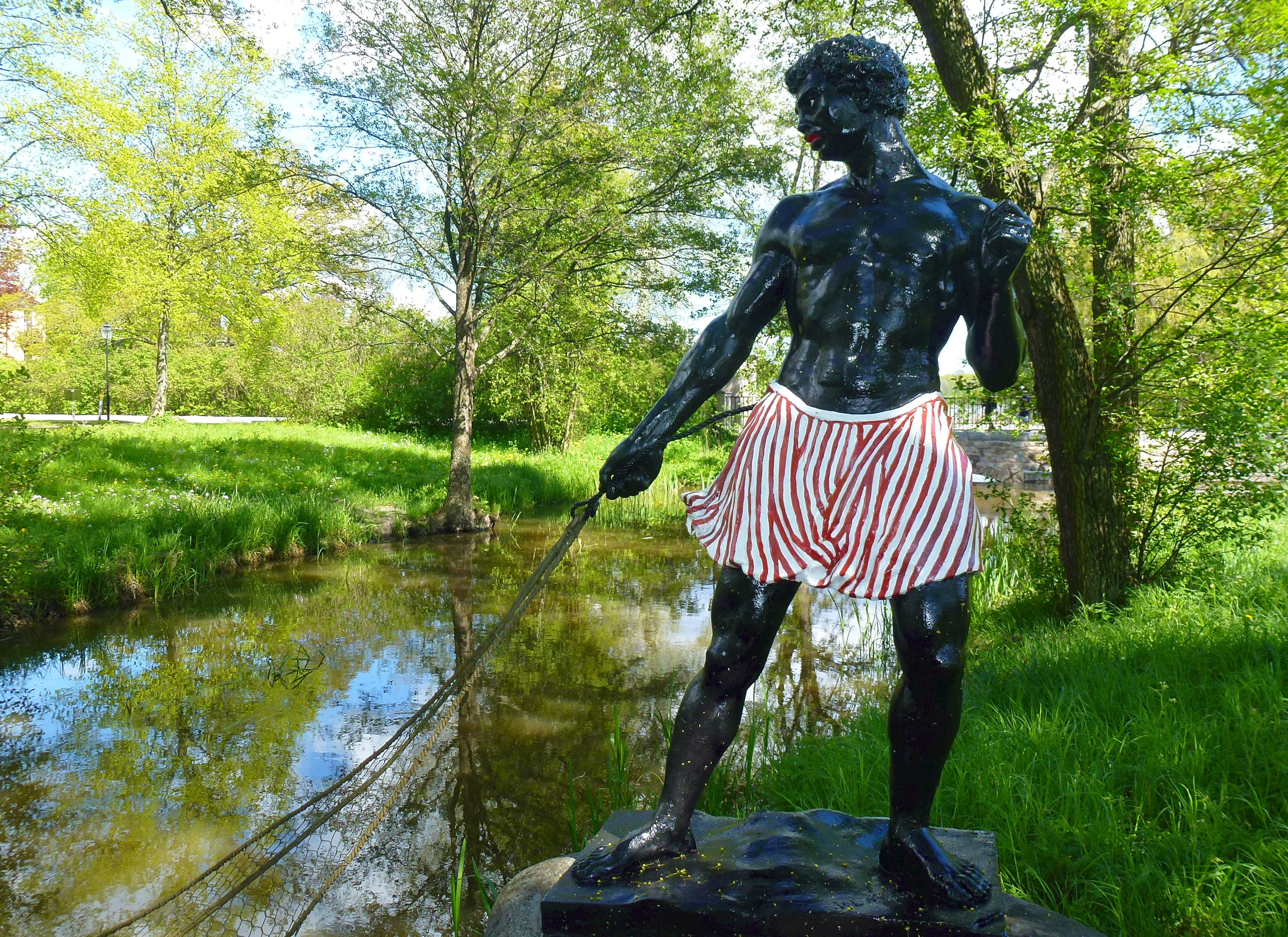
"Nätdragande morianen" vid Morianbron

### Mons Mariae-kullen
Mons Mariae, även kallad Lusthuskullen är en kulle på norra sidan om parken. På kullen fanns en vattenreservoar för parkens fontäner och bevattningen av dammarna. På den gamla lusthuskullen uppfördes ett nytt lusthus som kallades Mons Mariae efter Magnus Gabriel De la Gardies hustru Maria Euphrosyne. Nedanför kullen byggdes ett orangeri. Anläggningen syns på kopparsticket av Adam Perelle i Suecia antiqua et hodierna från 1668. Lusthuset är numera borta  och orangeriet ersattes omkring 1705 av en ny orangeribyggnad som idag innehåller Orangerimuseet. Vattenbassängens ovala fördjupning finns kvar men är kraftigt överväxt.

### Invalidkyrkogården
Invalidkyrkogården tillkom i samband med att Ulriksdals slott 1822 uppläts av Karl XIV Johan som invalidinrättning, alltså som vårdhem för krigsveteraner från krigen 1788 till 1814. Gravplatsen ligger i ett skogsparti strax sydöst om Ulriksdals Wärdshus. Den inrättades 1824 och den sista begravningen skedde här 1905.

### Slottsparken bilder

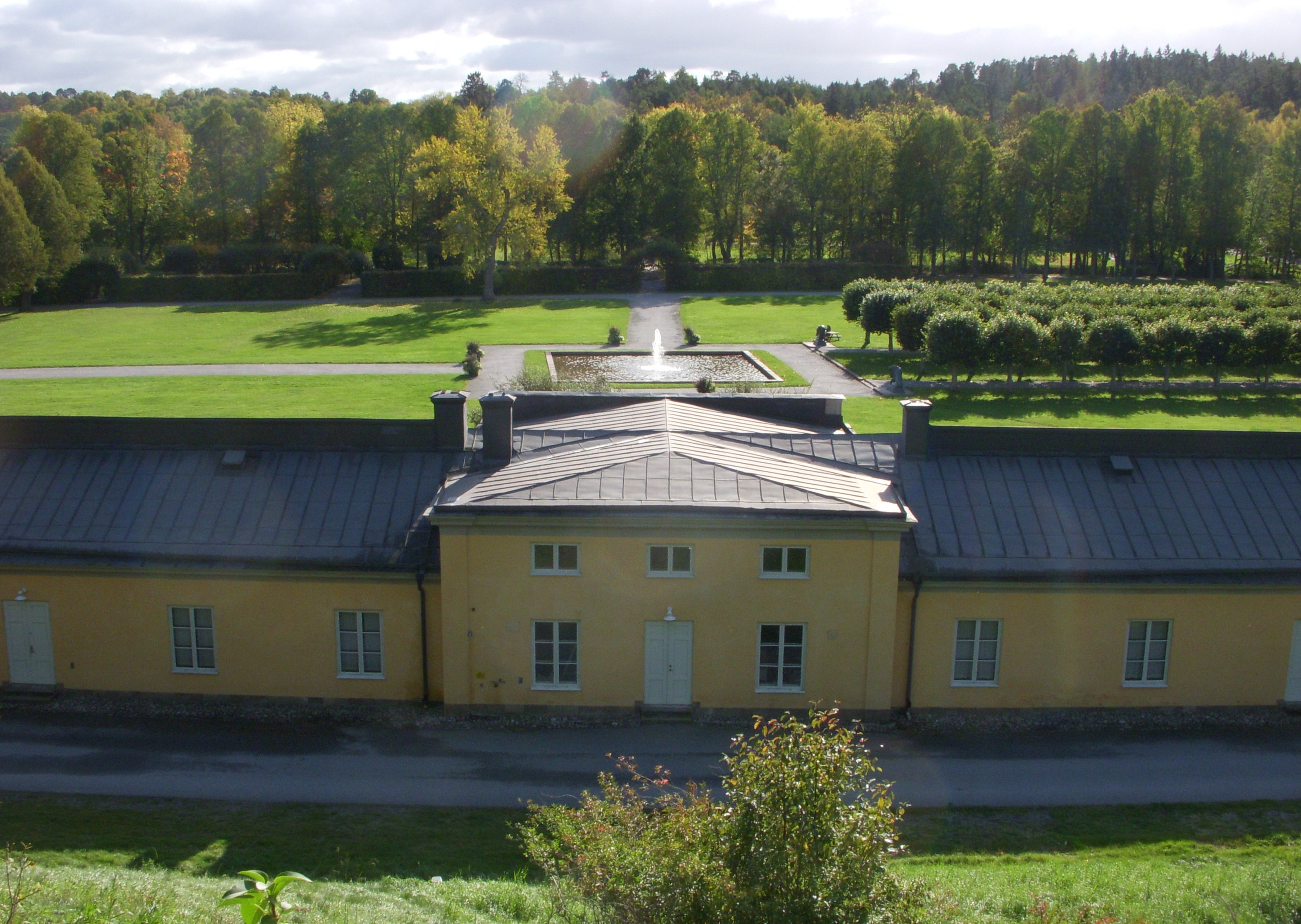
Vy från "Mons Mariae-kullen"
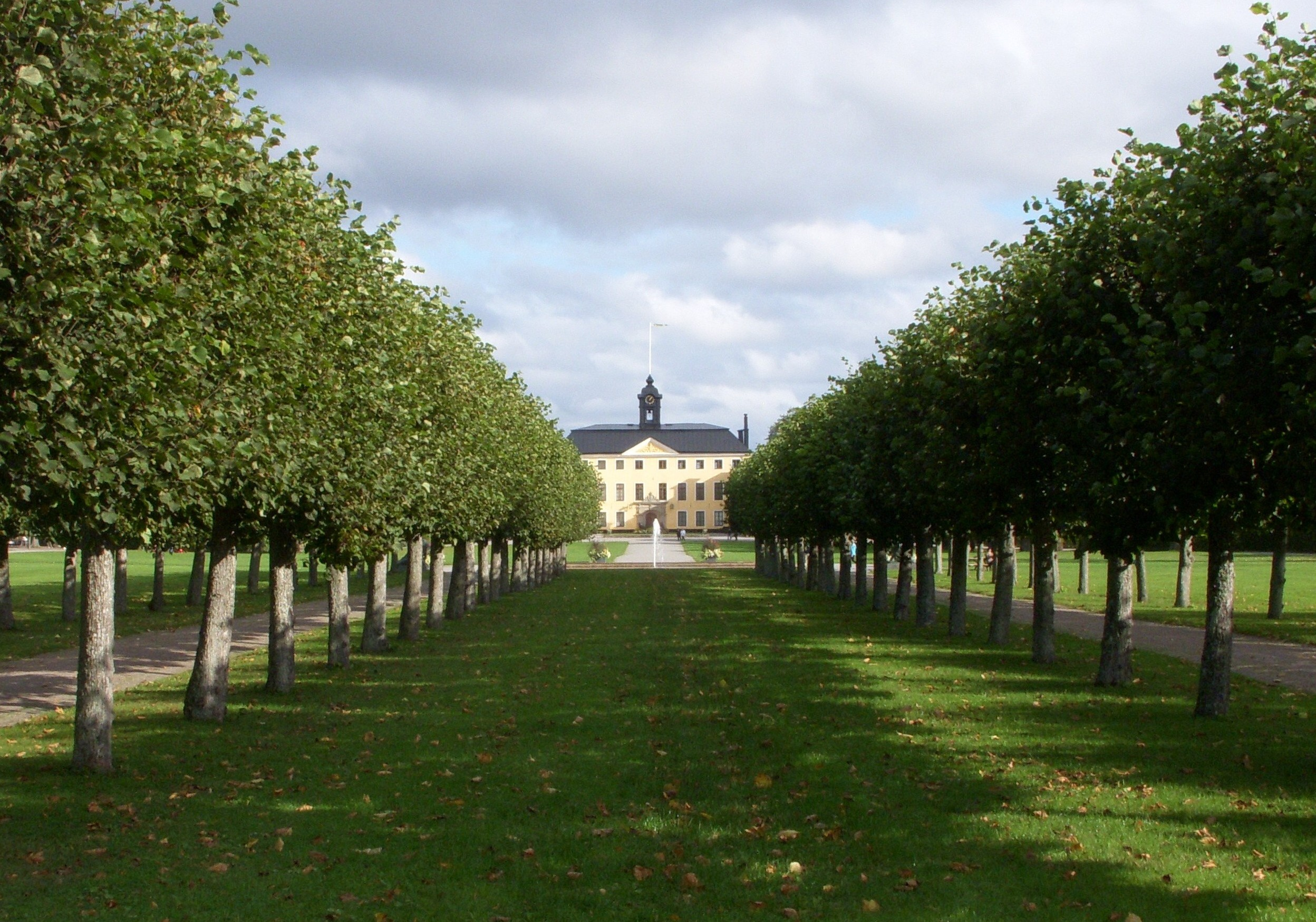
Vy genom lindallén mot öst
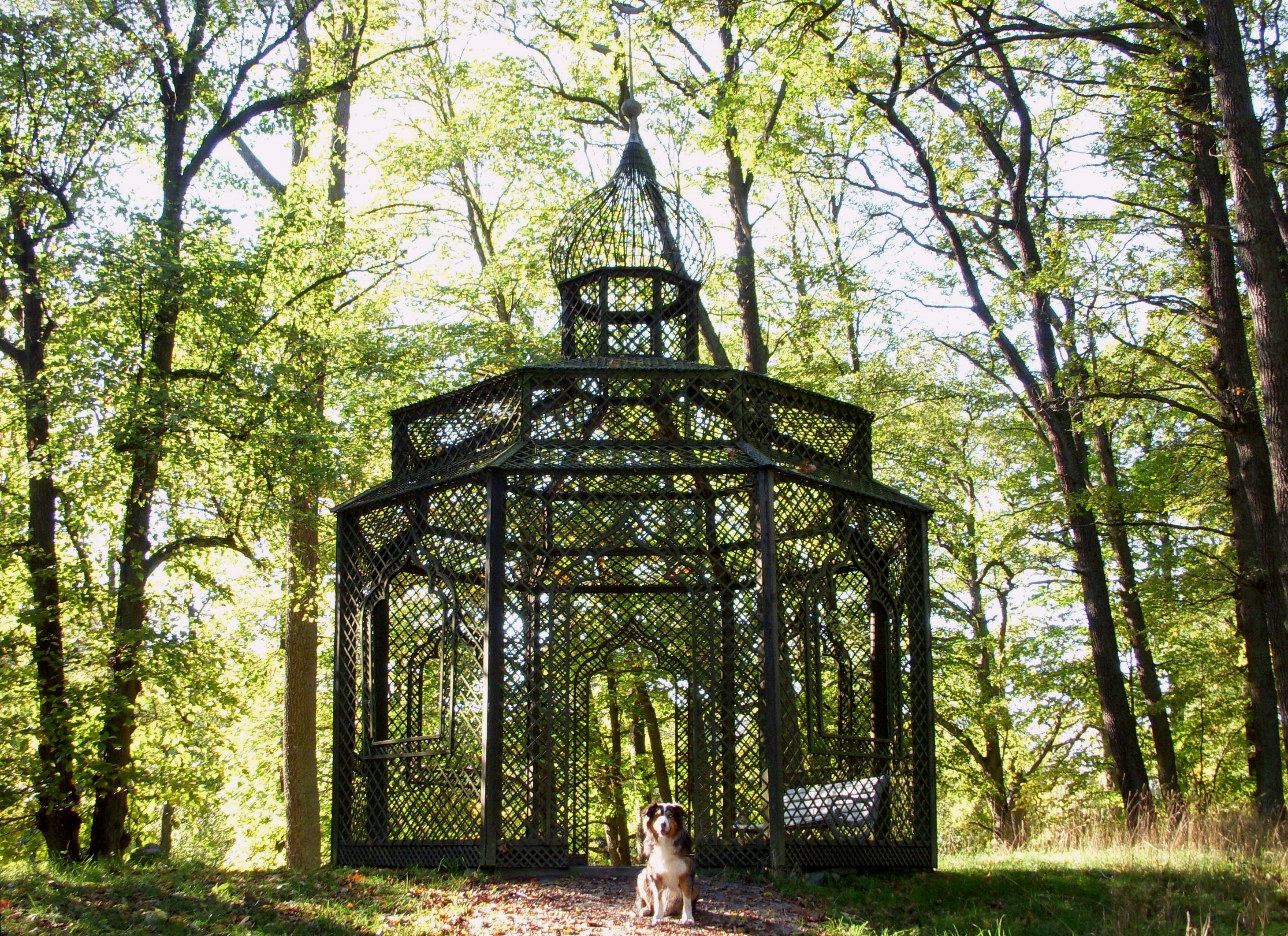
Ulriksdals lusthus
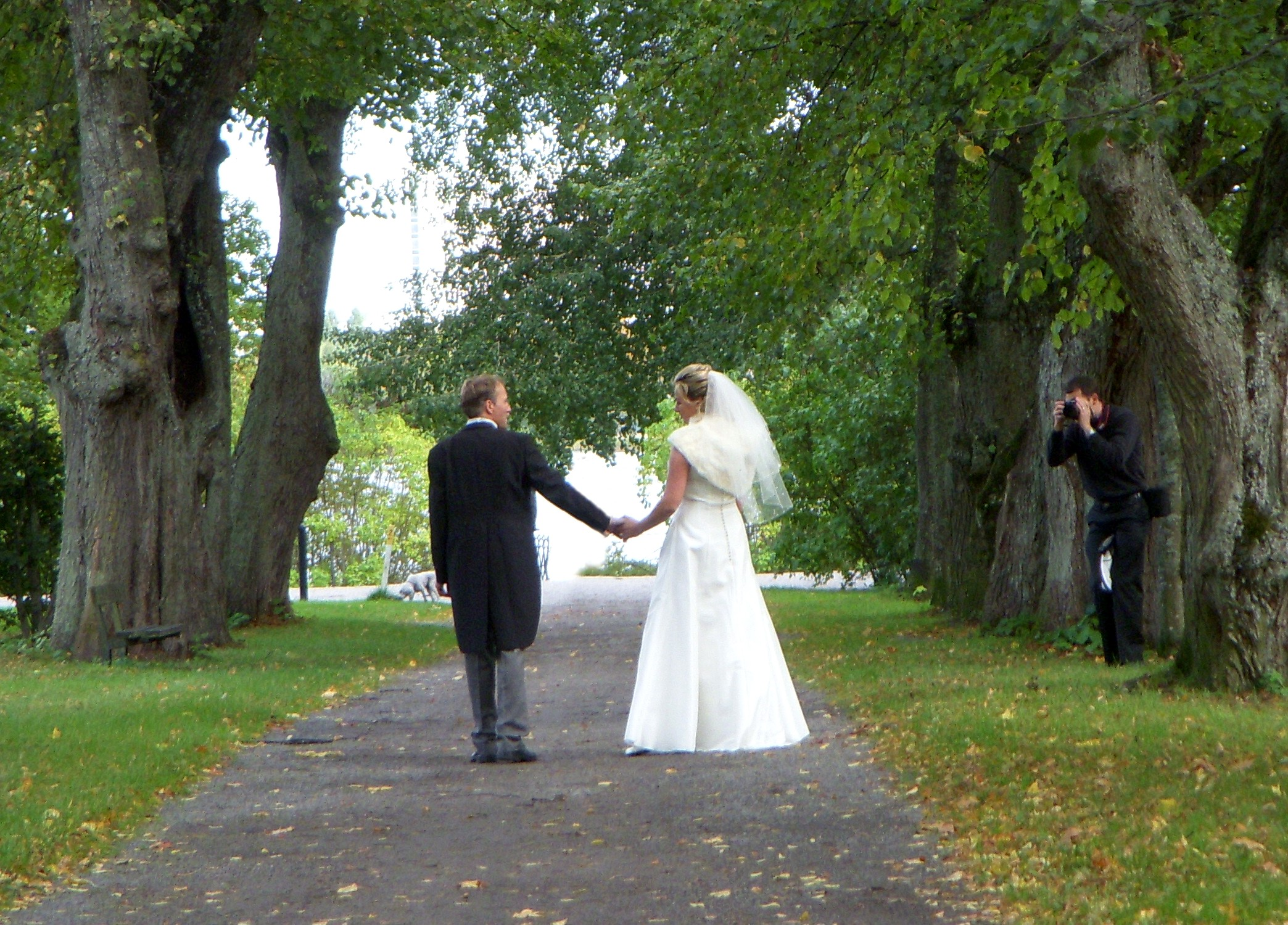
Nygift i Ulriksdals slottspark

## Ulriksdals kvarnkulle

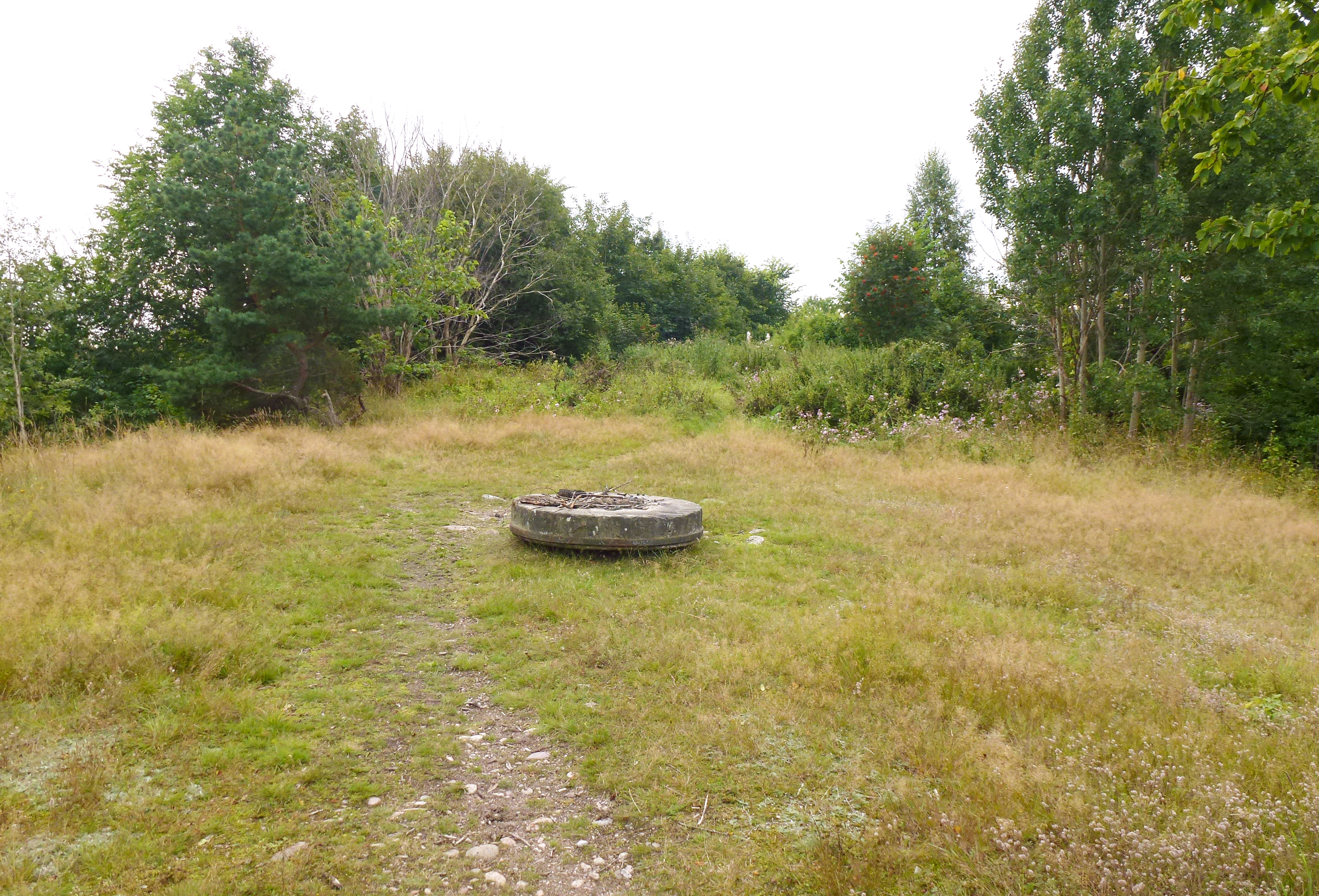
Ulriksdals kvarnkulle vy mot syd, 2012.

I skogsområdet som ansluter söder om parken ligger Ulriksdals kvarnkulle. Kullen är 43 meter hög och var tidigare platsen för en väderkvarn. Den finns avbildad på 1600-talet i Suecia antiqua et hodierna. Så sent som 1865 är det dokumenterat att det fanns en kvarn här. Idag återstod bara en stor kvarnsten.
Kvarnkullen är en del av Stockholmsåsen som är intressant såväl ur botanisk som geologisk och kulturhistorisk aspekt. Kulturen har påverkat växtligheten på kullen sedan lång tid tillbaka, troligen sedan järnåldern. Tallheden utgör här den naturliga vegetationstypen liksom på Stockholmstraktens grusåsar. Den närmast stäppartade floran innehåller bland annat backsippa, ängshavre, femfingerört, tjärblomster och den sällsynta tallriksröksvampen.
Kvarnkullens södra sluttning var under lång tid en grustäkt som fylldes igen med tippmassor under 1970- och 1980-talen. Gränsen mellan ursprunglig ås och fyllnadsmaterial syns tydligt på vegetationen, som är lågväxt på den ursprungliga norra delen, medan den är frodig och högväxt på den nya södra delen. Området ingår i Ulriksdals naturreservat.

## Kaninholmen

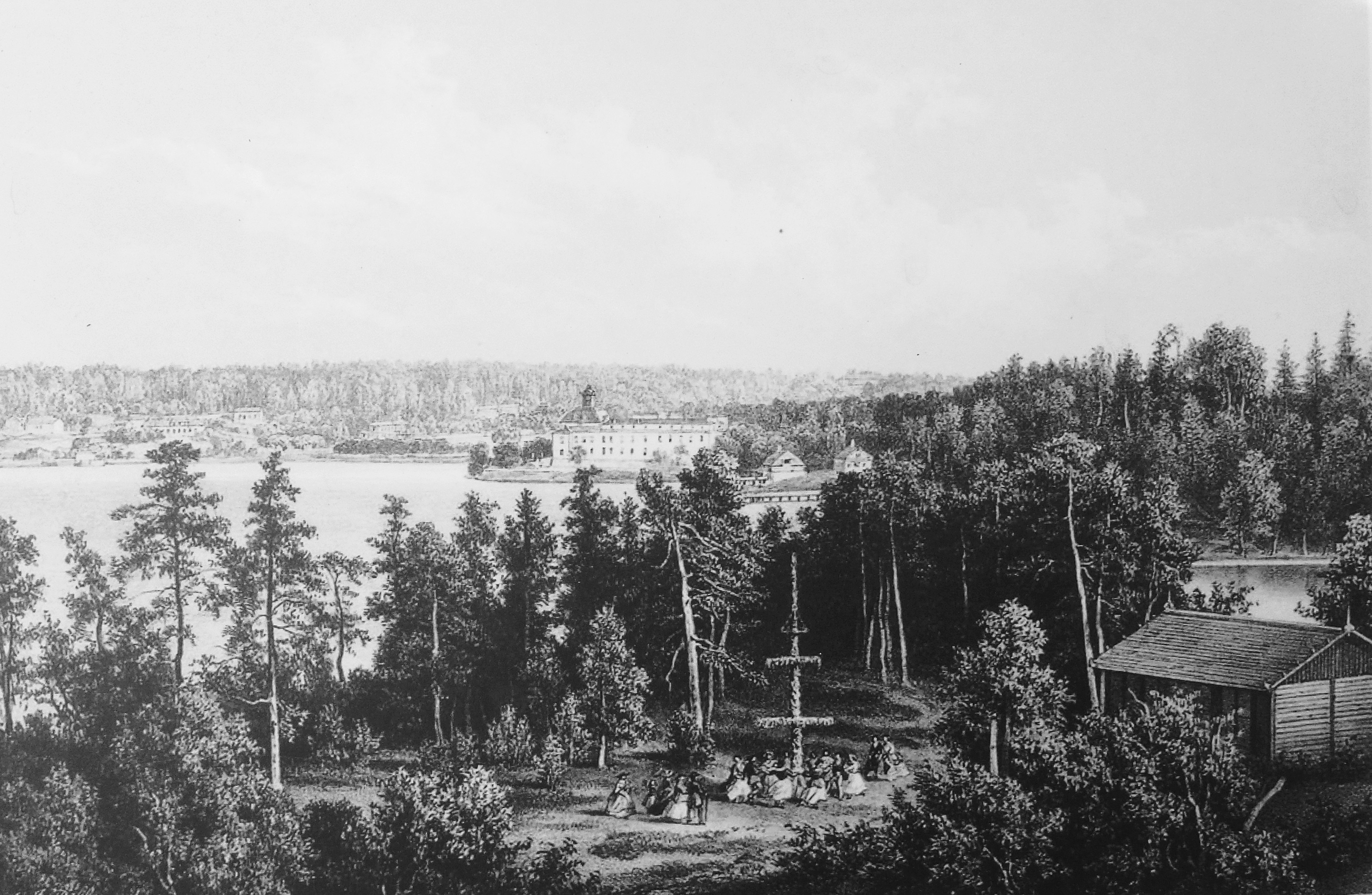
Midsommar 1871 på Kaninholmen. Schweizerstugan syns till höger.

Strax norr om slottet återfinns Kaninholmen som hör till slottsområdet Ulriksdal och är Edsvikens största ö. Redan på 1660-talet förekom namnet ”Canyneholmen”, anledning till namnet är okänd. På en karta från 1709 framgår att det fanns en siktlinje mot slottet i form av en uthuggen allé. Kaninholmen var ett omtyckt utflyktsmål för kungligheterna. Karl XV med familj använde lustbåtarna Galten och Delfinen vid sina utflykter på Edsviken.
Under Karl XV:s tid gick en liten färja över till ön och på ön låg tre byggnader: Schweizerstugan, ett kallbadhus och en lekstuga. Schweizerstugan var formgiven i schweizerstil av arkitekt Pehr Johan Ekman och var en gåva från drottning Lovisa till Karl XV. Huset tillverkades av AB Ekmans Mekaniska Snickerifabrik i Stockholm och fraktades hit i delar i slutet av 1860-talet. På en illustration av Carl Johan Billmark från 1871 syns Schweizerstugan.
Ibland firades midsommarafton på Kaninholmen, där även Fritz von Dardel var närvarande. Midsommaren 1861 beskrev han på följande sätt:
| ” | Midsommarafton begaf sig hela hofvet tidigt till Kaninholmen för att kläda majstången, kring hvilken man skulle dansa på kvällen. Drottningen band en krans, fröknarna Sparre och Meijerhelm en annan, »Sessan» och jag utklippte solar och lejon af guldpapper; middag åts på holmen, där sedan en liflig dans pågick under militärmusik till sent på natten. | „ |

## Ulriksdals höstmarknad
Höstmarknaden på Ulriksdals slottsområde är ett återkommande årligt evenemang som äger rum en lördag och söndag i slutet av oktober eller början av november. I slottsparken utanför Ulriksdals ekonomibyggnad (Slottscaféet) finns marknadsstånd med försäljning av delikatesser och hantverk från lokala aktörer. I samband med höstmarknaden visas Slottet, Orangerimuseet, Slottskapellet och Museet för drottning Kristinas kröningsekipage. Höstmarknaden arrangeras av Ulriksdals slottsförvaltning.

### Ulriksdals höstmarknad 2011 bilder

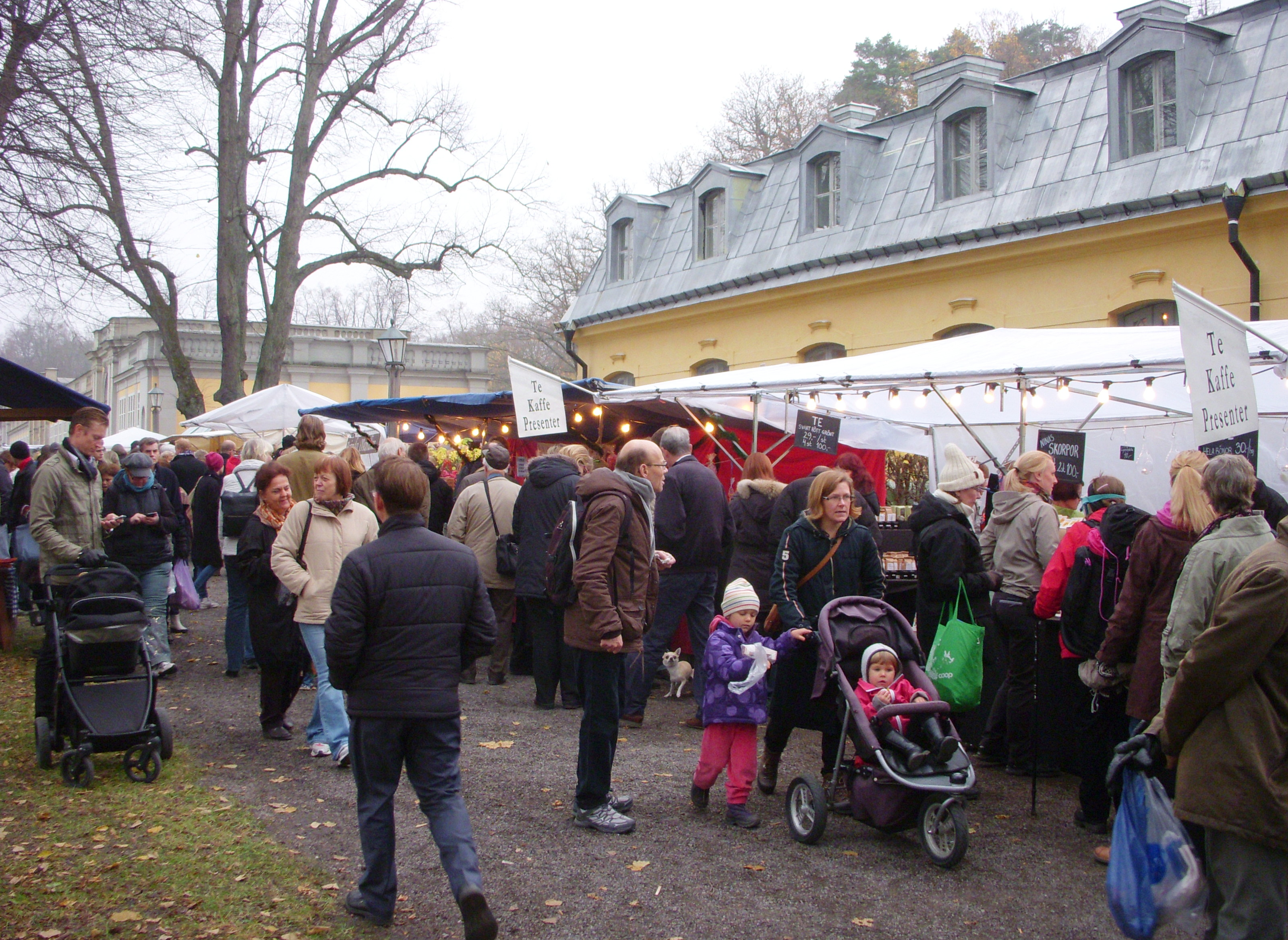
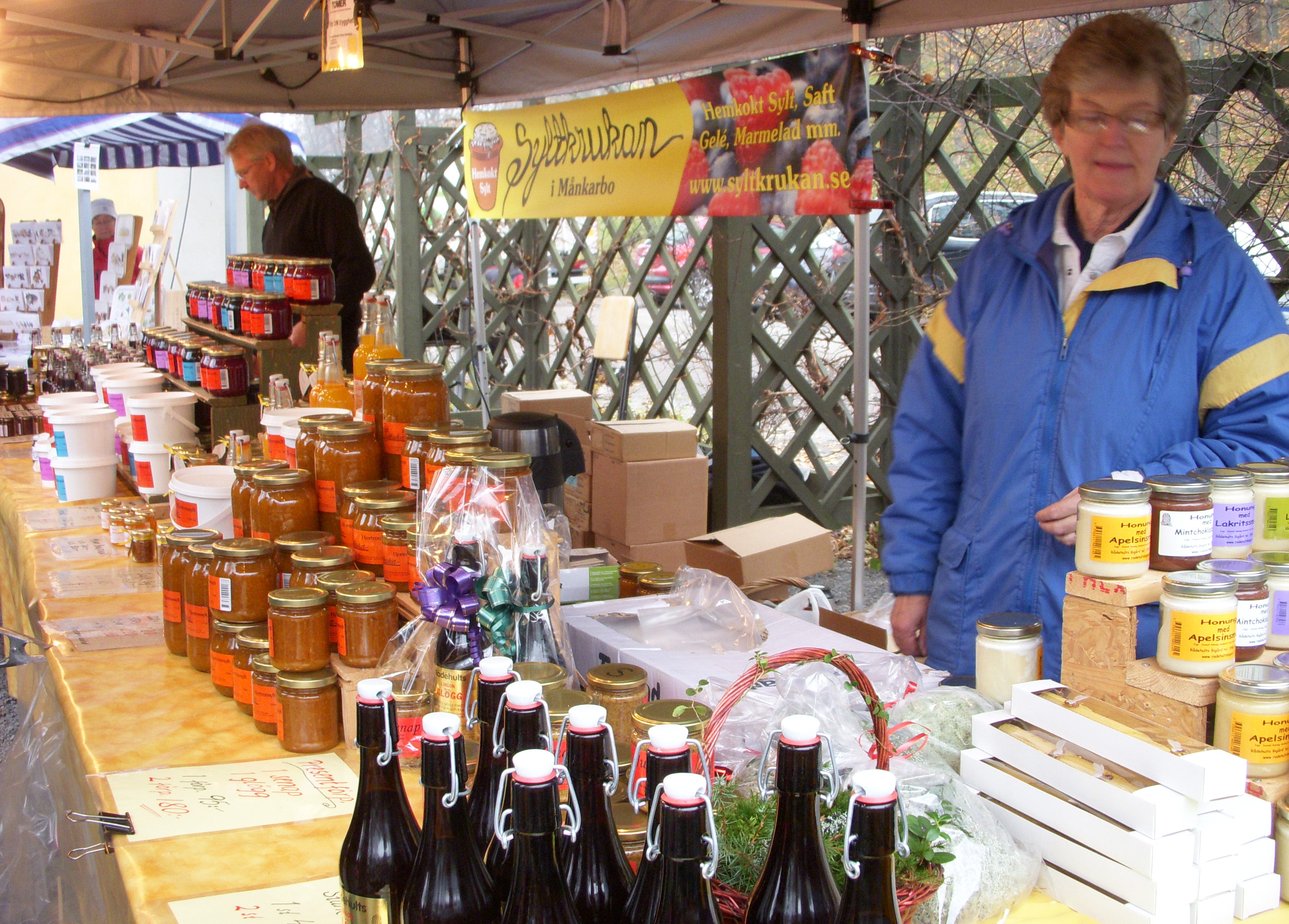
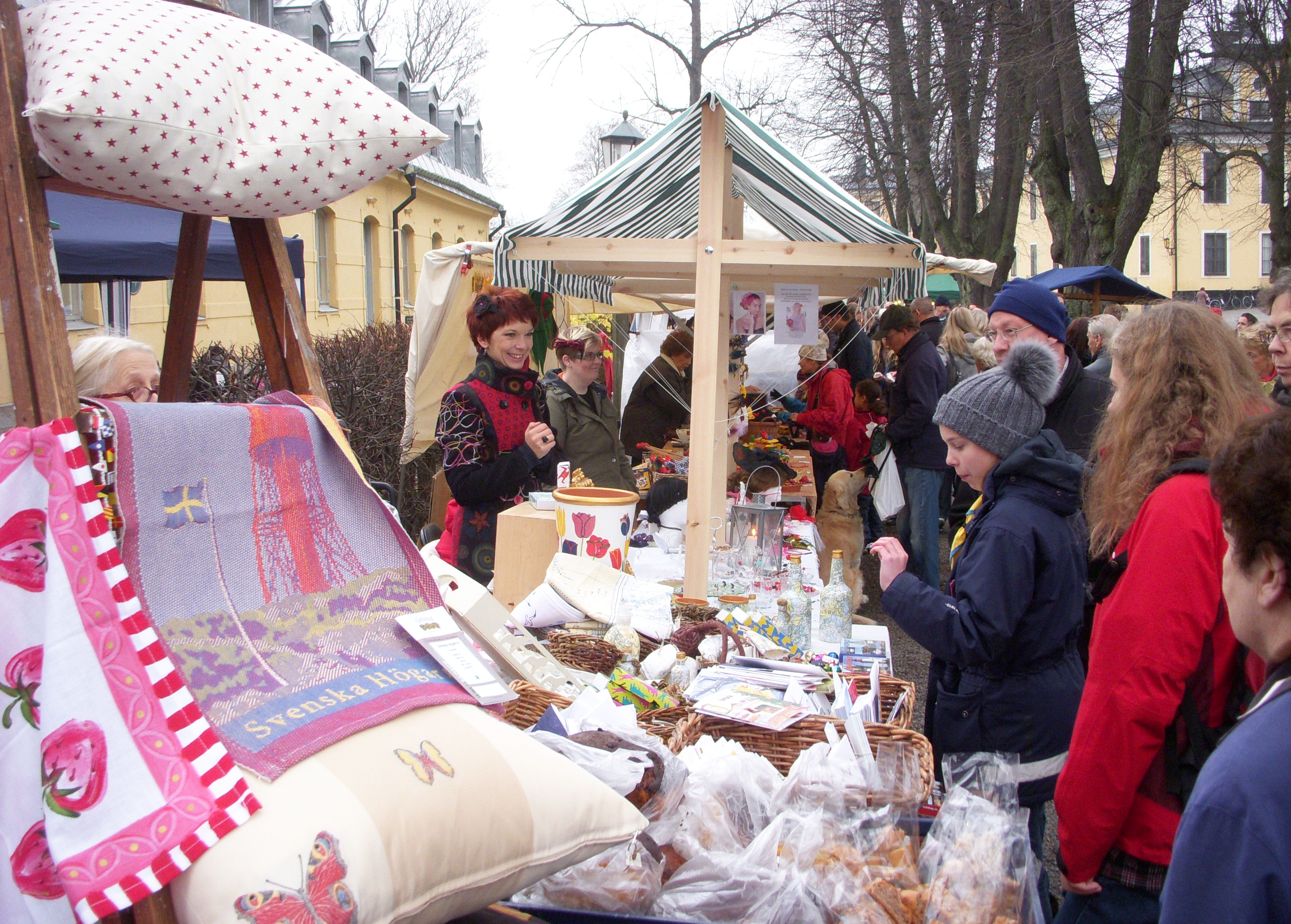
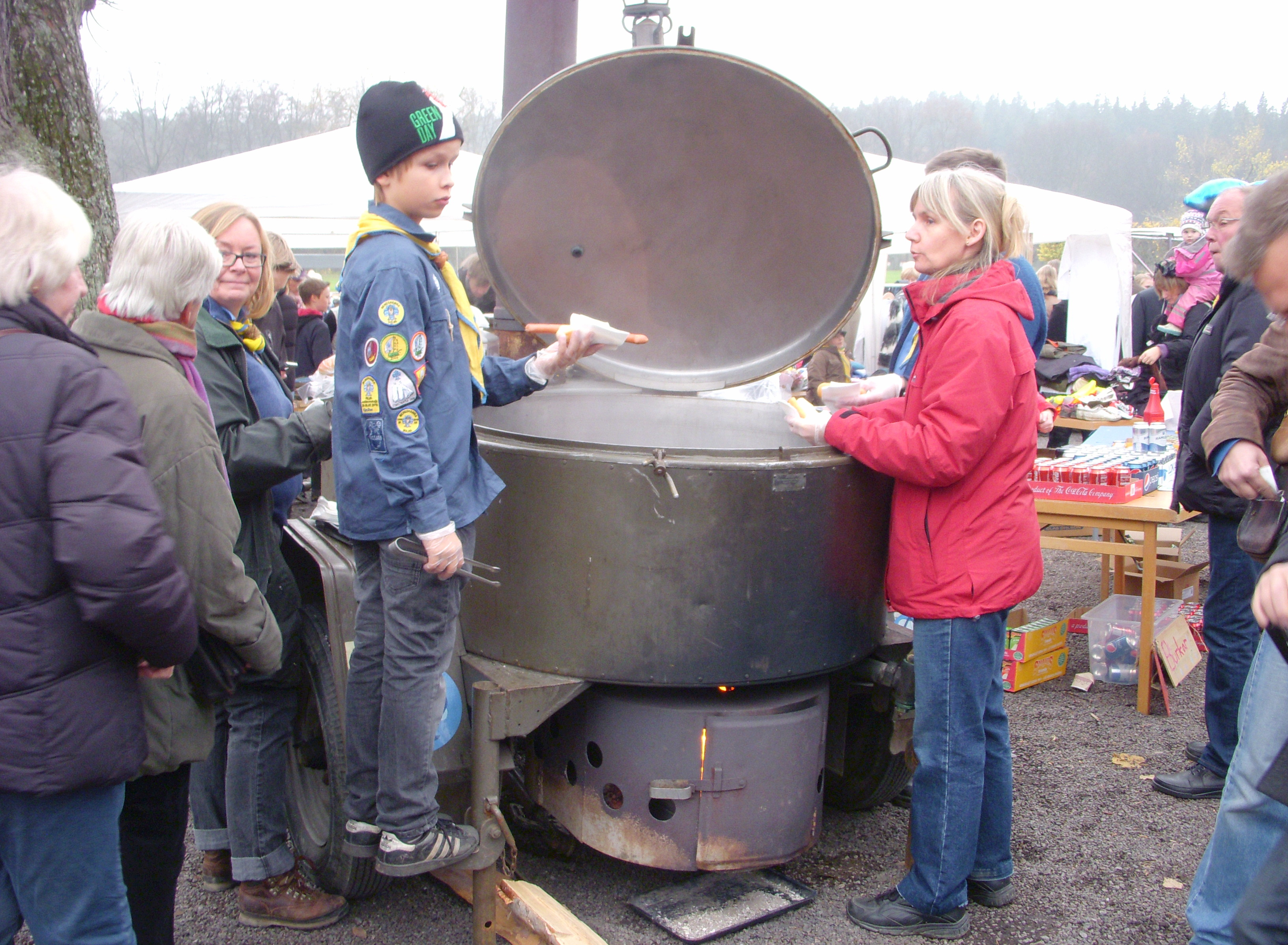